# Военное дело ахейцев
Военное дело у ахейцев — о военном деле ахейцев нам говорят все три типа источников: устная традиция, письменные источники и памятники материальной культуры.
В устной традиции описание снаряжения ахейцев отображено в таких мифах как эпос о Троянской войне и Одиссея Гомера, а также поэма Щит Геракла Гесиода. О борьбе между ахейскими государствами рассказывает нам миф Семеро против Фив. Письменные источники представляют из себя глиняные таблички линейного письма Б, сами же таблички не говорят о конкретных сражениях, но показывают разнообразие имеющегося вооружения у ахейцев и организацию войска Пилосского царства. Памятники материальной культуры представлены в виде найденных археологических находок - мечи, шлемы, доспехи, керамика и украшения, сохранившиеся фрагменты фресок, фиксирующих образы ахейского вооружения.

## Гомер. Илиада

### Оружие ахейцев
Гомер в своём произведении упоминает множество типов холодного оружия: дробящее, колющее, рубящее и метальное. Дробящее оружие представлено у Гомера палицей. Колющее оружие в Илиаде - это мечи, кинжалы, ножи, копьё. Рубящее оружие в Илиаде имеется в виде как двухсторонних, так и односторонних топоров. Луки, дротики, копья, пращи и даже камни представлены в Илиаде как метательное оружие (смотрите таблицу про оружие).
В Илиаде единожды упоминаются также молот (др.-греч. ῥαιστήρ) и серп (др.-греч. δρεπάνη), но не в качестве оружия, а в качестве орудия. Ни один ахеец в Илиаде не орудует ими как оружием.
| Лексикон Илиады (перевод Гнедича, Вересаева) - ударно-дробящее и рубящее оружие | Лексикон Илиады (перевод Гнедича, Вересаева) - ударно-дробящее и рубящее оружие | Лексикон Илиады (перевод Гнедича, Вересаева) - ударно-дробящее и рубящее оружие | Лексикон Илиады (перевод Гнедича, Вересаева) - ударно-дробящее и рубящее оружие | Лексикон Илиады (перевод Гнедича, Вересаева) - ударно-дробящее и рубящее оружие |
| Линейное письмо Б                                                               | В Илиаде                                                                        | Др.-греч.-рус. словарь Дворецкого                                               | Кембриджский Др.-греч. словарь | Употребление в Илиаде                                                           |
| ------------------------------------------------------------------------------- | ------------------------------------------------------------------------------- | ------------------------------------------------------------------------------- | --- | ------------------------------------------------------------------------------- |
| —                                                                               | κορύνη                                                                          | 1) палица, булава (σιδηρείῃ κορύνῃ Hom.)                                        | also frequently club (made of iron) | VII, 141, 143                                                                   |
| Идеограмма: 𐃈‬ *232 Слоги: 𐀷𐀃‬ wa-o                                               | πέλεκυς                                                                         | секира, топор (πελέκεσσι μάχεσθαι Hom.)                                         | 1) tool or instrument for hewing, cleaving or chopping (sometimes twoedged); axe (for cutting timber); (used for killing sacrificial animals) 3) (specifically) two-edged battle-axe | XIII, 391; XV, 711; XVI, 484; XVII, 520; XXIII, 114, 851, 856, 882              |
| —                                                                               | ἡμιπέλεκκον                                                                     | полусекира, т. е. боевая секира с односторонним лезвием                         | half-axe, single-bladed axe | XXIII, 851, 858, 883                                                            |
| —                                                                               | ἀξίνη                                                                           | 1) секира, боевой топор                                                         | 1) axe (used as a weapon or for hewing wood), axe 2) apparently axe-head | XV, 711                                                                         |
| —                                                                               | πέλεκκον                                                                        | рукоять топора, топорище                                                        | haft of an axe, axe-handle | XIII, 612                                                                       |
| Легенда: - существительное - прилагательное - глагол Комментарии: 1.            |                                                                                 |                                                                                 | |                                                                                 |

#### Палица
Палица (др.-греч. κορύνη) в Илиаде упоминается дважды в одной сцене. В обеих случаях упоминается, что она была сделана из железа. Эта железная палица была упомянута Нестором, когда тот вспоминал свою молодость. Тогда Нестору довелось сразиться с аркадцами у реки Келадонт близ города Феи недалеко от реки Иардан (на западе полуострова Пелопоннес). Аркадцев возглавлял Эревфалион именно он сражался с пилосцами железной палицей. Сама же палица досталась Эревфалиону от Ликурга, царя Аркадии. Ликург же добыл себе эту палицу, сразив Арейфоя, царя Арны (город в Беотии). Сам Арейфой имел эпитет "палиценосец" (др.-греч. κορυνήτης).

#### Топоры
В Илиаде присутствуют три термина, обозначающие топоры - др.-греч. πέλεκυς, ἡμιπέλεκκον, ἀξίνη.
Πέλεκυς - это обоюдоострый топор по типу лабриса, который мог применяться как оружие для ближнего боя, так и для рубки леса или забоя скота. В Илиаде нет описания какого-либо ахейца, который бы применял такие топоры в бою. В единственной сцене боя между ахейцами и троянцами Гомер не уточняет кто орудовал топорами. В сцене, где топоры использовались для валки леса на погребальный костёр Патроклу, Гомер называет эти топоры "лесорубными" (др.-греч.  ὑλοτόμους πελέκεας).
В самой Илиаде нет прямого упоминания об наличии у таких топоров обоюдоострых лезвий. В сцене боевого применения топоров применяется оборот "ὀξέσι δὴ", который можно перевести как "острыми теперь", где частица "δὴ" обозначает усиление или подчёркивание. Эта частица была переведена Гнедичем и Вересаевым как слово "δύο" - "двойной", что не подтверждается словарями. Наличие обоюдоострых лезвий на таких топорах указывается при упоминании другого типа топоров - др.-греч. ἡμιπέλεκκον. Оба типа топоров были выставлены Ахиллесом в качестве награды за стрельбу из лука в играх по случаю погребения Патрокла. Приставка ἡμι- обозначает "полу-", следовательно, πέλεκυς эквивалентен двум ἡμιπέλεκκον, то есть πέλεκυς является обоюдоострым топором.
Πέλεκυς мог быть изготовлен как из "длиннолезвенной меди" (др.-греч. ταναήκεϊ χαλκῷ), так и из "тёмного железа" (др.-греч. ἰόεντα σίδηρον). Ἡμιπέλεκκον же упоминается изготовленным только из "тёмного железа" (др.-греч. ἰόεντα σίδηρον).
Топоры состояли из непосредственно топора (лопасти) - др.-греч. ἀξίνη и топорища - др.-греч. πέλεκκον. Лопасть топора употребляется дважды. В втором случае Гомер просто упоминает этот термин в рамках общей сцены боя, а в первый раз он описывает топор троянца Писандра более подробно. Сама лопасть топора была из качественной меди (др.-греч. ἀξίνην εὔχαλκον), а топорище было изготовлено из оливы (др.-греч. ἐλαΐνῳ ... πελέκκῳ). В Илиаде нет описания топора, используемого ахейцем.

#### Колюще-рубящее оружие
Колюще-рубящее оружие представлено Гомером в виде четырёх понятий - др.-греч. φάσγανον, μάχαιρα, ξίφος, ἄορ. Три понятия φάσγανον ξίφος и ἄορ в той или иной мере синонимичны между собой и в Илиаде у Гомера нет чёткого различия между ними.
| Лексикон Илиады (перевод Гнедича, Вересаева) - колюще-рубящее оружие | Лексикон Илиады (перевод Гнедича, Вересаева) - колюще-рубящее оружие | Лексикон Илиады (перевод Гнедича, Вересаева) - колюще-рубящее оружие            | Лексикон Илиады (перевод Гнедича, Вересаева) - колюще-рубящее оружие | Лексикон Илиады (перевод Гнедича, Вересаева) - колюще-рубящее оружие |
| Линейное письмо Б                                                    | В Илиаде                                                             | Др.-греч.-рус. словарь Дворецкого                                               | Кембриджский Др.-греч. словарь | Употребление в Илиаде |
| -------------------------------------------------------------------- | -------------------------------------------------------------------- | ------------------------------------------------------------------------------- | --- | --- |
| Идеограмма: 𐃉‬ *233 PUG 𐃋‬ *236 GUP Слоги: 𐀞𐀏𐀙‬ pa-ka-na                | φάσγανον                                                             | меч                                                                             | sword | I, 190; V, 81; VIII, 88; X, 256, 456; XIV, 405; XV, 713; XX, 469, 481; XXI, 19 |
| —                                                                    | μελάνδετος                                                           | 1) с чёрной перевязью или в чёрных ножнах (φάσγανον Hom.)                       | 1) (of swords) black-bound (probably with leather round their hilts) | XV, 713 |
| —                                                                    | μάχαιρα                                                              | 1) жертвенный нож                                                               | 1) knife (used for cutting hair from a sacrificial animal, an embedded arrow-head from flesh); (for killing sacrificial animals, carving meat, or similar) 2) (as a weapon) knife or dagger | III, 271; XI, 844; XVIII, 597; XIX, 252 |
| Слоги: 𐀥𐀯𐀟𐀁‬ qi-si-pe-e                                               | ξίφος                                                                | 1) меч                                                                          | sword | I, 194, 210; II, 45; III, 272, 361, 367; IV, 530; V, 146, 584; VII, 273; X, 261; XI, 29, 109, 146; XII, 190; XIII, 147, 610; XIV, 26, 496; XV, 278, 712; XVI, 135, 332, 333, 337, 340, 637; XVII, 530; XIX, 253, 372; XX, 284, 459, 475, 476; XXI, 116, 118 |
| Слоги: 𐀷𐀃‬ wa-o                                                       | ἄορ                                                                  | меч                                                                             | sword | X, 484, 489; XI, 240, 265; XIV, 385; XVI, 473; XX, 290, 378, 462; XXI, 21, 173, 179, 208 |
| —                                                                    | ἀμφήκης                                                              | 1) обоюдоострый (φάσγανον; ξίφος Hom.)                                          | 1) (of a sword, an axe-blade) double-edged | X, 256; XXI, 118 |
| —                                                                    | ἀργυρόηλος                                                           | усаженный серебряными гвоздями (θρόνος, ξίφος Hom.)                             | (of swords, chairs) with silver studs, silver-studded | II, 45; III, 361; XIII, 610; XIV, 405; XVI, 135; XIX, 372 |
| —                                                                    | τανυήκης                                                             | 1) с длинным лезвием (ἄορ Hom.)                                                 | (of a sword, arrows) sharp-pointed | XIV, 385; XVI, 473 |
| —                                                                    | ταναήκης                                                             | с длинным остриём или лезвием (χαλκός Hom.)                                     | (of bronze, referring to spears, perhaps also swords) sharp-pointed; (referring to an axe) sharp-edged                                                                                      | XXIII, 118 |
| —                                                                    | κώπη                                                                 | 3) ручка, рукоять (ξίφεος Hom.)                                                 | 3) hilt (of a sword) | I, 219 |
| —                                                                    | κωπήεις                                                              | снабжённый рукоятью (ξίφος, φάσγανα Hom.)                                       | (of a sword) furnished with a hilt, hilted | XV, 713; XVI, 332; XX, 475 |
| —                                                                    | κολεόν κολεός κουλεόν                                                | 1) ножны (ξίφεος Hom.)                                                          | sheath for a sword or dagger, scabbard | I, 194, 220; III, 272; XI, 30; XII, 190; XIX, 253 |
| —                                                                    | ἀορτήρ                                                               | 1) ремённая перевязь (περὶ στήθεσσιν ἀορτὴρ Hom.) 2) лямка (sc. τῆς πήρης Hom.) | sling (for a scabbard); (plural) rings at each end of a sling (for a scabbard) | XI, 31 |
| Легенда: - существительное - прилагательное - глагол Комментарии: 1. |                                                                      |                                                                                 | | |

Μάχαιρα - это небольшой нож. Применялся как вспомогательный инструмент. Дважды нож использовался Агамемноном для заклания животного. Один раз нож применялся вместо скальпеля Патроклом для удаления наконечника стрелы из бедра Эврипила. Сам нож находился либо привязанным, либо подвешенным к ножнам меча (др.-греч. ξίφος). При этом Гомер описывает сцену на щите Ахилла, где в Кноссе, на площади плясали девушки и парни. У парней были ножи золотые (др.-греч. μαχαίρας ... χρυσείας), подвешенные на серебряные или обшитые серебром ремни (др.-греч. τελαμών). Ножи могли также изготавливаться из бронзы.
Φάσγανον - это обоюдоострый меч или кинжал. Применялся как боевое оружие. Кинжал мог также применяться не как оружие, но как режущее орудие. Например, Нестор кинжалом режет припряжь шокированной от боли пристяжной лошади.
Когда Ахиллес ссорился с Агамемноном из-за Брисеиды, то в порыве гнева думал схватиться рукой за свой кинжал и вытащить его "от бедра" (др.-греч. παρὰ μηροῦ), чтобы убить Агамемнона (в последующий момент Ахиллес начинает доставать из ножен меч - др.-греч. ξίφος). Это означает, что кинжал подвешивался и носился у бедра. Сам кинжал подвешивался на ремень (др.-греч. τελαμών). Так Гектор метнул копьё в Аякса, в перекрестие ремней щита и кинжала. Копьё не проткнуло ремни. В одной общей сцене боя кинжалы выпадали как из рук, так и с плеч. Подразумевалось, что кинжалы падали с плеч, потому что их ремни перерубали противники.
В Илиаде по отношению к кинжалу употребляется эпитет "среброгвоздный" (др.-греч. ἀργυρόηλος). Это означает, что рукоятка и лезвие кинжала были скреплены серебряными клёпками или гвоздями, что соотносится с археологическими находками. Кинжал бы обоюдоострым (др.-греч. ἀμφήκης), это упоминается единожды, когда Фрасимед отдаёт свой кинжал Диомеду на вылазку в троянский стан. Из какого металла, из железа или бронзы, было сделано лезвие не упоминается. Во время схватки у кораблей, в ахейском стане Гомер описывает кинжалы как снабжёнными чёрными рукоятями (др.-греч. μελάνδετα κωπήεντα).
Ξίφος - это меч наподобие ксифоса. Сам меч употреблялся только в качестве оружия. Ксифос - это второе по упоминаемости оружие после копья у ахейцев. Ксифос носился в ножнах. Неизвестно из каких материалов были сделаны ножны. Про ремень (др.-греч. τελαμών), на котором были подвешены ножны меча, в Илиаде напрямую не сказано, но есть ряд сцен где говорится, что тот или иной герой "вокруг же плеч накинул меч" (др.-греч. ἀμφὶ δʼ ἄρʼ ὤμοισιν βάλετο ξίφος). Из этого следует, что ремень проходил вдоль торса через противоположное плечо и обратно через спину. На каком уровне висел меч неизвестно.
Меч как и кинжал имеет эпитет "среброгвоздный" (др.-греч. ἀργυρόηλος), что означало соединение лезвия и рукояти серебряными клёпками (гвоздями). У Агамемнона же меч был клёпаный золотыми клёпками (гвоздями). Меч изготавливался только из бронзы. В Илиаде нет случая, где меч у ахейцев был бы сделан из железа. Мечи описывались Гомером как снабжёнными рукоятями (др.-греч. κωπήεντι). Непосредственно рукоять меча (черенок) (др.-греч. κώπη) в Илиаде упоминается один раз, у Ахиллеса. У него рукоять меча была серебряной или отделана серебром (др.-греч. ἀργυρέῃ κώπῃ). Меч у ахейцев в Илиаде всего один раз именуется обоюдоострым (др.-греч. ἀμφήκης). Также меч несколько раз называется большим (др.-греч. μέγας) и острым (др.-греч. ὀξύς).
Ἄορ - это слово, также означающее меч. В чём отличие ἄορ от ξίφος не совсем понятно. Гомер применяет оба слова раздельно кроме одного случая; когда после примирения с Агамемноном Ахиллес, вступивши в бой с троянцами, сражается с Энеем. Обменявшись ударами копий, Ахиллес налетает на Энея, обнажив ξίφος, но следом Гомер упоминает меч Ахиллеса как ἄορ. Применение ἄορ исключительно боевое (смотрите таблицу про оружие в Илиаде). Гомер не упоминает из каких материалов был сделан этот тип меча.
Этот тип меча описывается как долголезвенный (др.-греч. τανυήκης) и острый (др.-греч. ὀξύς). В Илиаде нет упоминания про наличие обоюдоострого лезвия у такого типа меча. Носился такой меч у бедра. Этот факт упоминается два раза. В первый раз, когда Сарпедон попадает копьём в правое плечо пристяжного коня, запряжённого в колесницу, в которой сражались Патрокл и Автомедон. Автомедон выхватил свой ἄορ "от бедра" (др.-греч. παρὰ μηροῦ) и им же отрезал припряжь коня, чтобы остальные заваленные кони встали обратно. Во второй раз, когда Ахиллес накинулся на Астеропея. Выхватив ἄορ "от бедра" (др.-греч. παρὰ μηροῦ), Ахиллес убил его.
Ножны
Ножны (др.-греч. κολεόν, κολεός, κουλεόν) употреблялись только для ξίφος. Гомер подробно не описывает ножны, неизвестно из каких материалов были сделаны ножны и также неизвестна их конструкция. Более менее подробно Гомер описывает ножны у Агамемнона. Его ножны были серебряными или отделанные серебром (др.-греч. κουλεὸν ... ἀργύρεον), ἀορτήρ были золотыми или отделаны золотом (др.-греч. χρυσέοισιν ἀορτήρεσσιν). До сих пор нет чёткого понимания, что такое ἀορτήρ; либо это кольца, соединяющие сами ножны с ремнём наподобие шлёвок или антабок, либо перевязь, соединяющая половинки ножен. Также Гомер описывает у Агамемнона нож, который носился либо у ножен (по переводу Гнедича), либо на ножнах (по переводу Вересаева). Хорошее изображение ножен представлено на агате, найденном в гробнице воина, возле дворца Нестора, в Пилосе. Хотя сам агат датируется серединой XV века до н. э., что на два с половиной века раньше предполагаемой даты троянской войны - рубеж XIII—XII веков до н. э.
Μύκης
Данное слово примечательно тем, что оно отсутствует в творчестве Гомера. Само слово означает гриб или навершие ножен от меча. Как навершие рукоятки меча это слово упоминается у Павсания (II в. н. э.), а как навершие ножен от меча у Геродота (V в. до н. э.). Павсаний в своём труде  "Описание Эллады" передаёт легенду, согласно которой Персей, ища место для основания города, потерял навершие рукояти меча (др.-греч. μύκης). Посчитав это за знак свыше, Персей основывает город в данном месте и называет его Микены (др.-греч. Μῠκῆναι и Μῠκἠνη). Неизвестно, знал ли Павсаний, как выглядят микенские мечи, или он примерял известный ему элемент современных ему мечей, но отсутствие этого слова у Гомера говорит об незнании им этого элемента у мечей ахейцев.
- Μύκης как навершие ножен классического периода (реконструкция).
- Реконструированное микенское оружие (два меча и нож). Обратите внимание на навершия мечей в виде шляпки гриба.
- Микенские мечи, найденные в Лаконии (полуостров Пелопоннес).

#### Метательное оружие
Ахейцы в качестве метательного оружия могли использовать луки (др.-греч. τόξον, βιός) со стрелами (др.-греч. ἰός, ὀϊστός), дротики (др.-греч. ἄκων, αἰγανέη), копья (др.-греч. ἔγχος, ἐγχείη, δόρυ) и даже камни (др.-греч. λίθος, λᾶας, χερμάδιον, πέτρος). Всё метательное оружие Гомер называл др.-греч. βέλος или βέλεμνον, что дословно можно перевести как снаряд. Гомер называет снарядом стрелы (др.-греч. ὀϊστός, ἰός) копья (др.-греч. ἔγχος, δόρυ) и камни (др.-греч. λᾶας, χερμάδιον, πέτρος). В переводах Илиады на русский язык нередко само слово "снаряд" переводится как копьё или стрела. Гомер описывает снаряды как быстрые (др.-греч. ὠκύς) и острые (др.-греч. ὀξύς, ἐχεπευκής и πικρός). Также Гомер упоминает наличие острия у снаряда, в сцене, где Идоменей встречает Мериона, спрашивая его: "не терзает ли его снаряд остриём?".
| Лексикон Илиады (перевод Гнедича, Вересаева) - метательное оружие       | Лексикон Илиады (перевод Гнедича, Вересаева) - метательное оружие | Лексикон Илиады (перевод Гнедича, Вересаева) - метательное оружие                            | Лексикон Илиады (перевод Гнедича, Вересаева) - метательное оружие | Лексикон Илиады (перевод Гнедича, Вересаева) - метательное оружие |
| Линейное письмо Б                                                       | В Илиаде                                                          | Др.-греч.-рус. словарь Дворецкого                                                            | Кембриджский Др.-греч. словарь | Употребление в Илиаде |
| ----------------------------------------------------------------------- | ----------------------------------------------------------------- | -------------------------------------------------------------------------------------------- | --- | --- |
| —                                                                       | βέλος                                                             | 1) метательный снаряд (копьё, дротик, стрела, каменная глыба и т. п.): ἐκ (ὑπὲκ) βελέων Hom. | 1) object thrown (at someone, in contempt or in an attack), missile 2) spear or javelin (thrown in battle, hunting or athletics) 3) arrow 6) range or path of a missile    | I, 42, 51, 382; IV, 99, 129, 185, 465, 498, 542; V, 18, 104, 106, 112, 174, 187, 188, 278, 290, 316, 622; VIII, 67, 85, 159, 513; XI, 85, 163, 269, 376, 380, 390, 392, 397, 576, 589, 657, 845; XII, 159, 458; XIII, 251, 289, 511, 513, 555; XIV, 130, 407, 439; XV, 319, 444, 575, 590, 727; XVI, 102, 108, 122, 480, 639, 668, 678, 737, 778, 781, 812; XVII, 374, 562, 631; XVIII, 152, 232; XX, 99, 283, 437; XXI, 278; XXII, 196, 292; XXIII, 876; XXIV, 759 |
| —                                                                       | βέλεμνον                                                          | 1) Hom. = βέλος                                                                              | [related to βέλος] (usually plural) missile, arrow or weapon | XV, 484, 489; XXII, 206 |
| —                                                                       | σφενδόνη                                                          | 2) повязка (для перевязки ран)                                                               | 1) leather strap (held by a thong at each end); (used as an improvised bandage)                                                                                            | XIII, 600 |
| —                                                                       | λίθος                                                             | 1) камень (ξεστός Hom.): λίθον ποιῆσαί или θεῖναί τινα Hom.                                  | 2) piece of detached stone, stone, rock, boulder; (as a missile) | V, 308; XII, 287; XVI, 740; XXI, 403 |
| —                                                                       | λᾶας                                                              | камень, каменная глыба                                                                       | 1) loose stone, stone, rock, boulder (especially used as a missile) | III, 80; VII, 268; XVI, 739 |
| Слоги: 𐀨𐀁𐀊‬ ra-e-ja                                                      | λάϊνος                                                            | 1) сделанный из камня, каменный (τεῖχος Hom.): λάϊνον χιτῶνα ἕσασθαι                         | 1) (of structures) made or built of stone (sometimes referring to marble), of stone 2) (figurative, of a coat) of stones (referring to death from stoning, as a punishment | XII, 178 |
| —                                                                       | χερμάδιον                                                         | метательный камень, булыжник                                                                 | stone (used as a missile) | V, 302, 582; XI, 265; XII, 154; XIV, 410; XV, 250; XVI, 587, 774 |
| —                                                                       | πέτρος                                                            | 1) камень (μάρμαρος Hom.)                                                                    | 2) stone (used as a missile, by warriors or similarly) | VII, 270; XVI, 411, 734 |
| Легенда: - существительное - прилагательное - глагол Комментарии: 1. 2. |                                                                   |                                                                                              | | |

Ахейцы привычны метать камни. Слово, обозначающее пращу в классический период (др.-греч. σφενδόνη), упоминается всего один раз у троянцев в значении повязки для ран. В том же месте повязка описывается как "крепко скрученная овечья шерсть" (др.-греч. ἐϋστρεφεῖ οἰὸς ἀώτῳ), данная фраза употребляется в другом месте, описывая снаряжение опунстких локров, которых предводил Аякс Оилид. Гнедич и Вересаев эту фразу трактуют как описание пращей, хотя слово "праща" отсутствует.
Ахейцы метали камни именно руками. Так Диомед схватил рукой камень и метнул его в Энея, попав ему в бедро. Поражённого Энея спасла Афродита. Гораздо позже, когда Патрокл вышел сражаться в доспехах Ахилла и оттеснил троян к стенам Трои, Гектор, убеждённый Аполлоном, бросился в колеснице на Патрокла. Патрокл, встречая колесницу Гектора, спрыгнул со своей колесницы. В левой руке Патрокл держал копьё, а правой рукой поднял камень (мрамор) и бросил, попав в возницу Гектора, Кебриона, убив его. Даже боги метали камни. Когда Ахилл стал разить троянцев у реки Скамандр, гоня их к Трое, Арес напал на Афину, которая покровительствовала ахейцам. Арес ударил копьём в эгиду Афине. Афина подняла рукой межевой камень с поля и бросила его в Ареса, попав ему в шею. Арес от удара упал на землю.
Ранее, когда троянцы стали штурмовать стену вокруг ахейского лагеря, два лапифа, Полипет и Леонтей встали на защиту ворот, а остальные ахейцы со стены стали быстро метать камни в атакующих троянцев. Гомер сравнивает этот камнепад со снегом. У других ворот также началась стычка. Гомер применяет к этому бою словосочетание, дословно, "вспыхнул зажжённый богами огонь каменный". Что имел в виду поэт - неизвестно, смысл данного словосочетания не понятен. Гнедич и Вересаев перевели это словосочетание, подразумевая начало каменной битвы.
Сами слова, обозначающие камни - др.-греч. λίθος, λᾶας, χερμάδιον, πέτρος, также синонимичны, как и слова "камень, булыжник, валун, глыба" в русском языке. В нескольких сценах Гомер описывает одни и те же брошенные снаряды разными словами. Также Гомер упоминает мрамор (др.-греч. μάρμαρον) в качестве снаряда.
Диск (др.-греч. δίσκος) упоминается в Илиаде только два раза и оба раза не для боя. В первый раз диск упомянут, когда Ахиллес пребывал в гневе на Агамемнона после ссоры в стане своём, а дружина Ахиллеса развлекались метанием дисков и дротиков, а также стрельбой из лука на берегу моря. Во втором случае Гомер сравнивает в гонках на колесницах отставание Менелая от Антилоха с дистанцией полёта диска, брошенным юношей.

#### Стрелковое оружие
| Лексикон Илиады (перевод Гнедича, Вересаева) - стрелковое оружие        | Лексикон Илиады (перевод Гнедича, Вересаева) - стрелковое оружие | Лексикон Илиады (перевод Гнедича, Вересаева) - стрелковое оружие                                        | Лексикон Илиады (перевод Гнедича, Вересаева) - стрелковое оружие | Лексикон Илиады (перевод Гнедича, Вересаева) - стрелковое оружие |
| Линейное письмо Б                                                       | В Илиаде                                                         | Др.-греч.-рус. словарь Дворецкого                                                                       | Кембриджский Др.-греч. словарь | Употребление в Илиаде |
| ----------------------------------------------------------------------- | ---------------------------------------------------------------- | --- | --- | --- |
| Слоги: 𐀵𐀒𐀰𐀺𐀒‬ to-ko-so-wo-ko 𐀵𐀒𐀰𐀲‬ to-ko-so-ta                            | τόξον                                                            | 1) лук 2) лук и стрелы                                                                                  | 1) bow 2) bow; (with wider referring to an archer’s equipment) bow and arrows; (specificly) arrows                                                                            | I, 45; II, 718, 720, 775; V, 404; VII, 140; VIII, 266, 279, 296, 329; X, 500, 514; XII, 350, 363, 372; XIII, 716; XV, 441, 443, 463, 465, 478, 709; XXI, 474, 490, 496, 502, 504; XXIII, 871 |
| Слоги: 𐀵𐀒𐀰𐀺𐀒‬ to-ko-so-wo-ko 𐀵𐀒𐀰𐀲‬ to-ko-so-ta                            | βιός                                                             | редко лук (оружие) (βιὸς ἠδὴ φαρέτρη Hom.)                                                              | bow (for shooting arrows) | I, 49; X, 260; XV, 468, 472; XXIV, 605 |
| —                                                                       | παλίντονος                                                       | 1) вновь распрямляющийся, т. е. упругий, по друг. дважды изогнутый (в середине и на концах) (τώξα Hom.) | 1) (of a bow) bent back, curved (reffering to the reflex curve of a composite bow in its unstrung state)                                                                      | VIII, 266; XV, 443 |
| —                                                                       | καμπύλος                                                         | 1) согнутый, изогнутый, кривой (τόξων, ἄροτρα Hom.)                                                     | 1) (of a bow) bent, curved, curving | XII, 372; XXI, 502 |
| —                                                                       | νευρά νευρή                                                      | тетива: νευρὴν ἕλκεν или ἐντανύσαι Hom.                                                                 | 2) treated animal sinews (used for parts of weapons, sewing leather, moving puppets, or similarly), sinews, cords; bowstring                                                  | VIII, 300, 309, 324; XI, 664; XV, 313, 463, 469; XVI, 773; XXI, 113 |
| —                                                                       | ἐϋστρεφής                                                        | 1) крепко скрученный (νευρή, ἔντερον οἰός, πεῖσμα Hom.)                                                 | (of a bow-string) well-twisted | XV, 463 |
| —                                                                       | νεόστροφος                                                       | недавно скрученный, только что свитый, т. е. новый (νευρή Hom.)                                         | (of a bowstring, apparently made of separate strands) newly twisted (in preparation for use)                                                                                  | XV, 469 |
| —                                                                       | πῆχυς                                                            | 3) изгиб в середине лука (служивший рукоятью при стрельбе) (τόξου π. Hom.)                              | 6) centre-piece, grip (of a bow) | XI, 375; XIII, 583 |
| —                                                                       | κορώνη                                                           | 4) загнутый конец лука (на котором укреплялась тетива)                                                  | 3) curved or hooked object (apparently as resembling a crow’s beak); hook (at the tip of a bow, around which the string was looped)                                           | IV, 111 |
| Идеограмма: 𐃇‬ *231 SAG Слоги: 𐀞𐀲𐀊‬ pa-ta-ja 𐀞𐀲𐀍𐀂‬ pa-ta-jo-i              | ἰός                                                              | дротик, преимущ. стрела (χαλκήρης, πτερόεις Hom.)                                                       | arrow | I, 48; III, 80; VIII, 303; XI, 476; XII, 388, 400; XV, 440, 451, 465, 472; XVI, 511, 773; XIX, 59; XX, 68; XXIII, 862                                                                        |
| Идеограмма: 𐃇‬ *231 SAG Слоги: 𐀞𐀲𐀊‬ pa-ta-ja 𐀞𐀲𐀍𐀂‬ pa-ta-jo-i              | ὀϊστός                                                           | редко, стрела (πτερόεις, χαλκήρης Hom.)                                                                 | arrow | I, 46; V, 393, 395, 399; VIII, 297, 300, 309, 323; XI, 478; XIII, 650, 651, 722; XV, 313, 458, 470; XVI, 361; XXI, 113, 492; XXIII, 867, 871                                                 |
| —                                                                       | πτερόεις                                                         | 1) оперённый, пернатый (ὀϊστοί Hom.)                                                                    | 2) (of arrows) feathered | XVI, 773; XX, 68 |
| —                                                                       | χαλκήρης                                                         | отделанный, обитый или украшенный медью (κυνέη, δόρυ Hom.)                                              | 1) fitted with bronze; (of arrows, spears) bronze-tipped | XIII, 650 |
| —                                                                       | χαλκοβαρής                                                       | тяжёлый от меди (δόρυ Hom.)                                                                             | (of an arrow, spear, helmet, club) heavy with bronze, bronze-tipped or bronze-covered                                                                                         | XV, 465 |
| —                                                                       | τριγλώχις                                                        | 1) трезубый (ὀїστός Hom.)                                                                               | 1) (of an arrow) three-barbed | V, 393 |
| —                                                                       | τανυγλώχις                                                       | с длинным остриём (ὀїστοί Hom.)                                                                         | (of an arrow) with slender point, sharp-pointed or long-barbed | VIII, 297 |
| —                                                                       | κῆλα κῆλον κήλεον                                                | 1) досл. древко стрелы, перен. стрела (κῆλα θεοῖο, sc. Ἀπόλλωνος Hom.)                                  | means by which a god’s miraculous power is manifested or deployed, signs of divine power (reffering to Apollo’s plaguebearing arrows); (reffering to snowflakes sent by Zeus) | I, 53, 383; XII, 280 |
| —                                                                       | δόναξ                                                            | 4) тростниковая стрела, древко стрелы (ἐκλάσθη δόναξ Hom.)                                              | 2) reed shaft (of an arrow) | XI, 584 |
| —                                                                       | γλυφίς                                                           | 1) зарубка, паз (в основании стрелы для прикладывания к тетиве)                                         | 1) carved grooves (probably two at right angles to each other, in the butt of an arrow-shaft, to receive the bow-string); (collective) notched end (of an arrow)              | IV, 122 |
| —                                                                       | ὄγκος                                                            | 1) загнутый назад зубец стрелы, кривой наконечник, крюк стрелы: νεῦρόν τε καὶ ὄγκοι Hom.                | barb (of an arrow) | IV, 151, 214 |
| —                                                                       | φαρέτρα φαρέτρη                                                  | колчан                                                                                                  | carrying-case, quiver (for arrows) | I, 45; VIII, 323; X, 260; XV, 443 |
| —                                                                       | ἰοδόκος                                                          | содержащий стрелы (φαρέτρη Hom.)                                                                        | (of a quiver) arrow-receiving, for arrows | XV, 444 |
| —                                                                       | ἀμφηρεφής                                                        | закрытый отовсюду (φαρέτρη Hom.)                                                                        | (of a quiver) apparently, providing a cover all around (for arrows), enclosing, protective                                                                                    | I, 45 |
| Легенда: - существительное - прилагательное - глагол Комментарии: 1. 2. |                                                                  | | | |

Луки
Ахейцы в качестве стрелкового оружия использовали луки. В Илиаде применяются два слова, обозначающие луки (др.-греч. τόξον и βιός). Оба слова используются Гомером без каких-либо выраженных различий. Так, например, в сцене, где Аполлон спускался с Олимпа отомстить за своего жреца Хриза; сначала Гомер описывает лук Аполлона словом τόξον, а следом называет тот же лук словом βιός.
Гораздо позже, когда Одиссей и Диомед собирались на вылазку в троянский лагерь, Мерион дал Одиссею лук свой - βιός. Тем временем из троянского лагеря на вылазку в ахейский лагерь выдвигался троянец Долон, взявши свой лук - τόξον. Когда Одиссей и Диомед схватили Долона, они допросили его и убили, вещи его посвятив Афине и оставив их на кусте мирики, в том числе и лук Долона. Проникнув в лагерь фракийцев, Одиссей поражал своим луком (τόξον) противников и тем же луком (τόξον) позже погонял украденных у фракийцев коней.
Ещё одна сцена, где Гомер описывает один и от же лук разными словами, изображена, когда при атаке троянцев Тевкр стал усердно разить их в ответ своим луком - τόξον. Сам Зевс порвал Тевкру тетиву и Тевкр, жалуясь Аяксу, называет свой лук βιός. Аякс, отвечая Тевкру, убеждает его оставить лук и стрелы и перевооружиться для ближнего боя, также называя лук Тевкра βιός. После этого Тевкр оставляет в своей палатке лук - τόξον.
В Илиаде Тевкр - самый прославленный лучник среди ахейцев. Гомер описывает лук Тевкра как рекурсивный, то есть имеющий изгибы от стрелка на концах плеч и изгиб в рукоятке лука (др.-греч. παλίντονος), и кривой (др.-греч. καμπύλος). У Артемиды также был кривой, согнутый лук (др.-греч. καμπύλος). У Аполлона был серебряный или посеребрённый лук (др.-греч. ἀργυρέοιο βιοῖο).
Лук носился на плечах. Так Аполлон носил лук на плечах, когда спускался с Олимпа наказывать ахейцев. Артемида также носила лук на плечах. Когда Гера разгневалась на Артемиду, то левой рукой схватила руки Артемиды, а правой рукой сняла её лук с плеч и избила луком Артемиду по голове.
Касаемо конструкции луков ахейцев Гомер немногословен. Гомер ни у Тевкра, ни у Мериона, ни у Филоктета - ни у кого из ахейцев - не описывает конструкцию лука (смотрите таблицу про снаряжение героев). Касаемо тетивы (др.-греч. νευρά, νευρή), Гомер также не углубляется в подробное её описание. Само слово "тетива" (др.-греч. νευρά, νευρή) однокоренное со словом "сухожилие" (др.-греч. νεῦρον). Гомер пару раз применяет слово "тетива" во множественном числе, описывая стрельбу Тевкра (др.-греч. ἄλλον ὀϊστὸν ἀπὸ νευρῆφιν ἴαλλεν).
Чаще всего тетива упоминается у Тевкра. При сражении ахейцев между стеной своего лагеря и рва Диомед первым выехал на своей колеснице за ров, тесня троянцев. Беря пример с Диомеда, за ров устремились Агамемнон и Менелай, оба Аякса, Идоменей, Мерион и вслед за ними Тевкр. Тевкр встал под большой щит Аякса Теламонида и из-под него выстреливал по троянцам. Таким образом Тевкр убил 8 троянцев. За это Агамемнон похвалил Тевкра, пообещав ему треножник и коней или жену. Тевкр, отвечая Агамемнону, признаётся, что не может попасть по Гектору. Тевкр метя в Гектора, делает два выстрела и промахивается. Гектор, увидев стремление Тевкра убить его, спрыгнул со своей колесницы, схватил камень и устремился на Тевкра. Тевкр натянул лук в третий раз на Гектора. Гектор метит камнем в шею Тевкра, куда Тевкр оттягивал тетиву, и бросая его, попадает в тетиву лука Тевкра, тем самым рвя её. Стрела улетает мимо в третий раз.
Гораздо позже, когда троянцы вломились в лагерь ахейцев вплоть до кораблей, Аякс Теламонид и Теквр защищали один из кораблей от поджога и отражали атаку троянцев. Гектор бросил дротик в Аякса, но попал в его друга - Ликофрона. Аякс, сокрушаясь за друга, позвал на помощь Тевкра отомстить Гектору. Тевкр подошёл на помощь и начал стрелять в троянцев. Первой стрелой попал в Клита, вторую стрелу Тевкр метил в Гектора, но Зевс, оберегая Гектора, порвал Тевкру "крепко скрученную тетиву" (др.-греч. ἐϋστρεφέα νευρὴν). Данный эпитет тетивы также применяется и к пращам. Тевкр, ужаснувшись от такого, жалуется Аяксу; что Зевс ему порвал вновь скрученную тетиву, которую Тевкр ранее прикрепил к луку (др.-греч. νευρὴν δ᾽ ἐξέρρηξε νεόστροφον, ἣν ἐνέδησα πρώϊον).
Πῆχυς - это слово, обозначающее рукоятку лука. В этом значении данное слово употребляется в Илиаде дважды, и оба раза применимо к лукам троянцев (др.-греч. ὃ δὲ τόξου πῆχυν ἄνελκε).
Стрелы
Гомер также скуп и на описание стрел у ахейцев. Гомер для обозначения стрел применял одновременно два слова - др.-греч. ἰός и ὀϊστός. Как и в случае с мечами (смотрите про мечи выше), оба этих слова синонимичны и применяются одновременно даже в контексте одной сцены.
Стрелы у ахейцев имели медный или бронзовый наконечник. Так, например, когда Тевкр в очередной раз хотел выстрелить в Гектора, Зевс не позволил ему этого сделать, порвав тетиву. Тяжеломедная стрела (др.-греч. ἰὸς χαλκοβαρής) улетела мимо, и Тевкр промахнулся. Несколько ранее, когда Менелай снимал доспехи с убитого им Писандра, Мерион прикрыл его от нападавшего Гарпалиона, поразив медной стрелою (др.-греч. χαλκήρεʼ ὀϊστόν).
Гомер также немного говорит нам о форме наконечников стрел. Когда Диомед, благословенный на бой Афиной, неистово разил троянцев, то в порыве ярости стал преследовать Афродиту, покровительствующую и уберегающую своего сына - Энея. Догнав богиню, Диомед ударил копьём ей в руку и прогнал её в поля боя. Омрачившись, Афродита вместе с Иридой устремилась к Аресу, чтобы попросить у него колесницу для возвращения на Олимп. Достигнув Олимпа, Афродита бросилась в объятья своей матери - Дионы, жалуясь на полученную рану от смертного. Диона, успокаивая свою дочь, вспоминала, что богам не впервой страдать от людей. Диона вспомнила случай, когда Гера была поражена в грудь Гераклом из лука стрелою трезубой (др.-греч. ὀϊστῷ τριγλώχινι).
Немного позже, когда ахейцы отгоняли троянцев от рва, близ ахейского лагеря, Тевкр под прикрытием щита своего единокровного брата - Аякса Теламонида, удачно поразил подряд восемь троянцев. За это Агамемнон похвалил Тевкра, пообещав ему треножник и коней или жену. Тевкр отвечал ему, что восемь долгожалых стрел (др.-греч. τανυγλώχινας ὀϊστούς) он пустил в троянцев и каждая попала, но по Гектору он попасть никак не может.
Гомер также называет стрелы пернатыми (др.-греч. πτερόεις), острыми (др.-греч. πικρός) и быстрыми (др.-греч. ὠκύς, ταχύς). Богиня Артемида, орудовавшая луком, имела эпитет "стрелометательница" (др.-греч. ἰοχέαιρα).
Интересно слово в Илиаде, которое переводится на русский язык как "стрела", но применяется в смысле как атрибут силы бога (др.-греч. κῆλα, κῆλον, κήλεον). Словарь Дворецкого переводит дословно это слово как древко от стрелы. Проблема в том, что это слово ни разу не используется для обозначения древка стрелы ни у ахейцев ни у троянцев. Из всех трёх случаев применения слова два из них применяются к "стрелам" Аполлона, который ими поражает ахейцев за обиду, нанесённую ими его жрецу. Третий случай применения этого слова относится к описанию начала снегопада по воле Зевса.
В Илиаде Гомер, описывая стрелы, употребляет ряд терминов, которые упоминаются только в отношении стрел троянцев. Например, древко стрелы у Париса была сделана из тростника (др.-греч. δόναξ). Также Гомер упоминает наличие прорези для наложения стрелы на тетиву (др.-греч. γλυφίς) и зубья или крючья на наконечнике стрелы (др.-греч. ὄγκος) у Пандара. Подробнее про лук и стрелы Пандара смотрите ниже.
Выстрел Пандара
...
αὐτίκ᾽ ἐσύλα τόξον ἐΰξοον ἰξάλου αἰγὸς

ἀγρίου, ὅν ῥά ποτ᾽ αὐτὸς ὑπὸ στέρνοιο τυχήσας

πέτρης ἐκβαίνοντα δεδεγμένος ἐν προδοκῇσι

βεβλήκει πρὸς στῆθος: ὃ δ᾽ ὕπτιος ἔμπεσε πέτρῃ.

τοῦ κέρα ἐκ κεφαλῆς ἑκκαιδεκάδωρα πεφύκει:

καὶ τὰ μὲν ἀσκήσας κεραοξόος ἤραρε τέκτων,

πᾶν δ᾽ εὖ λειήνας χρυσέην ἐπέθηκε κορώνην.

καὶ τὸ μὲν εὖ κατέθηκε τανυσσάμενος ποτὶ γαίῃ

ἀγκλίνας ...

...
αὐτὰρ ὁ σύλα πῶμα φαρέτρης, ἐκ δ᾽ ἕλετ᾽ ἰὸν

ἀβλῆτα πτερόεντα μελαινέων ἕρμ᾽ ὀδυνάων:

αἶψα δ᾽ ἐπὶ νευρῇ κατεκόσμει πικρὸν ὀϊστόν

...
ἕλκε δ᾽ ὁμοῦ γλυφίδας τε λαβὼν καὶ νεῦρα βόεια:

νευρὴν μὲν μαζῷ πέλασεν, τόξῳ δὲ σίδηρον.

αὐτὰρ ἐπεὶ δὴ κυκλοτερὲς μέγα τόξον ἔτεινε,

λίγξε βιός, νευρὴ δὲ μέγ᾽ ἴαχεν, ἆλτο δ᾽ ὀϊστὸς

ὀξυβελὴς καθ᾽ ὅμιλον ἐπιπτέσθαι μενεαίνων.

...
ῥίγησεν δὲ καὶ αὐτὸς ἀρηΐφιλος Μενέλαος.

ὡς δὲ ἴδεν νεῦρόν τε καὶ ὄγκους ἐκτὸς ἐόντας

...
αὐτίκα δ᾽ ἐκ ζωστῆρος ἀρηρότος ἕλκεν ὀϊστόν:

τοῦ δ᾽ ἐξελκομένοιο πάλιν ἄγεν ὀξέες ὄγκοι.

...
Гомер гораздо более подробно описывает лук и стрелы самого прославленного лучника среди троянцев - Пандара. Гомер, описывая выстрел Пандара, употребляет слова, которые не употреблял в отношении стрелкового снаряжения ахейцев. После неудавшегося поединка между Менелаем и Парисом за окончательное завершение Троянской войны с неоднозначным результатом (Афродита спасла Париса от поражения, забрав его в покои Елены) Афина по сговору между Зевсом и Герой искушает Пандара выстрелить из лука в Менелая пока оба войска безоружны на время поединка, тем самым стяжав славу и сорвав клятву, заключённую между троянцами и ахейцами об разоружении во время поединка.
Пандар достаёт свой лук для выстрела, и здесь Гомер описывает как был сделан этот лук. Лук был сделан из рогов горной козы, которую Пандар добыл самостоятельно. Рога этой добытой козы были длиной в шестнадцать "ладоней" (др.-греч. ἑκκαιδεκάδωρος). "Ладонь" (др.-греч. δῶρον, παλαιστή, παλαστή), в греческой системе единиц длин равнялась 7 сантиметрам. То есть длина одного рога равнялась 112 сантиметрам. После добычи рогов ремесленник, специально занимающийся обработкой рогов, приладил друг к другу эти рога, чтобы получился лук. При этом Гомер не упоминает в этом процессе рукоятку (др.-греч. πῆχυς), из-за этого непонятно смыкались ли друг другу вплотную рога, насаженные на рукоятку, или имели расстояние между собой. Если сложить длину обеих рогов, то длина самого лука равняется не менее 224 сантиметров, то есть более двух метров.
Обработав собранный лук, мастер устанавливает один золотой крюк (др.-греч. κορώνη) на одно плечо лука, на которое будет накидываться тетива. Пандар для выстрела собирает лук, упирает одно плечо с привязанной тетивой в землю, а на другое плечо с крюком давит, вдевая крюк в петлю тетивы. Хранился лук в расслабленном виде с намотанной тетивой на нём.
Для выстрела Пандар скрылся за щитами троянцев, снял крышку со своего колчана (др.-греч. πῶμα φαρέτρης), достал стрелу и приложил её к тетиве. Пообещав Аполлону жертву, когда вернётся с войны домой, натянул лук, зажав хвостовик стрелы с пазом (др.-греч. γλυφίς) и тетиву. Здесь Гомер единственный раз упоминает, что тетива сделана
из воловьих жил (др.-греч. νεῦρα βόεια). При натяжении лука Пандар подвёл тетиву к своему соску, а сам лук подошёл, дословно, "к железу" (др.-греч. σίδηρον). Здесь Гомер имел в виду, что наконечник стрелы был из железа. От оказанного натяжения лук приобрёл форму круга и загудел, а тетива зазвенела, Пандар пустил стрелу в Менелая.
Несмотря на то, что Афина сама спровоцировала Пандара на выстрел, она сама же и уберегла Менелая от смерти, уведя стрелу, пущенную Пандаром, в пересечение нижнего края панциря и зостера (пояса). Стрела прошла панцирь, зостер и митру (нижний пояс) Менелая и упёрлась в низ живота, не фатально ранив Менелая.
Увидев ранение Менелая, Агамемнон и другие ахейцы вокруг ужаснулись. Агамемнон, увидев жилу и зубья (крючья) (др.-греч. ὄγκος) стрелы, торчавшие из тела Менелая, разгневался на троянцев и расстроился, что напрасно поверг своего брата опасности. И если тот погибнет, то ахейцам придётся вернуться на родину ни с чем. Менелай же успокоил брата, заверив в несерьёзности раны. Агамемнон тут же приказал явиться сюда Махаону - врачу в войске ахейцев. Придя, Махаон сразу извлекает из зостера стрелу с острыми зубьями (крючьями) (др.-греч. ὀξέες ὄγκοι) и расстёгивает всё снаряжение, чтобы добраться до раны и обработать её.
Колчан
Ахейцы для хранения стрел использовали колчан (др.-греч. φαρέτρη). Колчан имелся у таких ахейских стрелков, как Тевкр и Мерион (смотрите таблицу про снаряжение героев). Колчан вмещал в себя именно стрелы, так Гомер у Тевкра описывает колчан как содержащий (вмещающий) стрелы (др.-греч. φαρέτρην ἰοδόκον). Гомер не сообщает из каких материалов был сделан колчан.
Гомер не даёт и подробного описания колчана у ахейцев. Гомер только лишь описывает у Аполлона колчан как "отовсюду закрытый" (закрытый с обеих концов) (др.-греч. ἀμφηρεφέα ... φαρέτρην). Гомер также упоминает о наличии крышки у колчана троянца Пандара (др.-греч. πῶμα φαρέτρης) (смотрите выше про выстрел Пандара).
Колчан носился за спиной. На это указывают два отрывка в Илиаде. В первом отрывке описывается как Аполлон, шедши с Олимпа, мстить ахейцам, носил на плечах лук с отовсюду закрытым колчаном (др.-греч. τόξ᾽ ὤμοισιν ἔχων ἀμφηρεφέα τε φαρέτρην). При ходьбе у Аполлона, дословно, на плечах гремели стрелы (др.-греч. ἔκλαγξαν δ᾽ ἄρ᾽ ὀϊστοὶ ἐπ᾽ ὤμων χωομένοιο, αὐτοῦ κινηθέντος). Во втором отрывке место ношения колчана упоминается косвенно. Когда происходила битва между богами, Аполлон отказался сражаться с Посейдоном, за что его укорила Артемида. Гера озлобившись на Артемиду, схватила её руки левой своей рукой, а правой сняла с её плеч лук, и начала бить её по ушам. От ударов стрелы Артемиды падали на землю, намекая на то, что Гера схватила с плеч Артемиды не только лук, но и колчан.

#### Древковое оружие
| Лексикон Илиады (перевод Гнедича, Вересаева) - древковое оружие      | Лексикон Илиады (перевод Гнедича, Вересаева) - древковое оружие | Лексикон Илиады (перевод Гнедича, Вересаева) - древковое оружие                                                  | Лексикон Илиады (перевод Гнедича, Вересаева) - древковое оружие                                              | Лексикон Илиады (перевод Гнедича, Вересаева) - древковое оружие |
| Линейное письмо Б                                                    | В Илиаде                                                        | Др.-греч.-рус. словарь Дворецкого                                                                                | Кембриджский Др.-греч. словарь                                                                               | Употребление в Илиаде |
| -------------------------------------------------------------------- | --------------------------------------------------------------- | --- | --- | --- |
| Идеограмма: 𐃘‬ *254 JAC Слоги: 𐀞𐀲𐀊‬ pa-ta-ja 𐀞𐀲𐀍𐀂‬ pa-ta-jo-i           | αἰγανέη                                                         | метательное копьё, дротик                                                                                        | javelin (used in hunting and sport)                                                                          | II, 774; XVI, 589 |
| Идеограмма: 𐃘‬ *254 JAC Слоги: 𐀞𐀲𐀊‬ pa-ta-ja 𐀞𐀲𐀍𐀂‬ pa-ta-jo-i           | ἄκων                                                            | метательное копьё, дротик                                                                                        | light throwing-spear, javelin                                                                                | XI, 364, 552, 675; XV, 282, 646, 709; XVI, 361; XVII, 661; XX, 413, 451, 455, 486 |
| —                                                                    | ἀκοντίζω                                                        | 1) метать дротик(и) (ἀ. τινός и ἐπί τινι Hom.) 2) метать, бросать: ἀ. τινί или τι Hom.                           | 1) throw a javelin 2) throw, launch — a javelin; let fly — a javelin                                         | IV, 496, 498; V, 533, 611; VIII, 118; XI, 577; XII, 44; XIII, 559, 585; XIV, 422, 461; XV, 573, 575; XVI, 284, 336, 359; XVII, 347, 574 |
| Идеограмма: 𐃆‬ *230 HAS Слоги: 𐀁𐀒‬ e-ko 𐀁𐀐𐀂𐀊‬ e-ke-i-ja                 | ἔγχος                                                           | 1) копьё (μείλινον Hom.)                                                                                         | 1) large thrusting-spear (as opposed to throwing-spear), spear                                               | II, 389; III, 135, 317, 355, 357, 360, 367, 380; IV, 282, 307, 447, 481, 529; V, 45, 50, 118, 356, 538, 568, 579, 594, 616, 620, 655, 660, 745, 790, 852, 856; VI, 31, 44, 65, 126, 213, 306; VII, 62, 213, 249, 251, 254, 255, 289; VIII, 61, 389, 424; IX, 86; X, 24, 135, 152, 178, 348, 372; XI, 180, 233, 256, 265, 349, 484; XII, 117; XIII, 134, 147, 164, 166, 177, 178, 256, 294, 296, 444, 509, 532, 557, 570, 574, 584, 595, 597, 605; XIV, 12, 26, 38, 373, 498; XV, 126, 278, 482, 536, 712, 730, 742, 745; XVI, 140, 195, 309, 310, 315, 318, 335, 404, 505, 543, 637, 699, 734, 801; XVII, 111, 296, 465, 516, 518, 523, 604; XVIII, 195; XIX, 49, 73, 152, 218, 387; XX, 96, 273, 345, 363, 386, 416, 446, 493; XXI, 72, 115, 139, 172, 200, 393, 397, 402, 542; XXII, 271, 273, 275, 326, 367; XXIII, 884        |
| Идеограмма: 𐃆‬ *230 HAS Слоги: 𐀁𐀒‬ e-ko 𐀁𐀐𐀂𐀊‬ e-ke-i-ja                 | ἐγχείη                                                          | 1) копьё | 1) spear | II, 530; III, 137, 254, 345; V, 167, 563; VII, 261; XII, 405; XIII, 339, 782; XIV, 125; XVI, 75; XVIII, 534; XX, 279, 319; XXI, 69 |
| —                                                                    | χαλκογλώχινος                                                   | с медным остриём или наконечником (μελίη Hom.)                                                                   | (of a spear) with bronze point                                                                               | XXII, 225 |
| —                                                                    | χαλκοβαρής                                                      | тяжёлый от меди (δόρυ Hom.)                                                                                      | (of an arrow, spear, helmet, club) heavy with bronze, bronze-tipped or bronze-covered                        | XV, 465; XXII, 328 |
| Слоги: 𐀁𐀐𐀀‬ e-ke-a 𐁁𐀏𐀭𐀔‬ a3-ka-sa-ma                                   | αἰχμή                                                           | 1) наконечник или остриё копья (ἔγχεος, δουρός Hom.)                                                             | 1) point (of a spear); spear-point                                                                           | IV, 324, 461, 503; V, 293, 661; VI, 11; XII, 45, 185; XIV, 423; XV, 542; XVI, 115, 118, 315, 505; XX, 399, 416, 474, 480; XXII, 319 |
| Слоги: 𐀁𐀐𐀀‬ e-ke-a 𐁁𐀏𐀭𐀔‬ a3-ka-sa-ma                                   | ἀκμή                                                            | 1) край, кончик, остриё: ἐπὶ ξυροῦ ἀκμῆς погов. Hom., т. е. в критическом положении                              | 1) edge or point (of a weapon); ἐπὶ ξυροῦ ἀκμῆς on the razor’s edge (i.e. in a critical or precarious state) | X, 173 |
| Слоги: 𐀁𐀐𐀀‬ e-ke-a 𐁁𐀏𐀭𐀔‬ a3-ka-sa-ma                                   | ἀκωκή                                                           | 1) остриё (δουρός, ἔγχεος, βέλεος Hom.)                                                                          | 1) point, tip (of a spear)                                                                                   | V, 67; X, 373; XIII, 251; XVI, 323; XVII, 49, 295; XXI, 60; XXII, 327; XXIII, 821 |
| Слоги: 𐀈𐀷‬ do-wa                                                      | δόρυ                                                            | 4) шест, древко (μείλινον Hom.) 6) копьё (χάλκεον Hom.)                                                          | 6) shaft (of a spear); spear                                                                                 | I, 303; II, 382, 645, 650, 657; III, 436; IV, 479, 496, 501, 527; V, 40, 56, 72, 73, 145, 336, 337, 533, 537, 611, 656, 664, 666, 694, 859; VI, 3, 32; VII, 140, 145; VIII, 95, 111, 258; X, 31, 76, 109, 369, 370, 373; XI, 43, 95, 96, 108, 144, 321, 338, 357, 361, 401, 421, 424, 426, 444, 447, 577, 594, 661, 742, 749; XII, 183, 189, 303; XIII, 77, 130, 159, 162, 168, 190, 241, 247, 260, 264, 370, 387, 397, 438, 441, 442, 529, 567, 570, 583, 715; XIV, 443, 446, 461, 494; XV, 298, 314, 358, 420, 474, 523, 541, 573; XVI, 57, 114, 117, 139, 284, 317, 323, 399, 406, 409, 504, 708, 772, 848; XVII, 7, 295, 303, 347, 355, 412, 574, 607; XVIII, 92, 341; XIX, 361; XX, 90, 168, 187, 281, 402, 407, 458, 462, 473, 488; XXI, 17, 60, 67, 91, 178, 251, 577; XXII, 283; XXIII, 355, 529, 637, 681, 821, 893, 896 |
| Слоги: 𐁂𐀫‬ au-ro                                                      | αὐλός                                                           | 2) трубка, втулка, полый стержень                                                                                | 1) socket (on a spear-head, for the shaft)                                                                   | XVII, 297 |
| —                                                                    | καυλός                                                          | 3) древко, преимущ. верхний конец древка: ἐν καυλῷ ἐάγη δόρυ Hom. 4) рукоять: ἀμφὶ καυλὸν φάσγανον ἐρραίσθη Hom. | 3) socket (of a spear-head)                                                                                  | XIII, 162; XVI, 115; XVII, 607 |
| —                                                                    | σαυρωτήρ                                                        | 1) нижнее остриё копья                                                                                           | spike (at the butt of a spear)                                                                               | X, 153 |
|                                                                      | οὐρίαχος                                                        | нижний конец (ἔγχεος Hom.)                                                                                       | lower end, butt (of a spearshaft)                                                                            | XIII, 443 |
| —                                                                    | σῦριγξ                                                          | 4) трубкообразный футляр, чехол (ἐκ δ᾽ ἄρα σύριγγος ἐσπάσατ᾽ ἔγχος Hom.)                                         | 3) (referring to other tubular objects) spear-case                                                           | XIX, 387 |
| —                                                                    | ξυστόν                                                          | 1) древко копья 2) копьё: οὔτησε ξυστῷ χαλκήρεϊ Hom.                                                             | 1) (referring to the whole weapon) spear; (with extra length, used in sea-fighting) pike                     | XI, 260; XIII, 497; XV, 388, 677 |
| —                                                                    | βλῆτρον                                                         | скоба или гвоздь, скрепа Hom.                                                                                    | clamps or bolts (for the shaft of an extralong lance)                                                        | XV, 678 |
| Легенда: - существительное - прилагательное - глагол Комментарии: 1. |                                                                 | | | |

### Доспехи ахейцев

#### Доспехи
| Лексикон Илиады (перевод Гнедича, Вересаева) - доспехи и одежда         | Лексикон Илиады (перевод Гнедича, Вересаева) - доспехи и одежда | Лексикон Илиады (перевод Гнедича, Вересаева) - доспехи и одежда | Лексикон Илиады (перевод Гнедича, Вересаева) - доспехи и одежда                                                                                                 | Лексикон Илиады (перевод Гнедича, Вересаева) - доспехи и одежда |
| Линейное письмо Б                                                       | В Илиаде                                                        | Др.-греч.-рус. словарь Дворецкого | Кембриджский Др.-греч. словарь | Употребление в Илиаде |
| ----------------------------------------------------------------------- | --------------------------------------------------------------- | --- | --- | --- |
| Слоги: 𐀳𐀄𐀐𐀠‬ te-u-ke-pi 𐀀𐀳𐀄𐀐‬ a-te-u-ke 𐀃𐀠𐀳𐀄𐀐𐀁𐀸‬ o-pi-te-u-ke-e-we         | τεῦχος τεύχεα τεύχη                                             | 1) оружие, вооружение, доспехи | 1) collection of equipment (for fighting); armour, weaponry (for individuals or an army, frequently in contexts of putting it on or stripping it from a corpse) | IV, 532; VI, 235; VII, 146, 150, 206; X, 151, 182, 480; XI, 49, 386, 580, 725, 798; XII, 396; XIII, 181, 183, 187, 235, 241, 550, 619; XIV, 381; XV, 428, 524, 544, 555, 583, 616; XVI, 40, 64, 129, 156, 248, 500, 560, 566, 650, 782, 846; XVII, 39, 50, 60, 70, 85, 91, 122, 125, 130, 191, 194, 199, 202, 205, 208, 210, 214, 311, 318, 450, 472, 537, 693, 698, 760; XVIII, 21, 82, 137, 144, 188, 192, 197, 269, 277, 303, 335, 451, 466, 510, 518, 617; XIX, 10, 12, 398, 412; XX, 46; XXI, 183, 301, 317, 336, 408; XXII, 125, 258, 322, 368, 381, 399; XXIII, 15, 131, 800, 803, 809 etc. |
| Слоги: 𐀁𐀳𐀈𐀗‬ e-te-do-mo 𐀁𐀵𐀺𐀒‬ e-to-wo-ko                                  | ἔντεα                                                           | 1) оружие, вооружение, доспехи (ἔντεα δῦσαι Hom.) | 1) equipment of a warrior, armour | III, 339; IX, 596; X, 34, 75, 298, 407, 469; XI, 731, 755; XII, 195; XIII, 331, 640, 719; XV, 120, 343; XVI, 279, 663; XVII, 162, 186, 192, 197; XVIII, 130, 191; XIX, 384; XXIII, 26, 806 |
| —                                                                       | ἔναρα                                                           | 1) снятые с убитого врага доспехи 2) военная добыча, трофеи | spoils (taken from a slain warrior); (generally, referring to booty from a sacked city)                                                                         | VI, 68, 480; VIII, 534; IX, 188; X, 528, 570; XIII, 268; XV, 347; XVII, 13, 231, 540; XXII, 245 |
| —                                                                       | ἀνδράγρια                                                       | доспехи, снятые с убитого противника | spoils of a slain warrior | XIV, 509 |
| —                                                                       | ὅπλον                                                           | 5) доспехи, оружие, вооружение | 2) (especially) implements for fighting, weapons, arms, armour                                                                                                  | X, 254, 272; XVIII, 614; XIX, 21 |
| Логограмма: 𐀑‬ KI Слоги: 𐀸𐁀𐀜𐀂‬ we-a2-no-i                                 | εἷμα                                                            | 1) одежда, платье | garment (generally referring to an outer garment or cloak) | II, 261; V, 905; XVIII, 517, 538; XXIII, 67 |
| Идеограмма: 𐂪‬ *162 TUN Слоги: 𐀑𐀵‬ ki-to                                  | χίτων                                                           | 1) хитон (нательная одежда, преимущ. из льняной ткани, поверх которой обычно надевались φᾶρος, χλαῖνα или ἱμάτιον) 3) броня (χ. χάλκεος Hom.): χ. στρεπτός Hom. кольчуга;                                                    | 1) khiton (a tunic-like garment worn by men) 3) corslet, coat of armour                                                                                         | 1) II, 42, 262; V, 736; VIII, 387; IX, 490; X, 21, 131; XI, 621; XVI, 223; XVIII, 25, 416, 595; XXIII, 739 3) V, 113; XI, 100 |
| —                                                                       | χαλκοχίτων                                                      | одетый в медь, в медных доспехах | (of warriors) with coats of bronze-mail | I, 371; II, 47, 163, 187, 437; III, 127, 131, 251; IV, 199, 285, 537; VI, 454; VII, 275, 444; VIII, 71; X, 136, 287, 367; XI, 694; XII, 352, 354; XIII, 255, 272; XV, 56, 330; XVII, 414; XVIII, 105; XXIII, 575; XXIV, 225 |
| Слоги: 𐀞𐀺‬ pa-wo                                                         | φᾶρος                                                           | 1) ткань, полотнище 4) покрывало, покров 5) плащ, платье | 1) large piece of cloth, cloth 3) cloak 4) shroud (for a corpse)                                                                                                | II, 43; VIII, 221; XVIII, 353 |
| —                                                                       | χλαῖνα                                                          | 1) хлена, тёплый верхний плащ | 1) cloak (worn over a khiton or similarly); (used as a blanket)                                                                                                 | II, 183, 262; X, 133; XVI, 224; XXIV, 646 |
| Идеограмма: 𐂫‬ *163 ARM Слоги: 𐀵𐀨𐀏‬ to-ra-ka 𐀵𐀨𐀐‬ to-ra-ke                 | θώραξ θώρηξ                                                     | 1) доспех (преимущ. нагрудный), панцирь, броня (χάλκεος Hom.;) | 1) protective clothing (of leather or metal) covering the chest, back and shoulders, corslet, cuirass                                                           | IV, 133, 136; V, 99, 100, 189, 282; VIII, 195; XI, 19, 234, 436; XIII, 265, 342, 587, 591; XV, 529; XVI, 133, 804; XVIII, 460, 610; XIX, 361, 371; XXIII, 819 |
| —                                                                       | χαλκεοθώραξ (-θώρηξ)                                            | одетый в медную броню (ἄνδρες Hom.) | (of warriors, demigods) with bronze cuirass | IV, 448; VIII, 62 |
| —                                                                       | λινοθώραξ (-θώρηξ)                                              | одетый в льняной панцирь | (of a warrior) wearing a linen cuirass | II, 529 |
| —                                                                       | θωρηκτής                                                        | одетый в броню воин, латник | (of troops) wearing a cuirass, cuirassed | XXI, 429 |
| —                                                                       | θωρήσσω                                                         | 1) надевать доспехи, покрывать бронёй, одевать в панцирь, т. е. вооружать (Ἀχαιούς Hom.); med. облекаться в доспехи, надевать на себя броню, т. е. вооружаться, ополчаться (τεύχεσι, χαλκῷ Hom.): ἐς πόλεμον θωρηχθῆωαι Hom. | 1) (of a commander) cause to put on armour, get under arms — his troops 2) put on one’s armour, arm oneself                                                     | I, 226; II, 11, 28, 65, 72, 83, 526, 587; III, 340; IV, 252; V, 737; VII, 101; VIII, 54, 376, 388; X, 78; XI, 49, 709, 715, 718, 725; XIII, 301, 699; XVI, 40, 155, 218, 257; XVIII, 167, 189; XIX, 23, 36, 352; XX, 1; XXIII, 813 |
| Слоги: 𐀃𐀞𐀺𐀲‬ o-pa-wo-ta                                                  | γύαλον                                                          | 1) выпуклость, выгнутая поверхность (θώρηκος γύαλον Hom.): γύαλα Hom. | 1) convex metal plate (front or back) of a cuirass; plate | V, 99, 189; XIII, 587; XV, 530 |
| —                                                                       | κραταιγύαλος                                                    | состоящий из крепких выпуклых половин, т. е. крепкий, прочный (θώρηκες Hom.) | (of cuirasses) strong-plated | XIX, 361 |
| —                                                                       | ζωστήρ                                                          | 1) зостер (воинский пояс, закрывавший нижнюю часть θώρηξ и верхнюю часть ζῶμά и защищавший брюшную и паховую области): πάροιθεν εἰρύσατο ζωστήρ τε παναίολος ἠδ᾽ ὑπένερθε ζῶμά τε καὶ μίτρη Hom.                             | 2) (specificly) waistband or belt (of a warrior or soldier, usually made of or decorated with metal)                                                            | IV, 132, 134, 135, 186, 213, 215; VI, 219; VII, 305; X, 77; XI, 236 |
| —                                                                       | ζῶμά                                                            | 1) зома (боевой защитный передник из кожи или войлока, с металлическим набором; надевался под броню и спускался до колен) (λῦσαί τινι ζωστῆρα ἠδ᾽ ὑπένερθεν ζῶμά Hom.) 2) набедренник                                        | 1) loin-cloth (worn by athletes) 2) apparently waistband or belt (worn by warriors, sometimes under a ζωστήρ)                                                   | IV, 187, 216; XXIII, 683 |
| —                                                                       | μίτρα μίτρη                                                     | митра (широкий пояс, надевавшийся, в отличие от ζωστήρ, под броню: μίτρης θ᾽, ἣν ἐφόρει ἔρυμα χροὸς Hom.) | 1) metal covering (protecting the lower part of a warrior’s body, perhaps hung from a belt), metal waist-guard                                                  | IV, 137, 187, 216; V, 857 |
| —                                                                       | ὀχεύς                                                           | 1) завязка, ремешок (τρυφαλείης Hom.) 2) застёжка, пряжка (ζωστῆρος ὀχῆες Hom.) | 1) that which holds or fixes (an object) in place; fastener (of a belt); (of a helmet)                                                                          | IV, 132 |
| Легенда: - существительное - прилагательное - глагол Комментарии: 1. 2. |                                                                 | | | |

#### Шлемы
| Лексикон Илиады (перевод Гнедича, Вересаева) - шлемы                                      | Лексикон Илиады (перевод Гнедича, Вересаева) - шлемы | Лексикон Илиады (перевод Гнедича, Вересаева) - шлемы                                                                      | Лексикон Илиады (перевод Гнедича, Вересаева) - шлемы | Лексикон Илиады (перевод Гнедича, Вересаева) - шлемы | Лексикон Илиады (перевод Гнедича, Вересаева) - шлемы |
| Линейное письмо Б                                                                         | В Илиаде                                             | Др.-греч.-рус. словарь Дворецкого                                                                                         | Кембриджский Др.-греч. словарь | Употребление в Илиаде |                                                      |
| ----------------------------------------------------------------------------------------- | ---------------------------------------------------- | --- | --- | --- | ---------------------------------------------------- |
| Идеограмма: 𐃃‬ *191 GAL Логограмма: 𐀒‬ KO Слоги: 𐀒𐀬‬ ko-ru 𐀒𐀬𐀵‬ ko-ru-to 𐀒𐀬𐀠(𐀤)‬ ko-ru-pi(-qe) | κυνέη                                                | 1) шлем (кожаный иногда металлический): Ἄϊδος κ. Hom. 2) меховая или кожаная шапка (αἰγείη κ. Hom.)                       | 1) dogskin (apparently used to make caps); (specifically, as worn by warriors) helmet (of bullhide, marten-skin, or other leather); (of metal, or of leather fitted with plates) 2) cap or helmet (of Hades, conferring invisibility on its wearer) | III, 316; V, 743, 845; VII, 176, 182, 187; X, 257, 261; XI, 41; XV, 480; XVI, 137, 793; XXIII, 861                                                                              |                                                      |
| Идеограмма: 𐃃‬ *191 GAL Логограмма: 𐀒‬ KO Слоги: 𐀒𐀬‬ ko-ru 𐀒𐀬𐀵‬ ko-ru-to 𐀒𐀬𐀠(𐀤)‬ ko-ru-pi(-qe) | καταῖτυξ                                             | кожаный шлем (низкий, без φάλος и λόφος)                                                                                  | leather helmet | X, 258 |                                                      |
| Идеограмма: 𐃃‬ *191 GAL Логограмма: 𐀒‬ KO Слоги: 𐀒𐀬‬ ko-ru 𐀒𐀬𐀵‬ ko-ru-to 𐀒𐀬𐀠(𐀤)‬ ko-ru-pi(-qe) | κόρυς                                                | 1) шлем (χαλκείη Hom.) | 1) helmet (usually of metal with horsehair crest) | V, 4; VII, 62; XII, 160; XIII, 131, 132, 188, 265, 341, 544, 614, 714; XIV, 372; XV, 125; XVI, 70, 214, 215, 216, 338, 579; XVII, 269; XVIII, 611; XIX, 359; XX, 289; XXII, 314 |                                                      |
| Идеограмма: 𐃃‬ *191 GAL Логограмма: 𐀒‬ KO Слоги: 𐀒𐀬‬ ko-ru 𐀒𐀬𐀵‬ ko-ru-to 𐀒𐀬𐀠(𐀤)‬ ko-ru-pi(-qe) | τρυφάλεια                                            | шлем | apparently, helmet with four plates or ridges, helmet (with connotation of impressive or elaborate design) | V, 182; X, 76; XII, 22, 339; XIII, 530, 577; XVI, 795; XVIII, 458; XIX, 380, 382                                                                                                |                                                      |
| Идеограмма: 𐃃‬ *191 GAL Логограмма: 𐀒‬ KO Слоги: 𐀒𐀬‬ ko-ru 𐀒𐀬𐀵‬ ko-ru-to 𐀒𐀬𐀠(𐀤)‬ ko-ru-pi(-qe) | πήληξ                                                | шлем | helmet | XIII, 527; XV, 647; XVI, 105, 797 |                                                      |
| —                                                                                         | κορύσσω                                              | 1) вооружать (τινά Hom.); med. вооружаться (χαλκῷ Hom.) 2) перен. вооружать, снабжать, укреплять: ἔγχος κεκορυθμένον Hom. | 1) equip oneself with a helmet; (generally, of a warrior) arm oneself (sometimes with dative with bronze or similarly) | II, 273; IV, 274, 442, 495; V, 562; VII, 206; X, 37; XI, 43; XIII, 305; XVI, 130, 802; XVII, 3; XIX, 364, 397                                                                   |                                                      |
| Слоги: 𐀁𐀠𐀒𐀬𐀯𐀍(𐀊)‬ e-pi-ko-ru-si-jo(-ja)                                                    | κορυστής                                             | со шлемом на голове или в доспехах (δύω Αἴαντε κορυστὰ Hom.)                                                              | helmeted or armed man, warrior | XIII, 201; XVIII, 163 |                                                      |
| Логограмма: 𐀞‬ PA Слоги: 𐀞𐀨𐀷𐀍‬ pa-ra-wa-jo                                                  | φάλαρα                                               | 1) металлические нащёчники шлема (φ. εὐποίητα Hom.)                                                                       | 1) parts of a helmet; perhaps metal plates or ridges | XVI, 106 |                                                      |
| —                                                                                         | τετραφάληρος                                         | = τετράφαλος | (of a helmet) perhaps four-plated | V, 743; XI, 41; XXII, 315 |                                                      |
| —                                                                                         | φάλος                                                | шишка шлема | part of a helmet; apparently metal plate or ridge | XIII, 132, 614; XVI, 216, 338 |                                                      |
| —                                                                                         | ἄφαλος                                               | без гребня или шиша (куда вставлялся султан) (κυνέη Hom.)                                                                 | (of a kind of helmet) without metal plates | X, 258 |                                                      |
| —                                                                                         | ἀμφίφαλος                                            | имеющий два гребня или две шишки (κυνέη Hom.)                                                                             | (of a helmet) apparently, with projecting ridges on each side, double-ridged | V, 743; XI, 41 |                                                      |
| —                                                                                         | τετράφαλος                                           | с четырьмя шишками (гнёздами для султанов) (κυνέη Hom.)                                                                   | (of a helmet) perhaps four-ridged | XXII, 315 |                                                      |
| —                                                                                         | λόφος                                                | 2) султан на шлеме (ἱππιοχαίτης Hom.)                                                                                     | 4) crest (of a helmet, usually made of horsehair) | XI, 42; XIII, 615; XV, 481; XVI, 138; XVIII, 612; XIX, 383; XXII, 316 |                                                      |
| —                                                                                         | ἄλλοφος ἄλοφος                                       | без султана или гребня (κυνέη Hom.)                                                                                       | (of a helmet) without a crest | X, 258 |                                                      |
| —                                                                                         | αὐλῶπις                                              | с трубкообразным шишаком (для гребня или султана) (τρυφάλεια Hom.)                                                        | (of a metal helmet) apparently, with a slit for the eyes, slitted or slit-visored | V, 182; XIII, 530; XVI, 795 |                                                      |
| —                                                                                         | ἱππόκομος                                            | украшенный султаном конских волос (κόρυς, τρυφάλεια Hom.)                                                                 | (of a helmet) with horsehair crest | XII, 339; XIII, 132; XVI, 216, 338, 797 |                                                      |
| —                                                                                         | ἱπποδάσεια                                           | украшенный густой конской гривой, пышногривый (κόρυς, κυνέαι Hom.)                                                        | (of a helmet) with horsehair crest | XIII, 614, 714 |                                                      |
| —                                                                                         | ἵππουρις                                             | украшенный конским хвостом (κόρυς, κυνέη, τρυφάλεια Hom.)                                                                 | having a horse’s tail; (of helmets) with horsehair crest | XI, 42; XV, 481; XVI, 138; XIX, 382 |                                                      |
| —                                                                                         | στεφάνη                                              | 1) обод (поля́) шлема (στεφάνης εὐχάλκου Hom.) 2) шлем (στεφάνη χαλκοβάρεια Hom.)                                          | 1) that which encircles a warrior’s head; helmet | VII, 12; X, 30 |                                                      |
| Легенда: - существительное - прилагательное - глагол                                      |                                                      | | | |                                                      |

#### Щиты
| Лексикон Илиады (перевод Гнедича, Вересаева) - щиты                      | Лексикон Илиады (перевод Гнедича, Вересаева) - щиты | Лексикон Илиады (перевод Гнедича, Вересаева) - щиты                                                                     | Лексикон Илиады (перевод Гнедича, Вересаева) - щиты | Лексикон Илиады (перевод Гнедича, Вересаева) - щиты |
| Линейное письмо Б                                                        | В Илиаде                                            | Др.-греч.-рус. словарь Дворецкого                                                                                       | Кембриджский Др.-греч. словарь | Употребление в Илиаде |
| ------------------------------------------------------------------------ | --------------------------------------------------- | --- | --- | --- |
| —                                                                        | ἀσπίς                                               | 1) щит (βοείη Hom.) | 1) shield (usually round or oval in shape); (referring to a larger and rectangular or figure-of-eight form)                                                            | II, 382, 389; III, 347, 349; IV, 448; V, 4, 182, 281, 437, 453, 797; VII, 62; VIII, 62, 192; X, 76, 152; XI, 32, 434, 435, 457, 534; XII, 161, 426, 429; XIII, 131, 264, 405, 409, 543, 715; XIV, 11, 371, 377; XV, 645; XVI, 214, 215, 704, 774, 803; XVII, 7, 43, 45; XVIII, 458; XIX, 360; XX, 499; XXIII, 818                                                                                           |
| —                                                                        | ὑπασπίδιος                                          | прикрытый щитом | under the cover of a shield — referring to advancing | XVI, 609 |
| —                                                                        | σάκος                                               | 1) щит (больших размеров)                                                                                               | 1) body-shield of oblong or figure-of-eight shape (usually made of leather and often faced with metal), shield                                                         | V, 619; VII, 219, 222, 245, 258, 266; VIII, 267, 268, 272, 331; X, 149, 257; XI, 485, 527, 545, 565, 572, 593; XII, 339; XIII, 130, 342, 420, 488, 552, 561, 565, 606, 608, 646, 710; XIV, 9, 376, 405; XV, 125, 474, 479, 528; XVI, 107, 136; XVII, 128, 132, 268, 354; XVIII, 193, 478, 481, 608, 609; XIX, 373, 379; XX, 259, 260, 261, 268, 289; XXI, 164, 165, 241; XXII, 4, 290, 291, 313; XXIII, 820 |
| —                                                                        | σακέσπαλος                                          | потрясающий щитом (ἱππότα Hom.)                                                                                         | (of warriors) shield-wielding | V, 126 |
| —                                                                        | λαισήϊον                                            | маленький щит (из невыделанной и покрытой шерстью кожи) (πτερόεν Hom.)                                                  | light shield covered in animal hide and hair, light shield, buckler | V, 453; XII, 426 |
| —                                                                        | πτερόεις                                            | 3) лёгкий как пёрышко (λαισήϊον Hom.)                                                                                   | 6) (of a kind of shield, with sense uncertain) | V, 453; XII, 426 |
| —                                                                        | βοῦς                                                | 1) щит из воловьей шкуры (νωμῆσαι βῶν ἀζαλέην Hom.)                                                                     | 7) (specifically) ox-hide shield | XII, 263; XIII, 406; XVI, 636 |
| Идеограмма: 𐂡‬ *152 Логограмма: 𐀹‬ WI Слоги: 𐀹𐀪𐀜‬ wi-ri-no                  | βοέη βοείη                                          | 1) воловья кожа 2) щит из воловьих шкур                                                                                 | 1) oxhide (raw or tanned, referring to the whole hide or a piece of it) 2) oxhide shield                                                                               | V, 452; XI, 843; XII, 425; XVIII, 582; XXII, 159 |
| Слоги: 𐀹𐀪𐀛𐀍‬ wi-ri-ni-jo 𐀹𐀪𐀚𐀃‬ wi-ri-ne-o 𐀹𐀪𐀚𐀍‬ wi-ri-ne-jo                 | βόειος                                              | 1) бычачий, воловий (δέρμα Hom.) 3) из воловьей кожи (ἀσπίδες Hom.)                                                     | 2) derived from oxen; (of a bow-string) of oxgut 3) (of straps, reins) of oxhide, leather                                                                              | V, 452; XII, 425; XXII, 397; XXIII, 324 |
| —                                                                        | βοάγριον                                            | щит из буйволовой кожи                                                                                                  | hides flayed from oxen, shields of oxhide | XII, 22 |
| Слоги: 𐀹𐀪𐀜‬ wi-ri-no                                                      | ῥινός                                               | 1) кожа (ῥινὸν δηλήσατο χαλκός Hom.) 3) щит из бычачьей шкуры: συμβλήμεναι ῥινούς Hom.                                  | 1) skin (of a person) 2) skin (of a wolf, lion, horse); hide (of an ox) 3) oxhide, leather (one of several layers covering a shield); shield (of oxhides)              | IV, 447; VII, 248; VIII, 61; X, 155, 262; XII, 263; XIII, 406; XVI, 636 |
| Монограмма: 𐃒‬ *247 DIPTE Логограмма: 𐀹‬ WI 𐀇𐁇‬ DI+PTE Слоги: 𐀇𐁇𐀨‬ di-pte-ra | δέρμα                                               | 1) кожа (снятая или выделанная) 2) шкура, мех, руно (λέοντος, βοός Hom.)                                                | 1) skin or stripped skin (of an animal); skin, hide (frequently, used as clothing, to make leather goods, coverings for shields, wineskins, as a marketable commodity) | X, 23, 177 |
| —                                                                        | ἄντυξ                                               | 1) внешний обод, оправа (ἀσπίδος, σάκεος Hom.)                                                                          | 1) rim (of a shield) | XV, 645; XVIII, 479, 608 |
| —                                                                        | κύκλος                                              | 3) обруч, обод, кольцо: κύκλοι δέκα χάλκεοι Hom.                                                                        | 2) circle (of metal or oxhide, on a shield) | XI, 33 |
| —                                                                        | εὔκυκλος                                            | 1) хорошо закруглённый, совершенно круглый (ἀσπίς Hom.)                                                                 | 1) (of shields) well-rounded, round, circular | V, 453, 797; XII, 426; XIII, 715 |
| —                                                                        | ὀμφαλός                                             | 2) острый выступ, шишка (ἀσπίδος Hom.)                                                                                  | 4) boss (referring to a metal protuberance at the centre of a shield)                                                                                                  | XI, 34 |
| —                                                                        | ὀμφαλόεις                                           | снабжённый в середине острым выступом, шишковатый (ἀσπίς Hom.)                                                          | 1) (of a shield) with a central boss, bossed | IV, 448; VIII, 62; XI, 457; XII, 161; XIII, 264; XVI, 214; XIX, 360 |
| —                                                                        | κανών                                               | 1) прут, брусок, (внутренние) прутья щита (служившие и его основой, и его рукоятью): (ἀσπίς) δύω κανόνεσσι ἀραρυῖα Hom. | 1) rod (across the inside of a shield, to strengthen it) | VIII, 193; XIII, 407 |
| Легенда: - существительное - прилагательное                              |                                                     | | | |

#### Ремни
| Лексикон Илиады (перевод Гнедича, Вересаева) - ремни | Лексикон Илиады (перевод Гнедича, Вересаева) - ремни | Лексикон Илиады (перевод Гнедича, Вересаева) - ремни                                                                | Лексикон Илиады (перевод Гнедича, Вересаева) - ремни | Лексикон Илиады (перевод Гнедича, Вересаева) - ремни                      |
| Линейное письмо Б                                    | В Илиаде                                             | Др.-греч.-рус. словарь Дворецкого                                                                                   | Кембриджский Др.-греч. словарь | Употребление в Илиаде                                                     |
| ---------------------------------------------------- | ---------------------------------------------------- | --- | --- | ------------------------------------------------------------------------- |
| Слоги: 𐀆𐀰𐀗‬ de-so-mo                                  | ἱμάς                                                 | 1) кожаный ремень: ἱμάς βοός Hom. 7) ремень у шлема (для укрепления шлема на голове): ἄγχε μιν ἱμὰς ὑπὸ δειρήν Hom. | 1) (singular and plural) strap, thong (usually of leather, used for attaching, binding, or similarly); (used to tie a person’s hands or body); (to strengthen a leather helmet) 2) (specifically) strap (of a helmet); (of a shield) | 1) X, 262; XIV, 214, 219; XXI, 30; XXII, 397; XXIII, 684 7) III, 371, 375 |
| Слоги: 𐀆𐀰𐀗‬ de-so-mo                                  | τελαμών                                              | 1) перевязь, ремень: δύω τελαμῶνε, ὃ μὲν σάκεος, ὃ δὲ φασγάνου Hom.                                                 | 1) (military term) supporting strap (passing over the shoulder and across the chest); strap, belt (for a sword); (for a shield) | II, 388; V, 796, 798; XI, 38; XIV, 404; XVI, 803; XVIII, 480, 598         |
| Легенда: - существительное Комментарии: 1.           |                                                      | | |                                                                           |

#### Поножи и обувь
| Лексикон Илиады (перевод Гнедича, Вересаева) - поножи и обувь | Лексикон Илиады (перевод Гнедича, Вересаева) - поножи и обувь | Лексикон Илиады (перевод Гнедича, Вересаева) - поножи и обувь                                                           | Лексикон Илиады (перевод Гнедича, Вересаева) - поножи и обувь         | Лексикон Илиады (перевод Гнедича, Вересаева) - поножи и обувь | Лексикон Илиады (перевод Гнедича, Вересаева) - поножи и обувь |
| Линейное письмо Б                                             | В Илиаде                                                      | Др.-греч.-рус. словарь Дворецкого                                                                                       | Кембриджский Др.-греч. словарь                                        | Употребление в Илиаде |                                                               |
| ------------------------------------------------------------- | ------------------------------------------------------------- | --- | --------------------------------------------------------------------- | --- | ------------------------------------------------------------- |
| —                                                             | κνημίς                                                        | 1) кнемида, поножа, наголенник 2) обмотки (περὶ δὲ κνήμῃσι βοείας κνημῖδας ῥαπτὰς δέδετο Hom.)                          | shin-pad, greave (referring to armour)                                | XI, 17; XVI, 131; XVIII, 459, 613; XIX, 369; XXI, 592 |                                                               |
| —                                                             | ἐυκνήμις                                                      | [κνημίς] с красивыми наголенниками, "пышнопоножный", по другому [κνήμη] с красивыми голенями (Ἀχαιοί Hom.)              | (of Achaeans) equipped with fine greaves                              | I, 17; II, 331; III, 86, 156, 304, 343, 370, 377; IV, 80, 414; V, 264, 324, 668; VI, 529; VII, 57, 67, 172, 311, 430; XI, 149; XII, 141; XIII, 51, 401; XIV, 49; XVII, 370; XVIII, 151; XIX, 74; XXIII, 272, 658, 721; XXIV, 800 |                                                               |
| —                                                             | χαλκοκνήμις                                                   | в медных поножах (Ἀχαιοί Hom.)                                                                                          | (of warriors) with bronze greaves                                     | VII, 41 |                                                               |
| —                                                             | ἐπισφύρια                                                     | 1) эписфирии (кольца или пряжки, скреплявшие кнемиды поверх щиколотки) (κνημῖδας ἀργυρέοισιν ἐπισφυρίοις ἀραρυίας Hom.) | apparently ankle-guards (worn by warriors)                            | XI, 18; XVI, 132; XVIII, 459; XIX, 370 |                                                               |
| Слоги: 𐀟𐀇𐀨‬ pe-di-ra                                           | πέδιλον                                                       | 1) подвязная подошва, сандалия                                                                                          | 1) (usually plural) sandal (worn by gods and humans, male and female) | II, 44; X, 22, 132; XIV, 186; XXIV, 340 |                                                               |
| Легенда: - существительное - прилагательное                   |                                                               | |                                                                       | |                                                               |

### Ахейские колесницы и повозки
| Лексикон Илиады (перевод Гнедича, Вересаева) - колесница и её части                 | Лексикон Илиады (перевод Гнедича, Вересаева) - колесница и её части | Лексикон Илиады (перевод Гнедича, Вересаева) - колесница и её части | Лексикон Илиады (перевод Гнедича, Вересаева) - колесница и её части | Лексикон Илиады (перевод Гнедича, Вересаева) - колесница и её части | Лексикон Илиады (перевод Гнедича, Вересаева) - колесница и её части |
| Линейное письмо Б                                                                   | В Илиаде                                                            | Др.-греч.-рус. словарь Дворецкого | Кембриджский Др.-греч. словарь | Употребление в Илиаде |                                                                     |
| ----------------------------------------------------------------------------------- | ------------------------------------------------------------------- | --- | --- | --- | ------------------------------------------------------------------- |
| Идеограмма: 𐂃‬ *105 EQU Слоги: 𐀂𐀦‬ i-qo 𐀂𐀥𐀊‬ i-qi-ja 𐀀𐀥𐀊𐀂‬ a-qi-ja-i                    | ἵππος                                                               | 1) конь, лошадь, жеребец: τὼ ἵππω Hom. 2) конная запряжка, запряжённая колесница, повозка | 1) horse or mare (used with war-chariots and for riding, not for draught labour) 2) pair or team (of chariot horses); (metonymically) chariot; chariot force (as opposed to foot-soldiers)                                   | II, 390; V, 107, 110, 255, 321, 328, 329, 720, 732, 794, 835; VIII, 81, 86, 87, 100, 104, 106, 113, 117, 134, 136, 139, 157, 168, 254, 290; X, 392, 402, 407; XI, 280, 488, 513, 519, 597, 615, 620, 699, 702, 708, 718, 738, 756, 760; XII, 58, 117; XIII, 23, 31; XVI, 145, 148, 154, 467, 684, 733, 794, 866; XVII, 76, 400, 426, 456, 460, 465, 476, 480, 486, 496, 501, 504, 614, 624, 644, 699, 740; XVIII, 237, 280, 531; XIX, 244, 281, 392, 396, 424; XX, 157, 326, 394, 498; XXI, 16, 132, 521; XXII, 22, 162, 464; XXIII, 7, 8, 11, 13, 27, 131, 171, 260, 265, 276, 279, 286, 291, 294, 301, 303, 309, 311, 319, 321, 322, 334, 336, 338, 341, 347, 351, 357, 362, 372, 373, 375-377, 390, 392, 398, 400, 402, 405, 407, 423, 426, 435, 442, 449, 450, 453, 458, 459, 475, 480, 487, 496, 498, 500, 504, 508, 513, 514, 516, 517, 525, 530, 533, 536, 540, 545, 550, 571, 577, 582, 584, 591, 596, 613, 638; XXIV, 14, 51 etc. |                                                                     |
| Идеограмма: 𐃌‬ *240 BIG 𐃍‬ *241 CUR Слоги: 𐀀𐀗‬ a-mo                                    | ἅρμα                                                                | 2) боевая колесница | 1) chariot (especially for a god, warrior or soldier) | II, 384, 390, 775, 777; IV, 226, 306, 366; VIII, 115, 402, 403, 416, 417, 435, 438, 441; X, 322, 393; XII, 58; XIV, 299; XVII, 448, 458, 481; XXIII, 8, 286, 304, 319, 334, 341, 368, 428, 467, 503, 531, 533, 545, 582, 585; XXIV, 14, 440 |                                                                     |
| Слоги: 𐀀𐀗𐀳𐀩‬ a-mo-te-re 𐀀𐀗𐀳𐀺‬ a-mo-te-wo                                              | ἁρματοπηγός                                                         | колесничный мастер | chariot-maker | IV, 485 |                                                                     |
| Слоги: 𐀺𐀏‬ wo-ka                                                                     | ὄχος                                                                | 1) колесница, повозка: ἵππους λύειν ἐξ ὄχων Hom. | 2) (specifically) chariot (for a god, a warrior or person of authority, used especially in war or racing; sometimes plural for a single vehicle)                                                                             | III, 29; IV, 297, 306, 419; V, 107, 369, 722, 745, 776, 794; VIII, 41, 50, 105, 136, 290, 389, 455; XI, 512, 517, 621, 699; XII, 119; XIII, 23, 35; XVI, 379, 811; XVII, 619; XVIII, 237; XXII, 22; XXIII, 7, 130, 518 |                                                                     |
| —                                                                                   | ἄμαξα                                                               | 1) повозка, телега (на четырёх колёсах) | 1) cart, wagon (for transporting persons, possessions, corpses) | XVIII, 487 |                                                                     |
| Идеограмма: 𐃎‬ *242 CAPS                                                             | δίφρος                                                              | 1) колесница, преимущ. боевая (ἂν δ᾽ ἔβαν ἐν δίφροισι παραιβάται ἡνίοχοί τε Hom.), реже дорожная (εἰ δ᾽ ἐθέλεις πεζός, πάρα τοι δίφρος τε καὶ ἵπποι Hom.)                                                                                             | 1) vehicle carrying two persons, chariot; (specifically) chariot-frame | IV, 486; V, 109, 364, 609, 727, 837, 854; VIII, 44, 403, 417; XI, 273, 399, 743, 748; XIII, 26; XVI, 427; XVII, 436, 464, 468, 540, 609; XIX, 395; XX, 500; XXII, 398, 399; XXIII, 132, 335, 352, 370, 379, 394, 436, 509; XXIV, 15 |                                                                     |
| —                                                                                   | πείρινς πείρινθος                                                   | (привязывавшийся к колеснице) короб | luggage-basket (for attaching to a carriage) | XXIV, 190, 267 |                                                                     |
| Слоги: 𐀆𐀰𐀗‬ de-so-mo 𐀃𐀏‬ o-ka                                                         | ἱμάς                                                                | 1) кожаный ремень: ἱμάς βοός Hom. 2) ремённая постромка: ἵππους δῆσαν ἱμάντεσσι παρ᾽ ἅρμασιν Hom. 3) повод, вожжа (τανύσῃ βοέοισιν ἱμᾶσιν Hom.) 4) ремённый переплёт кузова: δίφρος ἱμᾶσιν ἐντέταται Hom. 5) ремённый кнут, бич: πέπληγον ἱμᾶσιν Hom. | 1) (singular and plural) strap, thong (usually of leather, used for attaching, binding, or similarly); (perhaps to make taut a chariot’s bodywork) 8) (plural) halters (for securing horses); reins (for controlling horses) | 1) X, 262; XIV, 214, 219; XXI, 30; XXII, 397; XXIII, 684 2) VIII, 544; X, 475, 499, 567 3) XXIII, 324 4) V, 727 5) XXIII, 363 |                                                                     |
| —                                                                                   | ἱμάσθλη                                                             | бич, плеть, кнут (ἵπποι ... ὁρμηθέντες ὑπὸ πληγῇσιν ἱμάσθλης Hom.) | whip (for controlling horses) | VIII, 43; XIII, 25; XXIII, 582 |                                                                     |
| —                                                                                   | ἱμάσσω                                                              | бить, ударять, сечь, стегать (ἵππους, ἡμιόνους, πληγῇσίν τινα, γαῖαν Hom.) | 1) (of a driver) whip, lash — horses, mules | II, 782; V, 589; XI, 280; XV, 17; XVII, 624 |                                                                     |
| —                                                                                   | μάστιξ                                                              | 1) бич, плеть, кнут (ἵμάσσειν ἵππους μάστιγι Hom.) | 1) whip or goad (used to spur on horses or mules); (to control other animals) | V, 748, 840; VIII, 392; XII, 37; XIII, 812; XVII, 430, 479, 482; XIX, 395; XXIII, 362, 384, 390, 500, 510, 642 |                                                                     |
| —                                                                                   | μαστίω                                                              | бить, хлестать (οὐρῇ πλευρὰς μαστίεται, sc. λέων Hom.) | 1) apply a whip (to horses) | XVII, 622 |                                                                     |
| —                                                                                   | μαστίζω                                                             | бить кнутом, хлестать стегать (ἵππους Hom.): μάστιξέν δ᾽ ἐλάαν Hom. | 1) apply the whip; (of a charioteer, rider, groom) whip on — horses | V, 366, 768; VIII, 45, 117; X, 530; XI, 519; XXII, 400 |                                                                     |
| —                                                                                   | κέντρον                                                             | 1) кентр, стрекало (κέντρῳ ἐπισπέρχειν Hom.) | 1) pointed stick, goad (to drive on horses or cattle | XXIII, 387, 430 |                                                                     |
| Идеограмма: 𐃏‬ *243 ROTA                                                             | κύκλος                                                              | 1) круг, окружность (ἱερῷ ἐνὶ κύκλῳ Hom.; κύκλῳ Hom.) 2) колесо (χρύσεα Hom.) | 3) (concrete) object or body having a circular shape; wheel; collective neuter term plural set of wheels (on a vehicle) | V, 722; XXIII, 340 |                                                                     |
| —                                                                                   | εὔκυκλος                                                            | 2) с хорошо закруглёнными колёсами, т. е. быстро катящийся (ἀπήνη Hom.) | 4) (of wagons) strong-wheeled | V, 453, 797; XII, 426; XIII, 715 |                                                                     |
| —                                                                                   | ὀκτάκνημος                                                          | имеющий восемь спиц (κύκλα Hom.) | (of wheels) eight-spoked | V, 723 |                                                                     |
| Идеограмма: 𐃏‬ *243 ROTA                                                             | τροχός                                                              | 1) колесо (экипажное) | 1) wheel (of a carriage or chariot) | XXIII, 394, 517 |                                                                     |
| —                                                                                   | εὔτροχος                                                            | 1) с красивыми колёсами (ἅρμα, ἅμαξα Hom.) | 1) (of chariots, wagons) fine-wheeled or smooth-running | VIII, 438; XII, 58 |                                                                     |
| —                                                                                   | ἁματροχιά                                                           | сцепление колёс т. е. столкновение колесниц | running side by side (of chariots) | XXIII, 422 |                                                                     |
| —                                                                                   | ἁρματοτροχιά                                                        | след от колесницы, колея | track made by chariot wheels, wheel-track | XXIII, 505 |                                                                     |
| —                                                                                   | ἴτυς                                                                | 1) круг, окружность, обод: ἴτυν κάμψῃ Hom. | 1) rim of a wheel (or perhaps one of its jointed sections), wheel-rim or felloe | IV, 486; V, 724 |                                                                     |
| Слоги: 𐀁𐀠𐀿𐀲‬ e-pi-zo-ta                                                              | ἐπίσωτρων ἐπίσσωτρον                                                | шина колёсного обода | that which is upon the felloe (of a chariot wheel), tyre | V, 725; XX, 394, 502; XXIII, 505, 519 |                                                                     |
| —                                                                                   | πλήμνη                                                              | ступица колеса | nave, hub (of a wheel) | V, 726; XXIII, 339 |                                                                     |
| Слоги: 𐀀𐀒𐀰𐀚‬ a-ko-so-ne                                                              | ἄξων                                                                | 1) ось (σιδήρεος Hom.) | 1) axle (of a chariot or wagon) | V, 723, 838; XIII, 30; XX, 499 |                                                                     |
| —                                                                                   | ἄντυξ                                                               | 2) круглые (сзади открытые) перила колесницы (ἄντυγεις αἱ περὶ δίφρον Hom.) | 2) curved rail (of a chariot) | V, 262, 322, 728; XX, 500 |                                                                     |
| Слоги: 𐀤𐀩𐀴𐀪𐀍‬ qe-re-ti-ri-jo                                                         | ῥυμός                                                               | дышло | pole, shaft (by which a chariot or wagon is attached to the yoke) | V, 729; XXIII, 393 |                                                                     |
| Слоги: 𐀑𐀪𐀒‬ ki-ri-ko                                                                 | κρίκος                                                              | 1) кольцо: ἐπὶ κρίκον ἕστορι βάλλον Hom. | 1) ring (used in linking a wagon-yoke to the pole) | XXIV, 272 |                                                                     |
| —                                                                                   | ἕστωρ                                                               | болт, чека (для скрепления ярма с дышлом) | peg (apparently used to link a yoke to a wagon-pole) | XXIV, 272 |                                                                     |
| —                                                                                   | ὀμφαλός                                                             | 3) стержень (в середине ярма): ἔδησαν (τὸ ζυγόδεσμον) ἐπ᾽ ὀμφαλόν Hom. | 5) knob (in the middle of a wooden yoke) | XXIV, 273 |                                                                     |
| —                                                                                   | ζυγόδεσμον                                                          | 1) ярёмный ремень (для привязывания ярма к дышлу) | rope fastening the yoke (to the plough-pole), yoke-fastener | XXIV, 270 |                                                                     |
| —                                                                                   | ζυγόν ζυγός                                                         | 1) ярмо | 1) wooden bar joining a pair of draught animals (and itself attached to the pole of a plough or carriage), yoke | V, 730, 731, 799, 851; XVI, 148, 470; XVII, 440; XIX, 404, 406; XXIII, 291, 294, 300, 392, 510 |                                                                     |
| —                                                                                   | ζεύγλη                                                              | 1) ярёмный хомут (ζυγόν состояло из двух ζεῦγλαι) | 1) yoke-pad (between the yoke and a horse’s neck, to prevent chafing) | XVII, 440; XIX, 406 |                                                                     |
| —                                                                                   | ζεύγνυμι                                                            | 1) подводить к ярму, сопрягать ярмом, запрягать, впрягать (ἵππους ὑφ᾽ ἅρμασι и ὑφ᾽ ἅρματα Hom.) | 1) place a yoke on (draught animals, to connect them to a vehicle); yoke — oxen, bulls, horses, mules (to chariots, wagons)                                                                                                  | XV, 120; XVI, 145; XIX, 393; XXIII, 130; XXIV, 14 |                                                                     |
| —                                                                                   | ὀμφαλόεις                                                           | снабжённый посередине стержнем (ζυγόν Hom.) | 2) (of a wooden yoke) with a central knob, knobbed | XXIV, 269 |                                                                     |
| —                                                                                   | λέπαδνον                                                            | 1) ярёмный ремень (род ремённого хомута, охватываемого грудь упряжной лошади и укреплявшего ярмо - ζυγόν) | one of a pair of leather straps fastening the yoke to the neck of a chariot-horse; (usually plural, referring to both) yoke-strap, harness-strap, halter                                                                     | V, 730; XIX, 393 |                                                                     |
| Слоги: 𐀃𐀠𐀆𐀰𐀗‬ o-pi-de-so-mo 𐀆𐀰𐀗‬ de-so-mo                                             | δεσμός                                                              | 1) привязь (δεσμὸν ἀπορρῆξαι Hom.) | 1) halter, tether, leash (for animals) | VI, 507; XV, 264 |                                                                     |
| —                                                                                   | παρηορία                                                            | упряжь пристяжной лошади, пристяжка | traces (reins attaching the tracehorse to the yoked pair) | VIII, 87; XVI, 152 |                                                                     |
| —                                                                                   | παρήορος                                                            | 1) пристяжной (sc. ἵππος Hom.) | 1) harnessed or linked at the side; chariot-horse harnessed to the side of the yoked pair, trace-horse | XVI, 471, 474 |                                                                     |
| Слоги: 𐀀𐀛𐀊‬ a-ni-ja 𐀀𐀛𐀊𐀠‬ a-ni-ja-pi                                                  | ἡνία                                                                | возжи, поводья | reins | V, 262, 322, 328, 365, 840, 851; VIII, 116, 137; XVI, 470; XVII, 479, 482, 619; XIX, 394; XXIII, 337, 465 |                                                                     |
| Слоги: 𐀁𐀠𐀄𐀬𐀳𐀸‬ e-pi-u-ru-te-we                                                       | ῥυτήρ                                                               | 2) вожжа, постромка | 2) rein (for horses) | XVI, 475 |                                                                     |
| —                                                                                   | εὔληρα                                                              | возжи: εὔληρα ἔχειν Hom. | chariot-reins | XXIII, 481 |                                                                     |
| Слоги: 𐀡𐀤𐀹𐀊‬ po-qe-wi-ja                                                             | χαλινός                                                             | 1) узда, уздечка | 1) bit (for a horse) | XIX, 393 |                                                                     |
| Логограмма: 𐀞‬ PA Слоги: 𐀞𐀨𐀷𐀍‬ pa-ra-wa-jo                                            | παρήϊον                                                             | 3) нащёчник (часть упряжи) (παρήϊον ἵππων Hom.) | 2) cheek-piece (for a horse) | IV, 142 |                                                                     |
| Легенда: - существительное - прилагательное - глагол Комментарии: 1. 2. 3. 4. 5. 6. |                                                                     | | | |                                                                     |

### Вооружение отдельных героев Илиады
| Описание снаряжения отдельных людей и групп | Описание снаряжения отдельных людей и групп | Описание снаряжения отдельных людей и групп | Описание снаряжения отдельных людей и групп | Описание снаряжения отдельных людей и групп | Описание снаряжения отдельных людей и групп |
| СнаряжениеПерсонажи | Оружие | Доспех | Шлем | Щит | Иное |
| --- | --- | --- | --- | --- | --- |
| Ахиллес Пелид (до доспехов от Гефеста) | ... ἀργυρέῃ κώπῃ ... I, 219 ... δουρὶ ... δουρί ... δόρυ ... δουρὸς ... XVI, 57, 708, 848; XVIII, 92, 341; XX, 90, 187, 281, 402, 407, 458, 462, 473, 488; XXI, 17, 60, 67, 91; XXIII, 893 ... ξίφος ἀργυρόηλον χάλκεον ... XVI, 135-136; XIX, 372-373 ... ξίφος ... ξίφεϊ ... XX, 284, 459; XXI, 116 ... ξίφει ... κωπήεντι ... ξίφος ... XX, 475-476 ... ξίφος ἄμφηκες ... XXI, 118 ... ἄορι ... ἄορ ... XX, 290, 378, 462; XXI, 173, 179, 208 ... φασγάνῳ ... φάσγανον ... XX, 469, 481; XXI, 19 ... ἄλκιμα δοῦρε ... XVI, 139 ... ἔγχος δ᾽ οὐχ ἕλετ᾽ ... Πηλιάδα μελίην ... XVI, 140-144 ... δουρὶ φαεινῷ ... XVI, 284, 399, 409 ... ἔγχεϊ ... ἔγχος ... ἔγχεος V, 790; (XVI, 309, 310, 404, 699, 801); XVII, 465; XIX, 218; XX, 273, 345, 363, 386, 493; XXI, 72, 139, 542; ΧΧΙΙ, 271, 273; XXIII, 884 ... ἐγχείη ... XX, 279; XXI, 69 ... ἄκοντι ... XX, 413, 455, 486 ... δουρὸς ... δόρυ ... XVI, 406, 504 ... δόρυ χάλκεον ... XXIII, 896 ... ἔγχεος ... αἰχμήν ... XVI, 505 ... ἔγχεος αἰχμή ... XX, 416 ... ἔγχεϊ χάλκεος ... XVI, 543 ... ἔγχεϊ χαλκείῳ ... XIX, 152; XX, 96, 446 ... χάλκεον ἔγχος ... XXI, 200; XXII, 275, 367 ... ἐκ δʼ ἄρα σύριγγος πατρώϊον ἐσπάσατʼ ἔγχος βριθὺ μέγα στιβαρόν ... Πηλιάδα μελίην ... XIX, 387-390 ... Πηλιὰς ... μελίη ... ... Πηλιάδα μελίην ... XX, 277; XXI, 162; XXII, 133 ... μελίην εὔχαλκον ... XX, 322 ... μελίην ... XXI, 169, 174 ... μείλινον ἔγχος ... XXI, 172 ... δόρυ μείλινον ... XXI, 178 ... μελίης χαλκογλώχινος ... XXII, 225 ... μελίη ... χαλκοβάρεια ... XXII, 328 ... πελέκεας ... XXIII, 851, 856, 882 ... ἡμιπέλεκκα ... XXIII, 851, 858, 883 | ... κνημῖδας ... καλάς, ἀργυρέοισιν ἐπισφυρίοις ἀραρυίας ... XVI, 131-132 ... θώρηκα ... ποικίλον ἀστερόεντα ... XVI, 133-134 ... θώρηκα ... XVI, 804 | ... κόρυθος ... XVI, 70 ... ἰφθίμῳ κυνέην εὔτυκτον ἔθηκεν ἵππουριν· δεινὸν δὲ λόφος καθύπερθεν ἔνευεν ... XVI, 137-138 ... τοῦ δʼ ἀπὸ μὲν κρατὸς κυνέην βάλε Φοῖβος Ἀπόλλων· ἣ δὲ κυλινδομένη καναχὴν ἔχε ποσσὶν ὑφʼ ἵππων αὐλῶπις τρυφάλεια, μιάνθησαν δὲ ἔθειραι αἵματι καὶ κονίῃσι· πάρος γε μὲν οὐ θέμις ἦεν ἱππόκομον πήληκα μιαίνεσθαι κονίῃσιν ... XVI, 793-797 | ... σάκος μέγα τε στιβαρόν τε ... XVI, 136 ... φαεινὴν ἀσπίδα ... XVI, 704 ... ἀσπὶς σὺν τελαμῶνι ... τερμιόεσσα ... XVI, 803 | ... χιτώνων χλαινάων ... XVI, 223-224 ... χλαίνας ... XXIV, 646 ... τῷ δὲ καὶ Αὐτομέδων ὕπαγε ζυγὸν ὠκέας ἵππους Ξάνθον καὶ Βαλίον, τὼ ἅμα πνοιῇσι πετέσθην ... ἐν δὲ παρηορίῃσιν ἀμύμονα Πήδασον ἵει ... XVI, 148-149, 152 ... θαλερὴ δʼ ἐμιαίνετο χαίτη ζεύγλης ἐξεριποῦσα παρὰ ζυγὸν ἀμφοτέρωθεν ... XVII, 439-440 ... ἵππους δʼ Αὐτομέδων τε καὶ Ἄλκιμος ἀμφιέποντες ζεύγνυον· ἀμφὶ δὲ καλὰ λέπαδνʼ ἕσαν, ἐν δὲ χαλινοὺς γαμφηλῇς ἔβαλον, κατὰ δʼ ἡνία τεῖναν ὀπίσσω κολλητὸν ποτὶ δίφρον. ὃ δὲ μάστιγα φαεινὴν χειρὶ λαβὼν ἀραρυῖαν ἐφʼ ἵπποιιν ἀνόρουσεν Αὐτομέδων ... XIX, 392-397 ... Ξάνθέ τε καὶ Βαλίε τηλεκλυτὰ τέκνα Ποδάργης ... XIX, 400 ... πᾶσα δὲ χαίτη ζεύγλης ἐξεριποῦσα παρὰ ζυγὸν οὖδας ἵκανεν ... XIX, 405-406 ... ὣς ὑπʼ Ἀχιλλῆος μεγαθύμου μώνυχες ἵπποι στεῖβον ὁμοῦ νέκυάς τε καὶ ἀσπίδας· αἵματι δʼ ἄξων νέρθεν ἅπας πεπάλακτο καὶ ἄντυγες αἳ περὶ δίφρον, ἃς ἄρʼ ἀφʼ ἱππείων ὁπλέων ῥαθάμιγγες ἔβαλλον αἵ τʼ ἀπʼ ἐπισσώτρων ... XIX, 498-502 |
| Ахиллес Пелид (доспехи от Гефеста) | — | ... κνημῖδας ἐπισφυρίοις ἀραρυίας ... XVIII, 459 ... θώρηχ᾽ ... θώρηκα ... XVIII, 460, XIX, 371 ... θώρηκα φαεινότερον πυρὸς αὐγῆς ... XVIII, 610 ... κνημῖδας ἑανοῦ κασσιτέροιο ... XVIII, 613 ... κνημῖδας ... καλάς, ἀργυρέοισιν ἐπισφυρίοις ἀραρυίας ... XIX, 369-370 ... ἀμφὶ δέ οἱ κνημὶς νεοτεύκτου κασσιτέροιο σμερδαλέον κονάβησε ... XXI, 592-593 | ... τρυφάλειαν ... XVIII, 458 ... τεῦξε δέ οἱ κόρυθα βριαρὴν κροτάφοις ἀραρυῖαν καλὴν δαιδαλέην, ἐπὶ δὲ χρύσεον λόφον ἧκε ... XVIII, 611-612 ... περὶ δὲ τρυφάλειαν ἀείρας κρατὶ θέτο βριαρήν· ἣ δʼ ἀστὴρ ὣς ἀπέλαμπεν ἵππουρις τρυφάλεια, περισσείοντο δʼ ἔθειραι χρύσεαι, ἃς Ἥφαιστος ἵει λόφον ἀμφὶ θαμειάς ... XIX, 380-383 ... κόρυθ᾽ ... XX, 289 ... κόρυθι δʼ ἐπένευε φαεινῇ τετραφάλῳ· καλαὶ δὲ περισσείοντο ἔθειραι χρύσεαι, ἃς Ἥφαιστος ἵει λόφον ἀμφὶ θαμειάς ... XXII, 314-316 | ... ἀσπίδα ... XVIII, 458 ... σάκος μέγα τε στιβαρόν τε πάντοσε δαιδάλλων, περὶ δʼ ἄντυγα βάλλε φαεινὴν τρίπλακα μαρμαρέην, ἐκ δʼ ἀργύρεον τελαμῶνα. πέντε δʼ ἄρʼ αὐτοῦ ἔσαν σάκεος πτύχες ... XVIII, 478-481 ... σάκεος ... σάκος μέγα τε στιβαρόν τε ... XVIII, 608-609 ... σάκος μέγα τε στιβαρόν τε ... XIX, 373 ... σάκεος ... σάκος ... σάκεϊ ... XIX, 379; XX, 260, 261, 289; XXI, 241; XXII, 290, 291, 313 ... οὐδὲ τότʼ Αἰνείαο δαΐφρονος ὄβριμον ἔγχος ῥῆξε σάκος· χρυσὸς γὰρ ἐρύκακε, δῶρα θεοῖο· ἀλλὰ δύω μὲν ἔλασσε διὰ πτύχας, αἳ δʼ ἄρʼ ἔτι τρεῖς ἦσαν, ἐπεὶ πέντε πτύχας ἤλασε κυλλοποδίων, τὰς δύο χαλκείας, δύο δʼ ἔνδοθι κασσιτέροιο, τὴν δὲ μίαν χρυσῆν, τῇ ῥʼ ἔσχετο μείλινον ἔγχος ... XX, 267-272 ... καί ῥʼ ἑτέρῳ μὲν δουρὶ σάκος βάλεν, οὐδὲ διὰ πρὸ ῥῆξε σάκος· χρυσὸς γὰρ ἐρύκακε δῶρα θεοῖο ... XXI, 164-165 | — |
| Патрокл Менетид | ... μαχαίρῃ ὀξὺ ... XI, 844-845 | — | — | — | — |
| Агамемнон Атрид | ... ξίφος ἀργυρόηλον ... II, 45 ... μάχαιραν, ἥ οἱ πὰρ ξίφεος μέγα κουλεόν αἰὲν ἄωρτο ... III, 271-272; XIX, 252-253 ... δόρυ ... δουρὶ ... V, 40, 533; XI, 95, 108, 144 ... ἔγχεϊ ... ἔγχος ... XI, 180, 233 ... ξίφει ... XI, 109, 146 ... ἀμφὶ δ᾽ ἄρ᾽ ὤμοισιν βάλετο ξίφος: ἐν δέ οἱ ἧλοι χρύσειοι πάμφαινον, ἀτὰρ περὶ κουλεὸν ἦεν ἀργύρεον χρυσέοισιν ἀορτήρεσσιν ἀρηρός ... XI, 29-31 ... εἵλετο δ᾽ ἄλκιμα δοῦρε δύω κεκορυθμένα χαλκῷ ὀξέα ... XI, 43-44 ... ἄορι ... XI, 240 ... ἀνεμοτρεφὲς ἔγχος ... XI, 256 ... ξυστῷ χαλκήρεϊ ... XI, 260 ... ἔγχεΐ τ᾽ ἄορί τε μεγάλοισί τε χερμαδίοισιν ... XI, 265 | ... ἐδύσετο νώροπα χαλκόν ... XI, 16 ... κνημῖδας ... καλὰς ἀργυρέοισιν ἐπισφυρίοις ἀραρυίας ... XI, 17-18 ... θώρηκα ... τοῦ δ᾽ ἤτοι δέκα οἶμοι ἔσαν μέλανος κυάνοιο, δώδεκα δὲ χρυσοῖο καὶ εἴκοσι κασσιτέροιο ... XI, 19-25 ... Ἰφιδάμας δὲ κατὰ ζώνην θώρηκος ἔνερθε νύξ᾽, ἐπὶ δ᾽ αὐτὸς ἔρεισε βαρείῃ χειρὶ πιθήσας: οὐδ᾽ ἔτορε ζωστῆρα παναίολον, ἀλλὰ πολὺ πρὶν ἀργύρῳ ἀντομένη μόλιβος ὣς ἐτράπετ᾽ αἰχμή ... XI, 234-237 | ... κυνέῃ ... VII, 176 ... κρατὶ δ᾽ ἐπ᾽ ἀμφίφαλον κυνέην θέτο τετραφάληρον ἵππουριν: δεινὸν δὲ λόφος καθύπερθεν ἔνευεν ... XI, 41-42 | ... ἂν δ᾽ ἕλετ᾽ ἀμφιβρότην πολυδαίδαλον ἀσπίδα θοῦριν καλήν, ἣν πέρι μὲν κύκλοι δέκα χάλκεοι ἦσαν, ἐν δέ οἱ ὀμφαλοὶ ἦσαν ἐείκοσι κασσιτέροιο λευκοί, ἐν δὲ μέσοισιν ἔην μέλανος κυάνοιο ... XI, 32-35 ... τῆς δ᾽ ἐξ ἀργύρεος τελαμὼν ἦν ... XI, 38 | ... πέδιλον ... II, 44 ... πορφύρεον μέγα φᾶρος ... VIII, 221 ... ὀρθωθεὶς δ᾽ ἔνδυνε περὶ στήθεσσι χιτῶνα, ποσσὶ δ᾽ ὑπὸ λιπαροῖσιν ἐδήσατο καλὰ πέδιλα, ἀμφὶ δ᾽ ἔπειτα δαφοινὸν ἑέσσατο δέρμα λέοντος αἴθωνος μεγάλοιο ποδηνεκές ... X, 21-24 |
| Менелай Атрид | ... ξίφος ἀργυρόηλον ... III, 361; XIII, 610 ... δουρὶ ... δόρυ ... V, 56; X, 31; XV, 541; XVII, 7, 574 ... μείλινον ἔγχος ... VI, 65, 44; XIII, 597 ... ὀξὺ δόρυ ... XIII, 583 ... ἔγχεϊ ὀξυόεντι ... XIII, 584 ... χάλκεον ἔγχος ... XIII, 595 ... ἔγχος ... XIII, 605 | ... αὐτὴ δʼ αὖτʼ ἴθυνεν ὅθι ζωστῆρος ὀχῆες χρύσειοι σύνεχον καὶ διπλόος ἤντετο θώρηξ. ἐν δʼ ἔπεσε ζωστῆρι ἀρηρότι πικρὸς ὀϊστός· διὰ μὲν ἂρ ζωστῆρος ἐλήλατο δαιδαλέοιο, καὶ διὰ θώρηκος πολυδαιδάλου ἠρήρειστο μίτρης θʼ, ἣν ἐφόρει ἔρυμα χροὸς ἕρκος ἀκόντων, ἥ οἱ πλεῖστον ἔρυτο· διὰ πρὸ δὲ εἴσατο καὶ τῆς. ἀκρότατον δʼ ἄρʼ ὀϊστὸς ἐπέγραψε χρόα φωτός ... IV, 132-139 ... ἀλλὰ πάροιθεν εἰρύσατο ζωστήρ τε παναίολος ἠδʼ ὑπένερθε ζῶμά τε καὶ μίτρη, τὴν χαλκῆες κάμον ἄνδρες ... IV, 185-187 ... ζωστῆρος ἀρηρότος ... IV, 213 ... λῦσε δέ οἱ ζωστῆρα παναίολον ἠδʼ ὑπένερθε ζῶμά τε καὶ μίτρην, τὴν χαλκῆες κάμον ἄνδρες ... IV, 215-216 ... Πριαμίδης μὲν ἔπειτα κατὰ στῆθος βάλεν ἰῷ θώρηκος γύαλον, ἀπὸ δ᾽ ἔπτατο πικρὸς ὀϊστός ... ἀπὸ θώρηκος ... XIII, 586-591 | ... στεφάνην ... χαλκείην ... X, 30-31 ... ἤτοι ὃ μὲν κόρυθος φάλον ἤλασεν ἱπποδασείης ἄκρον ὑπὸ λόφον αὐτόν ... XIII, 614-615 | ... κατ᾽ ἀσπίδα πάντοσε ἴσην, οὐδ᾽ ἔρρηξεν χαλκός, ἀνεγνάμφθη δέ οἱ αἰχμὴ ἀσπίδ᾽ ἐνὶ κρατερῇ ... III, 346-349; XVII, 43-46 ... Πείσανδρος δὲ σάκος Μενελάου κυδαλίμοιο οὔτασεν, οὐδὲ διὰ πρὸ δυνήσατο χαλκὸν ἐλάσσαι· ἔσχεθε γὰρ σάκος εὐρύ, κατεκλάσθη δʼ ἐνὶ καυλῷ ἔγχος ... XIII, 606-609 ... ὅς ῥα τότʼ Ἀτρεΐδαο μέσον σάκος οὔτασε δουρὶ ἐγγύθεν, οὐδὲ διὰ πρὸ δυνήσατο χαλκὸν ἐλάσσαι ... XIII, 646-647 ... ἀσπίδα πάντοσ᾽ ἐΐσην ... XVII, 7 | ... παρδαλέῃ μὲν πρῶτα μετάφρενον εὐρὺ κάλυψε ποικίλῃ ... X, 29-30 |
| Аякс Теламонид | ... δουρὶ ... IV, 479; V, 611; XIII, 190; XV, 420; XVII, 303 ... χάλκεον ἔγχος ... IV, 481; V, 620 ... ἐγχείη ... ἔγχεϊ ... XII, 405; XV, 730, 742; XVIII, 195 ... ἔγχεϊ μακρῷ ... XV, 745 ... φασγάνου ἀργυροήλου ... XIV, 405 ... δουρὶ φαεινῷ ... XIV, 461 ... Ἕκτωρ Αἴαντος δόρυ μείλινον ἄγχι παραστὰς πλῆξʼ ἄορι μεγάλῳ αἰχμῆς παρὰ καυλὸν ὄπισθεν, ἀντικρὺ δʼ ἀπάραξε· τὸ μὲν Τελαμώνιος Αἴας πῆλʼ αὔτως ἐν χειρὶ κόλον δόρυ, τῆλε δʼ ἀπʼ αὐτοῦ αἰχμὴ χαλκείη χαμάδις βόμβησε πεσοῦσα ... XVI, 114-118 ... περὶ δουρὸς ἀκωκῇ πληγεῖσʼ ἔγχεΐ τε μεγάλῳ καὶ χειρὶ παχείῃ, ἐγκέφαλος δὲ παρʼ αὐλὸν ἀνέδραμεν ἐξ ὠτειλῆς ... XVII, 295-297 | ... Αἴας δὲ ζωστῆρα δίδου φοίνικι φαεινόν ... VII, 305 | ... δεινὴν δὲ περὶ κροτάφοισι φαεινὴ πήληξ βαλλομένη καναχὴν ἔχε, βάλλετο δʼ αἰεὶ κὰπ φάλαρʼ εὐποίηθʼ ... XVI, 104-106 | ... φέρων σάκος ἠΰτε πύργον χάλκεον ἑπταβόειον ... VII, 219-220 ... σάκος αἰόλον ἑπταβόειον ταύρων ζατρεφέων, ἐπὶ δ᾽ ὄγδοον ἤλασε χαλκόν ... VII, 222-223 ... καὶ βάλεν Αἴαντος δεινὸν σάκος ἑπταβόειον ἀκρότατον κατὰ χαλκόν, ὃς ὄγδοος ἦεν ἐπ᾽ αὐτῷ. ἓξ δὲ διὰ πτύχας ἦλθε δαΐζων χαλκὸς ἀτειρής, ἐν τῇ δ᾽ ἑβδομάτῃ ῥινῷ σχέτο ... VII, 245-248 ... Πριαμίδης μὲν ἔπειτα μέσον σάκος οὔτασε δουρί, οὐδ᾽ ἔρρηξεν χαλκός, ἀνεγνάμφθη δέ οἱ αἰχμή. ... VII, 258-259 ... τῷ βάλεν Αἴαντος δεινὸν σάκος ἑπταβόειον μέσσον ἐπομφάλιον: περιήχησεν δ᾽ ἄρα χαλκός ... VII, 266-267 ... φέρων σάκος ἠΰτε πύργον ... XI, 485; XVII, 128 ... εὐρὺ γὰρ ἀμφ᾽ ὤμοισιν ἔχει σάκος ... XI, 527 ... ὄπιθεν δὲ σάκος βάλεν ἑπταβόειον ... XI, 545 ... σάκος ... σάκεος ... XI, 565; XIV, 405; XVIII, 193; XXIII, 820 ... ἐν σάκεϊ μεγάλῳ ... XI, 572 ... ἀλλʼ ἤτοι Τελαμωνιάδῃ πολλοί τε καὶ ἐσθλοὶ λαοὶ ἕπονθʼ ἕταροι, οἵ οἱ σάκος ἐξεδέχοντο ὁππότε μιν κάματός τε καὶ ἱδρὼς γούναθʼ ἵκοιτο ... XIII, 709-711 ... σάκος αἰόλον ... XVI, 107 ... σάκος εὐρὺ ... XVII, 132 | ... τῇ ῥα δύω τελαμῶνε περὶ στήθεσσι τετάσθην, ἤτοι ὃ μὲν σάκεος, ὃ δὲ φασγάνου ἀργυροήλου· τώ οἱ ῥυσάσθην τέρενα χρόα ... XIV, 404-406 ... χιτῶνας ... XXIII, 739 |
| Аякс Оилид | ... δουρὶ ... ὀξυόεντι ... XIV, 444 ... δουρὶ ... XIV, 446 ... ξίφει ... κωπήεντι ... ξίφος ... XVI, 332-333 | ... λινοθώρηξ ... II, 529 | — | — | — |
| опунтские локры | ... οὐ γὰρ ἔχον ... μείλινα δοῦρα, ἀλλ᾽ ἄρα τόξοισιν καὶ ἐϋστρεφεῖ οἶος ἀώτῳ ... XIII, 714-716 ... ὀϊστοί ... XIII, 722 | — | ... οὐ γὰρ ἔχον κόρυθας χαλκήρεας ἱπποδασείας ... XIII, 714 | ... οὐδ᾽ ἔχον ἀσπίδας εὐκύκλους ... XIII, 715 | — |
| абанты | ... μελίῃσι ... II, 543 | — | — | — | — |
| Диомед Тидид | ... χαλκήρεϊ δουρί ... V, 145 ... ξίφεϊ μεγάλῳ ... V, 146 ... ἔγχεϊ χαλκείῳ ... V, 856 ... Τυδεΐδῃ μὲν δῶκε μενεπτόλεμος Θρασυμήδης φάσγανον ἄμφηκες: τὸ δ᾽ ἑὸν παρὰ νηῒ λέλειπτο ... X, 255-256 ... δουρὶ ... δουρὸς ... X, 369-370; XI, 321, 338, 361; XXIII, 681, 821 ... ἔγχος ... X, 178; XI, 349 ... ἐγχείη ... XVI, 75 ... ἔγχει ... XIX, 49 | ... κατὰ δεξιὸν ὦμον θώρηκος γύαλον: διὰ δ᾽ ἔπτατο πικρὸς ὀϊστός, ἀντικρὺ δὲ διέσχε, παλάσσετο δ᾽ αἵματι θώρηξ ... V, 98-100 ... ἤδη γάρ οἱ ἐφῆκα βέλος, καί μιν βάλον ὦμον δεξιὸν ἀντικρὺ διὰ θώρηκος γυάλοιο ... V, 188-189 ... διὰ στρεπτοῖο χιτῶνος ... V, 113 ... αἰχμὴ χαλκείη πταμένη θώρηκι πελάσθη ... V, 282 ... Διομήδεα τεύχε᾽ ἄμειβε χρύσεα χαλκείων ... VI, 235 ... δαιδάλεον θώρηκα, τὸν Ἥφαιστος κάμε τεύχων ... VIII, 195 ... θώρηξ ... XXIII, 819 | ... αὐλώπιδί τε τρυφαλείῃ ... V, 182 | ... ἀσπίδα ... V, 281 ... ἱδρὼς γάρ μιν ἔτειρεν ὑπὸ πλατέος τελαμῶνος ἀσπίδος εὐκύκλου ... V, 796-797 ... ἀσπίδα πάντοσ᾽ ἐΐσην ... XXIII, 818 | ... ἅρμασι κολλητοῖσι ... IV, 366 ... σὺ δὲ τούσδε μὲν ὠκέας ἵππους αὐτοῦ ἐρυκακέειν ἐξ ἄντυγος ἡνία τείνας ... V, 261-262 ... φήγινος ἄξων ... V, 838 ... ὤμοισιν ἑέσσατο δέρμα λέοντος αἴθωνος μεγάλοιο ποδηνεκές ... X, 177-178 ... ζῶμα δέ οἱ πρῶτον παρακάββαλεν, αὐτὰρ ἔπειτα δῶκεν ἱμάντας ἐϋτμήτους βοὸς ἀγραύλοιο ... XXIII, 683-684 |
| Тевкр Теламонид | ... παλίντονα τόξα ... VIII, 266 ... τόξον ... παλίντονον ... XV, 443 ... τανυγλώχινας ὀϊστούς ... VIII, 297 ... τόξων ... τόξῳ ... τόξον ... XII, 350, 363; XV, 463, 465, 478; XXIII, 871 ... καμπύλα τόξα ... XII, 372 ... ἰῷ ... ἰός ... ἰοὺς ... ἰὸν ... XII, 388, 400; XV, 451, 472; XVI, 511; XXIII, 862 ... ἔγχεϊ μακρῷ νύξ᾽, ἐκ δ᾽ ἔσπασεν ἔγχος ... XIII, 177-178 ... ἰοὶ ὠκύμοροι καὶ τόξον ... XV, 440-441 ... ὀϊστὸν ... ὀϊστούς ... ὀϊστός ... XV, 458, 470; XXIII, 867 ... ἰὸς χαλκοβαρής ... XV, 465 ... βιὸν ... XV, 468, 472 ... βέλεμνα ... XV, 484, 489 ... ἄλκιμον ἔγχος ἀκαχμένον ὀξέϊ χαλκῷ ... XV, 482 | — | ... κυνέην εὔτυκτον ἔθηκεν ἵππουριν, δεινὸν δὲ λόφος καθύπερθεν ἔνευεν ... XV, 480-481 | ... σάκος ... τετραθέλυμνον ... XV, 479 | ... φαρέτρης ... VIII, 323 ... φαρέτρην ἰοδόκον ... XV, 443-444 |
| Одиссей Лаэртид | ... δουρὶ ... IV, 496, XI, 421, 424, 444 ... ἔγχεϊ χαλκείῳ ... VI, 31 ... ἔγχει ... XI, 484, XIX, 49 | ... θώρηκος πολυδαιδάλου ... XI, 436 | — | ... ποικίλον ... σάκος ... X, 149 ... ἀσπίδος ... φαεινῆς ... XI, 435 ... ἔξω ... ἀσπίδος ὀμφαλοέσσης ... XI, 457 | ... χιτῶνας ... XXIII, 739 |
| Нестор Нелид | ... φασγάνῳ ... VIII, 88 ... δύο δοῦρε ... X, 76 ... ἔγχος ἀκαχμένον ὀξέϊ χαλκῷ ... X, 135 ... χαλκήρεϊ δουρί ... XI, 742 ... δουρὶ ... XI, 749; XXIII, 637 ... ἄλκιμον ἔγχος ἀκαχμένον ὀξέϊ χαλκῷ ... XIV, 12 | ... ζωστὴρ κεῖτο παναίολος ... X, 77 | ... φαεινή τε τρυφάλεια ... X, 76 | ... ἀσπίδα ... πᾶσαν χρυσείην ἔμεναι ... VIII, 192 ... ἀσπὶς ... X, 76 ... ἀσπίδα ... XIV, 11 | ... χιτῶνα ... X, 131 ... πέδιλα ... X, 132 ... χλαῖναν ... φοινικόεσσαν διπλῆν ἐκταδίην ... X, 133 ... δ᾽ ὧν ὀχέων ... XI, 517 ... χιτώνων ... XI, 621 ... ἐϋπλέκτῳ δίφρῳ ... XXIII, 335 |
| Антилох Несторид | ... ξίφει ... V, 584 ... δουρὶ φαεινῷ ... VI, 32; XV, 573 ... δουρὶ ... XIII, 397 ... ἔγχος ... XIII, 557 ... χάλκεον ἔγχος ... XVI, 318 | — | — | ... σάκος ... XIII, 420, 561 ... σάκος εὐρὺ παναίολον ... XIII, 552 ... σάκει ... XIII, 565 | — |
| Фрасимед Несторид | ... φάσγανον ἄμφηκες ... X, 256, 456 ... ἄορι ... X, 484, 489 ... δουρὸς ἀκωκὴ ... XVI, 323 | — | ... κυνέην ... ταυρείην, ἄφαλόν τε καὶ ἄλλοφον, ἥ τε καταῖτυξ κέκληται ... X, 257-259 | ... σάκος ... X, 257 ... σάκος ... τετυγμένον ... χαλκῷ παμφαῖνον ... XIV, 9-11 | — |
| Идоменей Девкалид | ... ἔγχεϊ ... V, 45; XII, 117 ... δὲ ... δοῦρε ... XIII, 241 ... τώ μοι δούρατά τʼ ἔστι ... XIII, 264 ... ὄβριμον ἔγχος ... XIII, 294 ... χάλκεον ἔγχος ... XIII, 296 ... δουρὶ ... XIII, 370, 387, 438 ... δολιχόσκιον ἔγχος ... XIII, 509 ... δόρυ χάλκεον ... XVI, 346 ... ἐν καυλῷ δ᾽ ἐάγη δολιχὸν δόρυ ... XVII, 607 | ... τώ μοι ... ἔστι ... καὶ θώρηκες λαμπρὸν γανόωντες... XIII, 264-265 ... ἔντεσι δαιδαλέοισι ... XIII, 331 | ... τώ μοι ... ἔστι ... καὶ κόρυθες... XIII, 264-265 ...ἤϊσαν ἐς πόλεμον κεκορυθμένοι αἴθοπι χαλκῷ... XIII, 305 | ... τώ μοι ... ἔστι καὶ ἀσπίδες ὀμφαλόεσσαι... XIII, 264 ... κρύφθη γὰρ ὑπ᾽ ἀσπίδι πάντοσ᾽ ἐΐσῃ, τὴν ἄρ᾽ ὅ γε ῥινοῖσι βοῶν καὶ νώροπι χαλκῷ δινωτὴν φορέεσκε, δύω κανόνεσσ᾽ ἀραρυῖαν: τῇ ὕπο πᾶς ἐάλη, τὸ δ᾽ ὑπέρπτατο χάλκεον ἔγχος, καρφαλέον δέ οἱ ἀσπὶς ἐπιθρέξαντος ἄϋσεν ἔγχεος ... XIII, 405-410 | — |
| Мерион Молид | ... βιὸν ... X, 260 ... ξίφος ... X, 261 ... τόξῳ ... X, 500, 514 ... δουρὶ φαεινῷ καὶ βάλεν ... ἐν καυλῷ ἐάγη δολιχὸν δόρυ ... XIII, 159-162 ... ἔγχος ... ἔγχεος ... XIII, 164, 166, 532, 570, 574 ...δόρυ μακρόν ... XIII, 168 ... δουρὶ ... XIII, 529, 567, 570 ... χαλκήρε᾽ ὀϊστόν ... XIII, 650 ... ὀϊστὸν ... XXIII, 871 | ... ἔντεσι δαιδαλέοισι ... XIII, 331 | ... κυνέην ... ῥινοῦ ποιητήν: πολέσιν δ᾽ ἔντοσθεν ἱμᾶσιν ἐντέτατο στερεῶς: ἔκτοσθε δὲ λευκοὶ ὀδόντες ἀργιόδοντος ὑὸς θαμέες ἔχον ἔνθα καὶ ἔνθα εὖ καὶ ἐπισταμένως: μέσσῃ δ᾽ ἐνὶ πῖλος ἀρήρει ... X, 262-265 ...ἤϊσαν ἐς πόλεμον κεκορυθμένοι αἴθοπι χαλκῷ... XIII, 305 | ... ὑπασπίδια ... XVI, 609 | ... φαρέτρην ... X, 260 |
| Другие персонажи | ... τόξων ... II, 718 ... δουρὶ ... IV, 527 ... ὄβριμον ἔγχος ... IV, 529 ... ξίφος ὀξύ ... IV, 530 ... φασγάνῳ ... V, 81 ... δόρυ ... XIV, 494 ... ξίφος ... ξιφέεσσι ... XIV, 496; XVI, 337, 340 ... ὄβριμον ἔγχος ... XIV, 498 ... ἔγχεσι ... XVI, 335 ... δουρί ... XV, 523 ... ἔγχεϊ ὀξυόεντι ... XV, 536 ... ἔγχεος αἰχμῇ ... XVI, 315 ... τανύηκες ἄορ ... XVI, 473 ... ἔγχος ... XVII, 516, 518, 523 ... δουρὶ φαεινῷ ... XVII, 347 ... ἔγχος ... XVII, 604 ... δουρὶ ... XII, 183 ... δουρὶ ... XII, 189 ... ξίφος ὀξὺ ... XII, 190 | ... πυκινὸς δέ οἱ ἤρκεσε θώρηξ, τόν ῥʼ ἐφόρει γυάλοισιν ἀρηρότα ... XV, 529-530 | ... ὑπὸ στεφάνης εὐχάλκου ... VII, 12 ... κόρυθα κροτάφοις ἀραρυῖαν ... XIII, 189 ... πήληκα φαεινὴν ... XIII, 527 ... αὐλῶπις τρυφάλεια χαμαὶ βόμβησε πεσοῦσα ... XIII, 530 ... κόρυς ... XIII, 544 ... τρυφάλειαν ... XIII, 577 ... πήληξ ... XV, 647 ... ἱπποκόμου κόρυθος φάλον ... XVI, 338 ... κόρυθι ... XVI, 579 | ... ἀσπίδος ... IV, 468 ... ἀσπὶς ... XIII, 543 ... σάκος ... XV, 528 ... ἀσπίδος ... ποδηνεκέ᾽ ... XV, 645-646 | — |
| Легенда: - [...] - неуказанная часть приведённой фразы для контекста; - (...) - дополнение или комментарий к переводу в подсказке. Комментарии: 1. 2. 3. 4. 5. 6. 7. 8. 9. 10. 11. 12. 13. 14. 15. 16. 17. 18. 19. 20. 21. 22. 23. 24. 25. 26. 27. 28. 29. 30. 31. 32. 33. 34. 35. 36. 37. 38. 39. 40. 41. 42. 43. 44. 45. 46. 47. 48. 49. 50. 51. 52. 53. 54. 55. 56. 57. 58. 59. 60. 61. 62. 63. 64. 65. 66. 67. 68. 69. 70. 71. 72. 73. 74. 75. 76. | | | | | |

## Глиняные таблички

### Оружие
| |                          |
| Транслитерация | Перевод                  |
| to-sa / pa-ka-na PUG 50[ | всего / кинжалов PUG 50[ |
| Правила чтения транслитерации: - Нумерация строк с большими слогами, которые вмещают в себя несколько меньших строк, обозначаются заглавными латинскими буквами (.A, .B, .C, ...); - Нумерация строк, не разделённых на более мелкие строки, обозначаются строчными латинскими буквами (.a, .b, .c ...); - Нумерация граней происходит греческими буквами (.α, .β, .γ ...); - Знаки не имеющие латинской транскрипции передачи звуков (не дешифрованные знаки) обозначаются звёздочкой и порядковым номером в силлабарии — *164; - Запятая показывает разделитель слов; - Дефис разделяет слоги; - Следы неполного стирания знаков обозначаются двойными скобками — [[ ]]; - Знаки [ и ] показывают повреждённую часть таблички; - Дефис перед квадратными скобками говорит о том, что слово не закончено и далее идёт восстановленный текст; - Если дефис стоит внутри квадратных скобок, то часть слова восстановлена по его остатку; - Уменьшение размера шрифта обозначается дробью — /, а увеличение двойной дробью — //; - Знаки, написанные в виде маленькой пометки на отдельной строке обозначаются знаками гереш по обе стороны, например 'e-ko'; - Слоги и цифры с точкой (ṭị и 3̣) — это предполагаемые знаки, которые были реконструированы по сохранившемуся контексту; - Идеограммы обозначаются краткими аббревиатурами заглавными латинскими буквами — VAS, GAL, VIR ...; - Слоги, использующиеся как идеограммы, пишутся через заглавные буквы - SA, NI, SU ... - Идеограммы, употребляемые вместе с другими идеограммами или слогами, и образующие монограмму пишутся через плюс — SUS+SI; - Vacat — пустая строчка; - Vestigia — не опознанные следы. Примечания: 1. 2. 3. 4. 5. 6. 7. 8. |                          |

| Табличка KN Ra 1543 | Табличка KN Ra 1543 | Табличка KN Ra 1543 | Табличка KN Ra 1543 |
| Фотография и пропись надписи |                     |                     |                     |
| --- | ------------------- | ------------------- | ------------------- |
| |                     |                     |                     |
| Транслитерация |                     |                     |                     |
| .a de-so-mo [ .b a-mi-to-no / pi-ri-te , a-ra-ru-wo-a PUG[ |                     |                     |                     |
| Перевод |                     |                     |                     |
| .a ремнём [ .b a-mi-to-no / pi-ri-te , снабжённый PUG[ |                     |                     |                     |
| Правила чтения транслитерации: - Нумерация строк с большими слогами, которые вмещают в себя несколько меньших строк, обозначаются заглавными латинскими буквами (.A, .B, .C, ...); - Нумерация строк, не разделённых на более мелкие строки, обозначаются строчными латинскими буквами (.a, .b, .c ...); - Нумерация граней происходит греческими буквами (.α, .β, .γ ...); - Знаки не имеющие латинской транскрипции передачи звуков (не дешифрованные знаки) обозначаются звёздочкой и порядковым номером в силлабарии — *164; - Запятая показывает разделитель слов; - Дефис разделяет слоги; - Следы неполного стирания знаков обозначаются двойными скобками — [[ ]]; - Знаки [ и ] показывают повреждённую часть таблички; - Дефис перед квадратными скобками говорит о том, что слово не закончено и далее идёт восстановленный текст; - Если дефис стоит внутри квадратных скобок, то часть слова восстановлена по его остатку; - Уменьшение размера шрифта обозначается дробью — /, а увеличение двойной дробью — //; - Знаки, написанные в виде маленькой пометки на отдельной строке обозначаются знаками гереш по обе стороны, например 'e-ko'; - Слоги и цифры с точкой (ṭị и 3̣) — это предполагаемые знаки, которые были реконструированы по сохранившемуся контексту; - Идеограммы обозначаются краткими аббревиатурами заглавными латинскими буквами — VAS, GAL, VIR ...; - Слоги, использующиеся как идеограммы, пишутся через заглавные буквы - SA, NI, SU ... - Идеограммы, употребляемые вместе с другими идеограммами или слогами, и образующие монограмму пишутся через плюс — SUS+SI; - Vacat — пустая строчка; - Vestigia — не опознанные следы. Примечания: 1. 2. 3. 4. 5. 6. 7. 8. 9. 10. 11. 12. |                     |                     |                     |

| Табличка KN Ra 1548 | Табличка KN Ra 1548 | Табличка KN Ra 1548 | Табличка KN Ra 1548 |
| Фотография и пропись надписи |                     |                     |                     |
| --- | ------------------- | ------------------- | ------------------- |
| |                     |                     |                     |
| Транслитерация |                     |                     |                     |
| .a de-so-mo .b ku-ka-ro / pi-ri-je-te pa-ka-na a-ra-ru-wo-a PUG 3 |                     |                     |                     |
| Перевод |                     |                     |                     |
| .a ремнями .b ku-ka-ro / ножовщик кинжалы снабжённые PUG 3 |                     |                     |                     |
| Правила чтения транслитерации: - Нумерация строк с большими слогами, которые вмещают в себя несколько меньших строк, обозначаются заглавными латинскими буквами (.A, .B, .C, ...); - Нумерация строк, не разделённых на более мелкие строки, обозначаются строчными латинскими буквами (.a, .b, .c ...); - Нумерация граней происходит греческими буквами (.α, .β, .γ ...); - Знаки не имеющие латинской транскрипции передачи звуков (не дешифрованные знаки) обозначаются звёздочкой и порядковым номером в силлабарии — *164; - Запятая показывает разделитель слов; - Дефис разделяет слоги; - Следы неполного стирания знаков обозначаются двойными скобками — [[ ]]; - Знаки [ и ] показывают повреждённую часть таблички; - Дефис перед квадратными скобками говорит о том, что слово не закончено и далее идёт восстановленный текст; - Если дефис стоит внутри квадратных скобок, то часть слова восстановлена по его остатку; - Уменьшение размера шрифта обозначается дробью — /, а увеличение двойной дробью — //; - Знаки, написанные в виде маленькой пометки на отдельной строке обозначаются знаками гереш по обе стороны, например 'e-ko'; - Слоги и цифры с точкой (ṭị и 3̣) — это предполагаемые знаки, которые были реконструированы по сохранившемуся контексту; - Идеограммы обозначаются краткими аббревиатурами заглавными латинскими буквами — VAS, GAL, VIR ...; - Слоги, использующиеся как идеограммы, пишутся через заглавные буквы - SA, NI, SU ... - Идеограммы, употребляемые вместе с другими идеограммами или слогами, и образующие монограмму пишутся через плюс — SUS+SI; - Vacat — пустая строчка; - Vestigia — не опознанные следы. Примечания: 1. 2. 3. 4. 5. 6. 7. 8. 9. 10. 11. |                     |                     |                     |

Табличка PY Ta 716
| Табличка PY Ta 716 | Табличка PY Ta 716 | Табличка PY Ta 716 | Табличка PY Ta 716 |
| Фотография |                    |                    |                    |
| --- | ------------------ | ------------------ | ------------------ |
| |                    |                    |                    |
| Пропись надписи |                    |                    |                    |
| |                    |                    |                    |
| Транслитерация |                    |                    |                    |
| .1 pa-sa-ro , ku-ru-so , a-pi , to-ni-jo 2 wa-o *232 2 .2 qi-si-pe-e *234 2 |                    |                    |                    |
| Перевод Вентриса и Чедвика |                    |                    |                    |
| .1 штырь , золотой , отовсюду , закруглённый 2 wa-o *232 2 .2 мечей *234 2 |                    |                    |                    |
| Перевод Палмера |                    |                    |                    |
| .1 цепь , золотая , двухниточная 2 двойной топор *232 2 .2 мечей *234 2 |                    |                    |                    |
| Правила чтения транслитерации: - Запятая показывает разделитель слов; - Дефис разделяет слоги; - Знаки [ и ] показывают повреждённую часть таблички; - Слоги и цифры с точкой (ṭị и 3̣) — это предполагаемые знаки, которые были реконструированы по сохранившемуся контексту; - Знаки ⌞ и ⌟ поставлены на место предполагаемого знака разделения слов (вертикальной черты в табличках); - Дефис перед квадратными скобками говорит о том, что слово не закончено и далее идёт восстановленный текст; - Если дефис стоит внутри квадратных скобок, то начало слова восстановлено по его остатку; - Vacant — пустая строчка. Примечания: 1. 2. 3. 4. 5. 6. 7. 8. 9. 10. 11. 12. 13. 14. |                    |                    |                    |

Табличка Ta 716, как и вся серия Ta, была найдена в одной комнате, в Дворце Нестора, в Мессении, на Пелопоннесе. Трактовка этой таблички затруднительна из-за малого объёма текста в ней, возможных допущенных ошибок и наличия редко употребляемых слов, и на данный момент нет окончательного мнения о смысле текста этой таблички. Серия табличек Ta из Дворца Нестора (PY Ta) содержит опись (ревизию) мебели и посуды. Табличка Ta 716 своим содержанием отличается от всей серии.
Вентрис и Чедвик в целом рассматривают всю серию табличек PY Ta как опись мебели и посуды в царской приёмной во дворце Нестора. Касаемо таблички Ta 716, Вентрис и Чедвик в своём труде предполагают, что речь идёт о двух мечах позднеминойского периода II (1425/1440 — 1390 гг. до н. э.), предназначенных, возможно, в качестве подарка, намекая на микенские мечи типа CI и CII. Мечи типа CI и CII имеют "рога" (выросты) по обе стороны рукоятки, из-за этого мечи такого типа называют "рогатыми" мечами (смотрите изображения справа). 
Знаки первой строки по размеру меньше чем знаки второй строки. Вентрис и Чедвик в связи с этим предполагают, что в первой строке речь идёт об описании указанных мечей, а не перечень отдельных предметов.
Слово pa-sa-ro ими трактуется как гомеровское πάσσαλος. Это слово у Гомера обозначает штырь или гвоздь, на котором хранились вещи в подвешенном состоянии. Производные от этого слова глаголы πασσαλεύω и πατταλεύω - прибивать, пригвождать, вонзать и глагол πήγνυμι - вонзать, всаживать, втыкать, вбивать, сплачивать, сколачивать и т. д. проясняют конструкцию, описанную в табличке.
В соответствии с находками "рогатых" микенских мечей рукоятка (черенок) эфес и лезвие меча были единым целым (смотрите изображения справа). Сам эфес был сформирован двумя отростками по обе стороны от рукоятки, защищая руку воина от соскальзывания вражеского меча вдоль меча самого воина. Рукоятка и эфес могли иметь борт по периметру от лезвия вплоть до навершия рукояти. На рукоятку с обеих сторон, в пространство между бортами могли накладываться пластинки из золота (или позолоченные), хрусталя, фаянса и слоновой кости, а также, предположительно, состоящие из более дешёвых материалов, подверженных гниению в земле. Крепление пластинок осуществлялось заклёпками. Две заклёпки на уровне отростков с обеих сторон прикрепляли отдельные от остальной рукоятки пластины. Оставшиеся заклёпки внутри рукояти прикрепляли другие пластинки. Количество заклёпок внутри рукоятки почти всегда равно трём. Черенок рукояти оканчивался зауженной проушиной с прерыванием борта. На проушину надевалось навершие из слоновой кости с отверстием, в которое вставлялся штифт. Штифт, проходя через отверстие в проушине, скреплял навершие с рукоятью. Для закрепления самого штифта расклёпывали его концы с обеих сторон.
Слово ku-ru-so Вентрис и Чедвик трактуют как прилагательное золотой. В соответствии с находками позднеминойских и микенских мечей и кинжалов сами заклёпки из золота не изготавливались, лишь только шляпки заклёпок покрывались позолотой. Из текста таблички не ясно, речь идёт об двух головках одной заклёпки или о двух головках разных заклёпок.
Слова a-pi , to-ni-jo у Вентриса и Чедвика вызвали затруднения в трактовке. Слово a-pi уверено переводится как предлог ἀμφί - кругом, вокруг, отовсюду, около и т. д.; или как приставка ἀμφι- - приставка со значением обоюдности, двойственности, движения вокруг чего-либо. Слово to-ni-jo ими трактуется как существительное τόρμος, τορμίον - просверленное отверстие или стержень, колышек, шип; или στόμιον - отверстие, замочная скважина и т. д. Эта трактовка сомнительная из-за того, что ахейцы на письме различали слоги, начинающиеся на n- и m-. Если читать эти слова как одно слово, разделённое по ошибке, (микенск. a-pi-to-ni-jo, amphitornios), то оно может быть сопоставлено с прилагательным ἀμφίτορνος - отовсюду закруглённый.
Следующее слово wa-o, по мнению Вентриса и Чедвика, не может быть интерпретировано как существительное ἄορ - меч (про оружие ахейцев в Илиаде смотрите выше) из-за этимологии, которая, предположительно, возводит ἄορ к *awor или *n̥sor, и отсутствия у слова окончания двойственного числа. Также в пользу этого говорит личное мужское имя жреца a-o-ri-me-ne, зафиксированное в табличке PY Qa 1296. Если слово ἄορ было составной частью этого имени, то ахейцы на письме передавали его именно как a-o-r-. Если допустить, что wa-o действительно обозначает двойной топор, то слово это может иметь минойское происхождение, так как это слово никак не соотносится со словом λάβρυς, обозначающим у древних греков обоюдоострый топор, так как это слово имеет карийско-лидийское происхождение.
Слово wa-o может быть неправильным написанием слова wālō или wallō, что соотносится с глаголом ἥλω - попался или соскочил и со словом ἧλος - гвоздь. Слово ἧλος имеет производный эпитет ἀργυρόηλος - среброгвоздный. Данное слово употребляется в Илиаде применительно к кинжалам (φάσγανον) и мечам (ξίφος) и описывает крепление лезвия и рукояти с помощью серебряных заклёпок (гвоздей). Про колюще-рубящее оружие в Илиаде смотрите выше. Несмотря на всё, выше изложенное, слово wa-o до сих пор не имеет окончательной общепризнанной трактовки.
Идеограмма *232, возможно, не является обозначением двойного топора из-за отсутствия соответствующего контекста в табличке. Само изображение идеограммы *232 не соотносится с находками двойных топоров из-за различия в форме. Данная идеограмма кроме таблички PY Ta 716 нигде больше не встречается. Вентрис и Чедвик предполагают, что эта идеограмма обозначает заклёпку в разрезе, что соотносится с находками (смотрите изображения справа и описание конструкции выше). Возможно в табличке идёт речь о креплении рукояти двумя большими золотыми штифтами и двумя простыми заклёпками поменьше.
Слово qi-si-pe-e (qusiphee) во второй строчке интерпретируется ими как ξίφος в двойственном числе, что переводится на русский язык как "два меча" или "двое мечей". Сочетание слогов, начинающихся на q- и s- как эквивалент /ks/ в слове ξίφος удивителен и не имеет других примеров использования. Как правило, /ks/ в линейном письме Б передаётся слогами, начинающихся на k- и s-. Например, в слове a3-ka-sa-ma (aiksmans) - наконечники (стрел и копий), /ks/ передаётся через слоги ka-sa; а в слове a-ko-so-ne (aksones) - оси, /ks/ передаётся через слоги ko-so.
Идеограмма *234 во второй строке повреждена трещиной на поверхности таблички. По-видимому, это изображение меча или кинжала, а не логограмма ZE, которая обозначает пару каких-либо предметов; потому что свойственные горизонтальные штрихи для ZE на поверхности отсутствуют.
Мечи вряд ли считались парами, потому что если бы во второй строке было бы указано две пары мечей, то вместо двойственного числа (микенск. qi-si-pe-e, qusiphee) было бы употреблено множественное число (микенск. qi-si-pe-a2). При этом использование двойственного числа слов при обозначении ZE не строгое и зафиксированы отдельные случаи использования единственного и множественного чисел.
Палмер, в свою очередь, параллельно производил свою интерпретацию табличек линейного письма Б. В своём труде Палмер рассматривает таблички серии Ta как опись предметов, предназначенных для ритуального сожжения или захоронения вместе с телом по случаю смерти члена царской семьи или иной знати. По Палмеру табличка Ta 716 является закономерной частью серии, описывающей погребальную утварь. В самой табличке говорится о цепи, двух мечах и двух вотивных двойных топорах.
Изначально слова pa-sa-ro , ku-ru-so Палмер интерпретировал как золотые штифты (заклёпки), которые скрепляли лезвие и рукоятку мечей. Палмер поделился своими мыслями с Вентрисом и Чедвиком и эта трактовка попала в их труд. Позже Палмер отверг эту трактовку и более подробно рассмотрел это словосочетание. Палмер заметил, что маловероятно, чтобы отдельная часть описываемого предмета была учтена отдельно. Тексты в табличках линейного письма Б, в основном, шаблонные и пишутся в строгом порядке. Сначала идёт описываемый предмет, а потом указывается эпитет или какое-то более подробное описание к нему. Палмер приводит пример таблички KN Ra 1548, где написано pa-ka-na , a-ra-ru-wo-a , de-so-mo, что переводится как "кинжал, снабжённый ремнём". Ещё один аргумент против трактовки Вентриса с Чедвика Палмер приводит, рассматривая сопоставление слогов, начинающихся на z-, в более поздних формах древнегреческого языка. Палмер утверждает, что в словах πάσσαλος и πάτταλος слоги -σσα- и -ττα- сопоставляются со слогом /kja/ в микенском языке, который передаётся в линейном письме Б как za-. То есть, слова πάσσαλος и πάτταλος < *pa-za-ro (*pakjalos). В пример он приводит такие слова, как za-we-te, что переводится как "этого года": микен. za-we-te > арх. κιάϝετες > атт. τῆτες, дор. σᾶτες и микен. su-za (sukiai) > др.-греч. συκέαι (смоковницы). Палмер также добавляет, что слово πάσσαλος употреблялось только в значении деревянного колышка, но не заклёпки. Отвергнув трактовку Вентриса и Чедвика, Палмер соотносит слоги pa-sa- как передачу звука /ps/, а само слово pa-sa-ro приравнивает к слову ψάλιον, что означает цепь. Эта трактовка не противоречит следующему слову ku-ru-so. По Палмеру, слово ku-ru-so означает "золотой".
Слова a-pi , to-ni-jo Палмер в соответствии с изначальным толкованием слова pa-sa-ro трактовал их как "вокруг рукояти", но когда он изменил трактовку слова pa-sa-ro, отвергнул и эту трактовку. Как рассуждал Палмер, само словосочетание не должно противоречить предшествующим словам. Палмер рассматривал эти слова как одно, из-за имеющейся регулярной практики писца и автора этой серии табличек писать морфемы слова через разделитель слов. Слово a-pi Палмер трактует именно как приставку ἀμφι- - приставка со значением обоюдности, двойственности, движения вокруг чего-либо, а слово to-ni-jo трактует как уменьшительное τόνιον от слова τόνος - бечёвка, верёвка, канат, что в итоге трактуется как "(цепь) двухниточная".
Во второй строке Палмер уверено интерпретирует qi-si-pe-e как др.-греч. ξίφος в двойственном числе (перевод на русский - "два меча" или "двое мечей"). Аномальность сопоставления слогов, начинающихся с q- и s-, с /ks/ в более поздней форме Палмер объясняет изначальным заимствованием этих двух форм слова сначала в микенский, а потом в древнегреческий языки. Об передачи /ks/ в микенском языке смотрите выше.
Из-за имеющегося повреждения таблички идеограмма *234 по мнению Палмера тождественна идеограмме *233 PUG (у Палмера SWORD), которая изображает оружие, напоминающее рапиру.
Единственное слово, которое не поддаётся Палмеру в трактовке, это слово wa-o. Палмер связывает это слово с последующей идеограммой *232, которая по Палмеру, означает двойной топор. Палмер категорически отвергает трактовку Вентриса и Чедвика, которая объясняет идеограмму *232 как поперечное изображение заклёпки, а табличку PY Ta 716, как описание подарков знатному гостю. Палмер утверждает, что ошибочная трактовка идеограммы *232 Вентрисом и Чедвиком была вызвана случайным совпадением их трактовки с имеющимися археологическими находками. В подтверждение своего толкования Палмер возвращается к рассмотрению контекста самой серии PY Ta. Палмер заявляет, что данная серия была написана по случаю захоронения важной персоны и табличка PY Ta 716 не противоречит остальным табличкам в серии.
Палмер объясняет, что в рамках предполагаемого погребения мечи, цепочки и вотивные двойные топоры характерны и типичны для минойских и микенских погребений. К примеру, два миниатюрных двойных топора с золотыми рукоятками были найдены в шахтовой гробнице IV, в погребальном круге А, в Микенах. Там же были найдены вотивные двойные топоры из золотой фольги (смотрите фотографию справа). Также Палмер ссылается на статью Деонны, характеризующую изображения двойных топоров и вотивные предметы в виде двойных топоров сопутствующими атрибутами погребения и оберегами живых и мёртвых. Деонна пишет, что минойцы выкапывали гробницы в форме двойного топора, а при погребении вотивные маленькие двойные топоры раскладывались  в гробнице; погребальная утварь также помечалась знаками двойных топоров. По мнению Деонна, данная практика была перенята ахейцами у догреческих предшественников. Также ярким примером символической связи двойного топора с погребением выступает минойский саркофаг из Агия-Триады, на острове Крит (фотография справа).
Мебель, которая была зафиксирована в серии PY Ta, Палмеру трудно объяснить археологическими находками. В соответствии с толкованием Палмера таблички PY Ta 711, открывающей саму серию, опись проводилась человеком, назначенным самим ванактом, хоронящим некоего  da-mo-ko-ro, отсюда следует, что похороны проводились в отношении знатного человека или же члена царской семьи. Палмер предполагает, ссылаясь на Милонаса, что такие крупные толосы как Сокровищница Атрея использовались как хранилища ценного имущества и опись могла быть произведена при перезахоронении. Палмер не сомневается, что само перезахоронение проводилось с присущим торжественным размахом, который косвенно и объясняет большие разнообразие и объём погребальной утвари.
Проблема этого объяснения заключается в отсутствии в Мессении самих толосов, подобных толосам из могильного комплекса вокруг Микен, и отсутствии нетронутого погребального набора в известных толосах. Все обнаруженные толосы были разграблены как в Арголиде, так и в Мессении. В соответствии с уцелевшими остатками погребальной утвари найденные толосы в Мессении датируются древнее Дворца Нестора.
Однако, в 1956 году в рамках греко-американских раскопок под руководством Спиридона Маринатоса в Мессении, в местечке под названием Рутсис, к востоку от городка Хора и к северо-востоку от деревни Мирсинохори были обнаружены два толоса. Первый толос был разрушен и разграблен, второй же толос также был разрушен, но не был разорён. Оказалось, что через некоторое время после строительства второй толос обвалился, сохранив погребальную утварь от мародёров. В этом толосе были три приямка для тел, внутри и возле них были найдены разбитая посуда (кубки, горшки и амфоры), ожерелья из резных камней стекла и янтаря, шкатулка из слоновой кости по типу пиксиды, обсидиановые и бронзовые наконечники для стрел, копья, дюжина мечей и кинжалов, два из которых гравированных с миниатюрами, изготовленными насечкой (фотография внизу), россыпь золотых пуговиц от пояса или ремня для одного из кинжалов, бронзовое зеркало, резные геммы, а также погребальные треножные жаровни и кочерги к ним. Внутри дромоса (коридора перед входом в толос) был найден медный двойной топор. Все предметы, найденные в толосе Маринатос связывает с погребальным обрядом. Также Маринатос установил, что до обрушения в втором толосе несколько раз производили перезахоронение, а сам толос простоял примерно 60-70 лет. Датировка строительства второго толоса им установлена в период 1500-1400 гг. до н. э., что древнее строительства Дворца Нестора.
Фигурирующая в серии PY Ta погребальные утварь, блюда и посуда максимально широко и подробно представленны в гробницах камерного типа могильника Зафер-Папура, к северу от Кносса, на острове Крит (смотрите рисунки внизу). Данный могильник был откопан экспедицией под руководством Артура Эванса на рубеже XIX и XX веков. Совокупность археологических данных сильно укрепляет версию Палмера об подготовке к погребению, но она не объясняет упоминающуюся в табличках мебель. Все предметы, а именно оружие, погребальные жаровни, треножники, амфоры и прочая посуда имеются как в табличках серии PY Ta, так и в микенских гробницах. Только лишь мебель (столы, стулья и пуфы под ноги) ни разу не были найдены где-либо, касаемо микенской культуры.
Палмер не сомневается, что погребение завершалось погребальным пиром. В связи с этим Палмер обращается к Илиаде. После смерти любимого друга Ахиллеса - Патрокла, Ахиллес и мирмидонцы сначала оплакивали Патрокла, потом проводили шествие на колесницах вокруг тела Патрокла, а затем сели за поминальный ужин (др.-греч. αὐτὰρ ὃ τοῖσι τάφον μενοεικέα δαίνυ). Палмер рассуждает, если необходимо провести такой ужин, то для этого необходимы столы, стулья и кухонная утварь.
- Инкрустированные кинжалы из толоса №2, найденные в местечке Рутсис, Мессения, Пелопоннес.
- Погребальная утварь, найденная в камерной гробнице[англ.] номер 14 в могильнике Зафер-Папура, на Крите.
- План камерной гробницы[англ.] номер 14 в могильнике Зафер-Папура, на Крите.

| |                            |
| Транслитерация | Перевод                    |
| .α JAC .β o-pa .γ pa-ta-ja | .α JAC .β налог .γ дротики |
| Правила чтения транслитерации: - Нумерация строк с большими слогами, которые вмещают в себя несколько меньших строк, обозначаются заглавными латинскими буквами (.A, .B, .C, ...); - Нумерация строк, не разделённых на более мелкие строки, обозначаются строчными латинскими буквами (.a, .b, .c ...); - Нумерация граней происходит греческими буквами (.α, .β, .γ ...); - Знаки не имеющие латинской транскрипции передачи звуков (не дешифрованные знаки) обозначаются звёздочкой и порядковым номером в силлабарии — *164; - Запятая показывает разделитель слов; - Дефис разделяет слоги; - Следы неполного стирания знаков обозначаются двойными скобками — [[ ]]; - Знаки [ и ] показывают повреждённую часть таблички; - Дефис перед квадратными скобками говорит о том, что слово не закончено и далее идёт восстановленный текст; - Если дефис стоит внутри квадратных скобок, то часть слова восстановлена по его остатку; - Уменьшение размера шрифта обозначается дробью — /, а увеличение двойной дробью — //; - Знаки, написанные в виде маленькой пометки на отдельной строке обозначаются знаками гереш по обе стороны, например 'e-ko'; - Слоги и цифры с точкой (ṭị и 3̣) — это предполагаемые знаки, которые были реконструированы по сохранившемуся контексту; - Идеограммы обозначаются краткими аббревиатурами заглавными латинскими буквами — VAS, GAL, VIR ...; - Слоги, использующиеся как идеограммы, пишутся через заглавные буквы - SA, NI, SU ... - Идеограммы, употребляемые вместе с другими идеограммами или слогами, и образующие монограмму пишутся через плюс — SUS+SI; - Vacat — пустая строчка; - Vestigia — не опознанные следы. Примечания: 1. 2. 3. 4. 5. 6. 7. |                            |

| |                             |
| Транслитерация | Перевод                     |
| .1 ] SAG 6010 .2 ] SAG 2630 | .1 ] SAG 6010 .2 ] SAG 2630 |
| Правила чтения транслитерации: - Нумерация строк с большими слогами, которые вмещают в себя несколько меньших строк, обозначаются заглавными латинскими буквами (.A, .B, .C, ...); - Нумерация строк, не разделённых на более мелкие строки, обозначаются строчными латинскими буквами (.a, .b, .c ...); - Нумерация граней происходит греческими буквами (.α, .β, .γ ...); - Знаки не имеющие латинской транскрипции передачи звуков (не дешифрованные знаки) обозначаются звёздочкой и порядковым номером в силлабарии — *164; - Запятая показывает разделитель слов; - Дефис разделяет слоги; - Следы неполного стирания знаков обозначаются двойными скобками — [[ ]]; - Знаки [ и ] показывают повреждённую часть таблички; - Дефис перед квадратными скобками говорит о том, что слово не закончено и далее идёт восстановленный текст; - Если дефис стоит внутри квадратных скобок, то часть слова восстановлена по его остатку; - Уменьшение размера шрифта обозначается дробью — /, а увеличение двойной дробью — //; - Знаки, написанные в виде маленькой пометки на отдельной строке обозначаются знаками гереш по обе стороны, например 'e-ko'; - Слоги и цифры с точкой (ṭị и 3̣) — это предполагаемые знаки, которые были реконструированы по сохранившемуся контексту; - Идеограммы обозначаются краткими аббревиатурами заглавными латинскими буквами — VAS, GAL, VIR ...; - Слоги, использующиеся как идеограммы, пишутся через заглавные буквы - SA, NI, SU ... - Идеограммы, употребляемые вместе с другими идеограммами или слогами, и образующие монограмму пишутся через плюс — SUS+SI; - Vacat — пустая строчка; - Vestigia — не опознанные следы. Примечания: 1. 2. 3. 4. 5. 6. 7. 8. |                             |

### Доспехи
| | |
| Транслитерация | Перевод                                                                                             |
| .A qe-ro2 2 e-po-mi-jo 2 / o-pa-wo[-ta .Ba o-pa-wo-ta 2 [ .Bb to-ra / ko-ru GAL 1 o-pi-ko-ru-si-ja 2 pa-ra-wa[-jo 2 | .A наручи 2 наплечники 2 / пластины .Ba пластины 2 [ .Bb to-ra / шлем GAL 1 нашлемные 2 нащёчники 2 |
| Правила чтения транслитерации: - Нумерация строк с большими слогами, которые вмещают в себя несколько меньших строк, обозначаются заглавными латинскими буквами (.A, .B, .C, ...); - Нумерация строк, не разделённых на более мелкие строки, обозначаются строчными латинскими буквами (.a, .b, .c ...); - Нумерация граней происходит греческими буквами (.α, .β, .γ ...); - Знаки не имеющие латинской транскрипции передачи звуков (не дешифрованные знаки) обозначаются звёздочкой и порядковым номером в силлабарии — *164; - Запятая показывает разделитель слов; - Дефис разделяет слоги; - Следы неполного стирания знаков обозначаются двойными скобками — [[ ]]; - Знаки [ и ] показывают повреждённую часть таблички; - Дефис перед квадратными скобками говорит о том, что слово не закончено и далее идёт восстановленный текст; - Если дефис стоит внутри квадратных скобок, то часть слова восстановлена по его остатку; - Уменьшение размера шрифта обозначается дробью — /, а увеличение двойной дробью — //; - Знаки, написанные в виде маленькой пометки на отдельной строке обозначаются знаками гереш по обе стороны, например 'e-ko'; - Слоги и цифры с точкой (ṭị и 3̣) — это предполагаемые знаки, которые были реконструированы по сохранившемуся контексту; - Идеограммы обозначаются краткими аббревиатурами заглавными латинскими буквами — VAS, GAL, VIR ...; - Слоги, использующиеся как идеограммы, пишутся через заглавные буквы - SA, NI, SU ... - Идеограммы, употребляемые вместе с другими идеограммами или слогами, и образующие монограмму пишутся через плюс — SUS+SI; - Vacat — пустая строчка; - Vestigia — не опознанные следы. Примечания: 1. 2. 3. 4. 5. 6. 7. 8. | |

| |                                                                           |
| Транслитерация | Перевод                                                                   |
| .A qe-ro2 ]2 e-po-mi-jo 2̣ [ .Ba o-pa-wo-ta 2 [ .Bb ko-]̣rụ GAL 1 o-pi-ko-ru-ṣị-j̣ạ 2̣ [ | .A наручи ]2 наплечники 2̣ [ .Ba пластины 2 [ .Bb шлем GAL 1 нашлемные 2̣ [ |
| Правила чтения транслитерации: - Нумерация строк с большими слогами, которые вмещают в себя несколько меньших строк, обозначаются заглавными латинскими буквами (.A, .B, .C, ...); - Нумерация строк, не разделённых на более мелкие строки, обозначаются строчными латинскими буквами (.a, .b, .c ...); - Нумерация граней происходит греческими буквами (.α, .β, .γ ...); - Знаки не имеющие латинской транскрипции передачи звуков (не дешифрованные знаки) обозначаются звёздочкой и порядковым номером в силлабарии — *164; - Запятая показывает разделитель слов; - Дефис разделяет слоги; - Следы неполного стирания знаков обозначаются двойными скобками — [[ ]]; - Знаки [ и ] показывают повреждённую часть таблички; - Дефис перед квадратными скобками говорит о том, что слово не закончено и далее идёт восстановленный текст; - Если дефис стоит внутри квадратных скобок, то часть слова восстановлена по его остатку; - Уменьшение размера шрифта обозначается дробью — /, а увеличение двойной дробью — //; - Знаки, написанные в виде маленькой пометки на отдельной строке обозначаются знаками гереш по обе стороны, например 'e-ko'; - Слоги и цифры с точкой (ṭị и 3̣) — это предполагаемые знаки, которые были реконструированы по сохранившемуся контексту; - Идеограммы обозначаются краткими аббревиатурами заглавными латинскими буквами — VAS, GAL, VIR ...; - Слоги, использующиеся как идеограммы, пишутся через заглавные буквы - SA, NI, SU ... - Идеограммы, употребляемые вместе с другими идеограммами или слогами, и образующие монограмму пишутся через плюс — SUS+SI; - Vacat — пустая строчка; - Vestigia — не опознанные следы. Примечания: 1. 2. 3. 4. 5. 6. 7. |                                                                           |

| Табличка PY Sh 743 | Табличка PY Sh 743 | Табличка PY Sh 743 | Табличка PY Sh 743 |
| Пропись надписи |                    |                    |                    |
| --- | ------------------ | ------------------ | ------------------ |
| |                    |                    |                    |
| Транслитерация |                    |                    |                    |
| ARM 1 me-zo-a2 O 20 me-u-jo-a2 O 10 ko-ru-to O 4̣ P̣Ạ 2 |                    |                    |                    |
| Перевод |                    |                    |                    |
| ARM 1 крупные пластины 20 меньшие пластины 10 (для) шлема пластины 4̣ нащёчники 2 |                    |                    |                    |
| Правила чтения транслитерации: - Запятая показывает разделитель слов; - Дефис разделяет слоги; - Знаки [ и ] показывают повреждённую часть таблички; - Слоги и цифры с точкой (ṭị и 3̣) — это предполагаемые знаки, которые были реконструированы по сохранившемуся контексту; - Знаки ⌞ и ⌟ поставлены на место предполагаемого знака разделения слов (вертикальной черты в табличках); - Дефис перед квадратными скобками говорит о том, что слово не закончено и далее идёт восстановленный текст; - Если дефис стоит внутри квадратных скобок, то начало слова восстановлено по его остатку; - Vacant — пустая строчка. Примечания: 1. 2. 3. 4. 5. 6. 7. 8. 9. |                    |                    |                    |

### Колесницы
| |                                  |
| Транслитерация | Перевод                          |
| o-pi-ri-mi-ni-jo TUN 1̣ BIG 1 EQU ẒẸ[ | Опилимниос TUN 1̣ BIG 1 EQU пара[ |
| Правила чтения транслитерации: - Нумерация строк с большими слогами, которые вмещают в себя несколько меньших строк, обозначаются заглавными латинскими буквами (.A, .B, .C, ...); - Нумерация строк, не разделённых на более мелкие строки, обозначаются строчными латинскими буквами (.a, .b, .c ...); - Нумерация граней происходит греческими буквами (.α, .β, .γ ...); - Знаки не имеющие латинской транскрипции передачи звуков (не дешифрованные знаки) обозначаются звёздочкой и порядковым номером в силлабарии — *164; - Запятая показывает разделитель слов; - Дефис разделяет слоги; - Следы неполного стирания знаков обозначаются двойными скобками — [[ ]]; - Знаки [ и ] показывают повреждённую часть таблички; - Дефис перед квадратными скобками говорит о том, что слово не закончено и далее идёт восстановленный текст; - Если дефис стоит внутри квадратных скобок, то часть слова восстановлена по его остатку; - Уменьшение размера шрифта обозначается дробью — /, а увеличение двойной дробью — //; - Знаки, написанные в виде маленькой пометки на отдельной строке обозначаются знаками гереш по обе стороны, например 'e-ko'; - Слоги и цифры с точкой (ṭị и 3̣) — это предполагаемые знаки, которые были реконструированы по сохранившемуся контексту; - Идеограммы обозначаются краткими аббревиатурами заглавными латинскими буквами — VAS, GAL, VIR ...; - Слоги, использующиеся как идеограммы, пишутся через заглавные буквы - SA, NI, SU ... - Идеограммы, употребляемые вместе с другими идеограммами или слогами, и образующие монограмму пишутся через плюс — SUS+SI; - Vacat — пустая строчка; - Vestigia — не опознанные следы. Примечания: 1. 2. 3. 4. 5. 6. 7. 8. 9. 10. |                                  |

| |                                      |
| Транслитерация | Перевод                              |
| ti-ri-jo-qa BIG 1 TUN 1̣ EQU 1 'e-ko 1' | Триоквас BIG 1 TUN 1̣ EQU 1 'копьё 1' |
| Правила чтения транслитерации: - Нумерация строк с большими слогами, которые вмещают в себя несколько меньших строк, обозначаются заглавными латинскими буквами (.A, .B, .C, ...); - Нумерация строк, не разделённых на более мелкие строки, обозначаются строчными латинскими буквами (.a, .b, .c ...); - Нумерация граней происходит греческими буквами (.α, .β, .γ ...); - Знаки не имеющие латинской транскрипции передачи звуков (не дешифрованные знаки) обозначаются звёздочкой и порядковым номером в силлабарии — *164; - Запятая показывает разделитель слов; - Дефис разделяет слоги; - Следы неполного стирания знаков обозначаются двойными скобками — [[ ]]; - Знаки [ и ] показывают повреждённую часть таблички; - Дефис перед квадратными скобками говорит о том, что слово не закончено и далее идёт восстановленный текст; - Если дефис стоит внутри квадратных скобок, то часть слова восстановлена по его остатку; - Уменьшение размера шрифта обозначается дробью — /, а увеличение двойной дробью — //; - Знаки, написанные в виде маленькой пометки на отдельной строке обозначаются знаками гереш по обе стороны, например 'e-ko'; - Слоги и цифры с точкой (ṭị и 3̣) — это предполагаемые знаки, которые были реконструированы по сохранившемуся контексту; - Идеограммы обозначаются краткими аббревиатурами заглавными латинскими буквами — VAS, GAL, VIR ...; - Слоги, использующиеся как идеограммы, пишутся через заглавные буквы - SA, NI, SU ... - Идеограммы, употребляемые вместе с другими идеограммами или слогами, и образующие монограмму пишутся через плюс — SUS+SI; - Vacat — пустая строчка; - Vestigia — не опознанные следы. Примечания: 1. 2. 3. 4. 5. 6. 7. 8. 9. 10. |                                      |

| |                                   |
| Транслитерация | Перевод                           |
| ]TUN BIG 1 EQU MO 1 | ]TUN BIG 1 EQU единственный(ая) 1 |
| Правила чтения транслитерации: - Нумерация строк с большими слогами, которые вмещают в себя несколько меньших строк, обозначаются заглавными латинскими буквами (.A, .B, .C, ...); - Нумерация строк, не разделённых на более мелкие строки, обозначаются строчными латинскими буквами (.a, .b, .c ...); - Нумерация граней происходит греческими буквами (.α, .β, .γ ...); - Знаки не имеющие латинской транскрипции передачи звуков (не дешифрованные знаки) обозначаются звёздочкой и порядковым номером в силлабарии — *164; - Запятая показывает разделитель слов; - Дефис разделяет слоги; - Следы неполного стирания знаков обозначаются двойными скобками — [[ ]]; - Знаки [ и ] показывают повреждённую часть таблички; - Дефис перед квадратными скобками говорит о том, что слово не закончено и далее идёт восстановленный текст; - Если дефис стоит внутри квадратных скобок, то часть слова восстановлена по его остатку; - Уменьшение размера шрифта обозначается дробью — /, а увеличение двойной дробью — //; - Знаки, написанные в виде маленькой пометки на отдельной строке обозначаются знаками гереш по обе стороны, например 'e-ko'; - Слоги и цифры с точкой (ṭị и 3̣) — это предполагаемые знаки, которые были реконструированы по сохранившемуся контексту; - Идеограммы обозначаются краткими аббревиатурами заглавными латинскими буквами — VAS, GAL, VIR ...; - Слоги, использующиеся как идеограммы, пишутся через заглавные буквы - SA, NI, SU ... - Идеограммы, употребляемые вместе с другими идеограммами или слогами, и образующие монограмму пишутся через плюс — SUS+SI; - Vacat — пустая строчка; - Vestigia — не опознанные следы. Примечания: 1. 2. 3. 4. 5. 6. 7. 8. 9. |                                   |

| | |
| Транслитерация | Перевод |
| Аверс: .1 ] CAPS 1̣ 2 [ .2 ] CAPS 21̣ 4 .3 ]-mi-we-te ROTA ZE 21 .4 ] ROTA ZE 8 .5 o-da-]ḳẹ-we-ta ROTA ZE 7 a-mo 1̣ [ .6 ]o-da-ke-we-ta ROTA ZE 172̣ .7 ] vacat Реверс: 176̣ [ | Аверс: .1 ] CAPS 1̣ 2 [ .2 ] CAPS 21̣ 4 .3 с каймой ROTA пара (колёс) 21 .4 ] ROTA пара (колёс) 8 .5 с зубчатым узором ROTA пара (колёс) 7 колесо 1̣ [ .6 с зубчатым узором ROTA пара (колёс) 172̣ .7 ] пустая строка Реверс: 176̣ [ |
| Правила чтения транслитерации: - Нумерация строк с большими слогами, которые вмещают в себя несколько меньших строк, обозначаются заглавными латинскими буквами (.A, .B, .C, ...); - Нумерация строк, не разделённых на более мелкие строки, обозначаются строчными латинскими буквами (.a, .b, .c ...); - Нумерация граней происходит греческими буквами (.α, .β, .γ ...); - Знаки не имеющие латинской транскрипции передачи звуков (не дешифрованные знаки) обозначаются звёздочкой и порядковым номером в силлабарии — *164; - Запятая показывает разделитель слов; - Дефис разделяет слоги; - Следы неполного стирания знаков обозначаются двойными скобками — [[ ]]; - Знаки [ и ] показывают повреждённую часть таблички; - Дефис перед квадратными скобками говорит о том, что слово не закончено и далее идёт восстановленный текст; - Если дефис стоит внутри квадратных скобок, то часть слова восстановлена по его остатку; - Уменьшение размера шрифта обозначается дробью — /, а увеличение двойной дробью — //; - Знаки, написанные в виде маленькой пометки на отдельной строке обозначаются знаками гереш по обе стороны, например 'e-ko'; - Слоги и цифры с точкой (ṭị и 3̣) — это предполагаемые знаки, которые были реконструированы по сохранившемуся контексту; - Идеограммы обозначаются краткими аббревиатурами заглавными латинскими буквами — VAS, GAL, VIR ...; - Слоги, использующиеся как идеограммы, пишутся через заглавные буквы - SA, NI, SU ... - Идеограммы, употребляемые вместе с другими идеограммами или слогами, и образующие монограмму пишутся через плюс — SUS+SI; - Vacat — пустая строчка; - Vestigia — не опознанные следы. Примечания: 1. 2. 3. 4. 5. 6. 7. 8. 9. 10. 11. | |

| |  |
| Транслитерация |  |
| .a ] a-u-qe , a-re-ta-to , o-u-qe , pte-no , o-u-qe , au-ro , o-u-qe , 'pe-qa-to' CUR[ .b ]ị-qi-ja , / a-ra-ro-mo-te-me-na , po-ni-ki-ja , o-u-qe , a-ni-ja , po-si , [ |  |
| Перевод |  |
| .a ] и нет , a-re-ta-to , и нет , pte-no , и нет , втулок , и нет , 'подножка' CUR[ .b ]колесница , / полностью оснащённая , пурпурная , и нет , сбруя , присоединённая , [ |  |
| Правила чтения транслитерации: - Нумерация строк с большими слогами, которые вмещают в себя несколько меньших строк, обозначаются заглавными латинскими буквами (.A, .B, .C, ...); - Нумерация строк, не разделённых на более мелкие строки, обозначаются строчными латинскими буквами (.a, .b, .c ...); - Нумерация граней происходит греческими буквами (.α, .β, .γ ...); - Знаки не имеющие латинской транскрипции передачи звуков (не дешифрованные знаки) обозначаются звёздочкой и порядковым номером в силлабарии — *164; - Запятая показывает разделитель слов; - Дефис разделяет слоги; - Следы неполного стирания знаков обозначаются двойными скобками — [[ ]]; - Знаки [ и ] показывают повреждённую часть таблички; - Дефис перед квадратными скобками говорит о том, что слово не закончено и далее идёт восстановленный текст; - Если дефис стоит внутри квадратных скобок, то часть слова восстановлена по его остатку; - Уменьшение размера шрифта обозначается дробью — /, а увеличение двойной дробью — //; - Знаки, написанные в виде маленькой пометки на отдельной строке обозначаются знаками гереш по обе стороны, например 'e-ko'; - Слоги и цифры с точкой (ṭị и 3̣) — это предполагаемые знаки, которые были реконструированы по сохранившемуся контексту; - Идеограммы обозначаются краткими аббревиатурами заглавными латинскими буквами — VAS, GAL, VIR ...; - Слоги, использующиеся как идеограммы, пишутся через заглавные буквы - SA, NI, SU ... - Идеограммы, употребляемые вместе с другими идеограммами или слогами, и образующие монограмму пишутся через плюс — SUS+SI; - Vacat — пустая строчка; - Vestigia — не опознанные следы. Примечания: 1. 2. 3. 4. 5. 6. 7. 8. 9. 10. 11. 12. |  |

### Флот и береговая охрана
Среди кносских табличек не обнаружено упоминания об организации обороны Крита, но такие таблички были найдены в Пилосе. В серии табличек PY An упоминаются гребцы (микенск. e-re-ta, eretai, др.-греч. ἐρέτης, гребец), а именно в табличке PY An 1 говорится о 30 гребцах, направляющихся в Плеврон. Нет твёрдого убеждения что это древнегреческий город эпохи античности в Этолии, просто название топонима очень сильно напоминает античный Плеврон. В табличке An 610 сообщается аж об 569 гребцах, причём сам факт имеющихся повреждений на табличке говорит о бо́льшем числе гребцов. Если взять на вооружение, что у микенцев были пятидесятивёсельные корабли, то этими гребцами можно было бы укомплектовать одиннадцать боевых кораблей. Про корабли у микенцев смотрите в основной статье про микенскую цивилизацию здесь и здесь.
| | |
| Транслитерация | Перевод |
| .1 e-re-ta , pe-re-u-ro-na-de , i-jo-te .2 ro-o-wa VIR 8 .3 ri-jo VIR 5 .4 po-ra-pi VIR 4 .5 te-ta-ra-ne VIR 6 .6 a-po-ne-we VIR 7[ .7 vacant .8 vacant | .1 гребцов , в Плеврон , идущие .2 ro-o-wa VIR 8 .3 Рион VIR 5 .4 po-ra-pi VIR 4 .5 te-ta-ra-ne VIR 6 .6 a-po-ne-we VIR 7[ .7 пустая строчка .8 пустая строчка |
| Правила чтения транслитерации: - Запятая показывает разделитель слов; - Дефис разделяет слоги; - Знаки [ и ] показывают повреждённую часть таблички; - Слоги и цифры с точкой (ṭị и 3̣) — это предполагаемые знаки, которые были реконструированы по сохранившемуся контексту; - Знаки ⌞ и ⌟ поставлены на место предполагаемого знака разделения слов (вертикальной черты в табличках); - Дефис перед квадратными скобками говорит о том, что слово не закончено и далее идёт восстановленный текст; - Если дефис стоит внутри квадратных скобок, то начало слова восстановлено по его остатку; - Vacant — пустая строчка. Примечания: 1. 2. 3. 4. 5. 6. 7. 8. 9. 10. 11. 12. 13. | |

| | |
| Транслитерация | Перевод |
| .1 me-za-ẉọ[-]ne , e-re-ta [ ] vacant [ .2 vestigia[ ] , ki-ti-ta VIR 46 [ .3 me-]ṭạ-ki-ti-ta VIR 19 [ ] vacant .4 ]wa , ki-ti-ta VIR 36 [ ] vacant .5 ṃẹ-ta-ki-ti-ta [ ] VIR 3 [ .6 e-wi-ri-po VIR 9 po-si-ke-te-re [ VIR qs .7 a-ke-re-wa VIR 25 wo-qe-we [ VIR qs .8 ri-jo VIR 24 wi-nu-ri-jo [ VIR qs .9 te-ta-ra-ne VIR 31 me-ta-ḳị[-ti-ta VIR qs .10 a-po-ne-we VIR 37 me-ta[-ki-ti-ta] vacant [ VIR qs .11 ma-ra-ne-nu-we VIR 40 po-ti-ja-ke-e VIR ˪6[ .12 ẓạ-ku-si-jo VIR 7̣ za-e-to-ro VIR 3 .13 da-mi-ni-jo[ ] VIR 40 e-ke-ra2-wo-no VIR 40[ .14 we-da-ne-wo VIR 20 ko-ni-jo 126 me-ta-ki-ti-ta VIR 26 .15 po-ku-ta VIR 10 we-re-ka-ra , te-qa-ta-q.ẹ VIR 20 .16 vacant [ .17 vacant [ .18 ] vacant [ .19 ] vacant [ | .1 Медзавону , гребцы [ ] пусто [ .2 неразборчиво[ ] , жители VIR 46 [ .3 переселенцы VIR 19 [ ] пусто .4 ]wa , жители VIR 36 [ ] пусто .5 переселенцы [ ] VIR 3 [ .6 Эврип VIR 9 новички [ VIR любое число .7 a-ke-re-wa VIR 25 wo-qe-we [ VIR любое число .8 Рион VIR 24 wi-nu-ri-jo [ VIR любое число .9 te-ta-ra-ne VIR 31 переселенцы VIR любое число .10 a-po-ne-we VIR 37 переселенцы ] пусто [ VIR любое число .11 ma-ra-ne-nu-we VIR 40 po-ti-ja-ke-e VIR ˪6[ .12 ẓạ-ku-si-jo VIR 7̣ za-e-to-ro VIR 3 .13 da-mi-ni-jo VIR 40 Энкхелиавона VIR 40[ .14 we-da-ne-wo VIR 20 ko-ni-jo 126 переселенцы VIR 26 .15 "наливающие" VIR 10 we-re-ka-ra , te-qa-ta-q̣ẹ VIR 20 .16 пустая строка [ .17 пустая строка [ .18 ] пустая строка [ .19 ] пустая строка [ |
| Правила чтения транслитерации: - Запятая показывает разделитель слов; - Дефис разделяет слоги; - Знаки [ и ] показывают повреждённую часть таблички; - Слоги и цифры с точкой (ṭị и 3̣) — это предполагаемые знаки, которые были реконструированы по сохранившемуся контексту; - Знаки ⌞ и ⌟ поставлены на место предполагаемого знака разделения слов (вертикальной черты в табличках); - Дефис перед квадратными скобками говорит о том, что слово не закончено и далее идёт восстановленный текст; - Если дефис стоит внутри квадратных скобок, то начало слова восстановлено по его остатку; - Vacant — пустая строчка. Примечания: 1. 2. 3. 4. 5. 6. 7. 8. 9. 10. 11. 12. 13. 14. 15. 16. 17. 18. 19. 20. 21.             | |

| | |
| Транслитерация | Перевод |
| .1 ro-o-wa , e-re-ta , a-pe-o-te , .2 me-nu-wa , a-pe-e-ke , a-re-sa-ni-e ⟦ṾỊṚ ̣1⟧ .3 o-pi-ke-ri-jo-de , ki-ti-ta , o-pe-ro-ta , ⟦e⟧ .4 e-re-e VIR 1 VIR .5 e-ke-ra2-wo-ne , a-pe-e-ke , a2-ri-e , ⟦VIR ̣1⟧ .6 o-pe-ro-te , e-re-e VIR 5 .7 ra-wa-ke-ta , a-pe-e-ḳẹ[ ]ẹ VIR ̣1[ .8 ta-ti-qo-we-u , o[ ]qe-[•]-j̣ọ , VIR 1 .9 a-ke-re-wa , ki-e-u , o-pe-[ ]ẹ , a-ri-ja-to VIR 1 .10 ki-ti-ṭạ VIR 1 o-ro-ti-jo , di-qo , a-[ .11 o-pe-ṛọ ,̣ [ ] , e-ko-si-qe , e-qe-ta , ka-ma[ .12 e-to-ni-jo , e-nwa-ri-jo VIR 1 .13 wo-qe-we , [ ]qo-te , ru-ki-ja , a-ko-wo ṾỊṚ[ .14 ri-jo , o-no ,̣ e-qo-te VIR ̣1̣0[ | .1 ro-o-wa , гребцы , отсутствуют , .2 me-nu-wa , a-pe-e-ke , a-re-sa-ni-e ⟦ṾỊṚ ̣1⟧ .3 в o-pi-ke-ri-jo , жителя , обязанного , ⟦e⟧ .4 e-re-e VIR 1 VIR .5 Энхеалиавону , a-pe-e-ke , a2-ri-e , ⟦VIR ̣1⟧ .6 обязаны , e-re-e VIR 5 .7 лавагет , a-pe-e-ḳẹ[ ]ẹ VIR ̣1[ .8 Статигуовеус, o[ ]qe-[•]-j̣ọ , VIR 1 .9 a-ke-re-wa , ki-e-u , o-pe-[ ]ẹ , a-ri-ja-to VIR 1 .10 жители VIR 1 o-ro-ti-jo , di-qo , a-[ .11 должный ,̣ [ ] , имеют и , гекветы , земельный участок[ .12 льготная аренда , Энвалиос VIR 1 .13 wo-qe-we , следующие , ru-ki-ja , бездетные или соседние ṾỊṚ[ .14 Рион , цена ,̣ следующие VIR ̣1̣0[ |
| Правила чтения транслитерации: - Запятая показывает разделитель слов; - Дефис разделяет слоги; - Знаки [ и ] показывают повреждённую часть таблички; - Слоги и цифры с точкой (ṭị и 3̣) — это предполагаемые знаки, которые были реконструированы по сохранившемуся контексту; - Знаки ⌞ и ⌟ поставлены на место предполагаемого знака разделения слов (вертикальной черты в табличках); - Дефис перед квадратными скобками говорит о том, что слово не закончено и далее идёт восстановленный текст; - Если дефис стоит внутри квадратных скобок, то начало слова восстановлено по его остатку; - Vacant — пустая строчка. Примечания: 1. 2. 3. 4. 5. 6. 7. 8. 9. 10. 11. 12. 13. 14. 15. 16. 17. 18. 19. 20. 21. 22. 23. | |

Пилосское царство нуждалось в сильном флоте и, действительно, само царство было защищено со стороны суши хребтом Тайгетом с востока и горной Аркадией с северо-востока. Опасность для царства исходила от моря, тем более сам дворец Нестора находился недалеко от побережья и не имел стен.
Поэтому пилосский правитель организовал систему обороны побережья. Об этом говорят нам пять табличек (PY An 657, PY An 654, PY An 519, PY An 656, PY An 661). Первая табличка из этой серии - PY An 657 является таковой потому она начинается со слов "так охраняют прибрежные районы стражники (дозорные)", что свидетельствует о начале списка районов - военных округов. Последующий порядок табличек был определён по контексту и характерной форме оформления списка. Сама береговая оборона представляла из себя ряд военных округов, расположенных вдоль побережья. За каждым военным округом был закреплён командир отряда. Округ мог быть разделён на отдельные части и уже за каждой частью округа был закреплён отдельный отряд. Сам отряд (микенск. o-ka, orkha) был всегда по размеру кратен десяти и не превышал 130 человек. В целом, в табличках было перечислено более 800 воинов. Если соотнести размеры пилосского государства и количество воинов в дозоре, то скорее всего речь идёт просто о береговой охране, которая следила за обстановкой на море, а при появлении угрозы отходила вглубь побережья на более выгодные позиции.
Доклад об отрядах в табличках имел определённую форму. Доклад начинался с принадлежности отряда какому-либо командиру поимённо, например: "Клуменоса отряд" в табличке PY An 654. Далее шёл топоним, обозначающий поселение или местность дислокации самого отряда. Причём, эти топонимы в большинстве своём являются отличными от упомянутых административных центров в табличках PY Ng 319, Ng 332, Cn 608, Jn 829, Vn 20. Вслед за этим перечислялись мужские имена, кто именно перечислялся не известно, либо старшие воины либо командиры более меньших подразделений. После этого перечислялись прочие группы мужчин, которые были причастны к обороне пилосского царства. Затем записывалось общее число воинов. Заканчивался доклад фразой "вместе с ними геквет", у геквета в подчинении могли быть как один, так и несколько отрядов. Интересен тот факт, что звался геквет по имении и отчеству, а командиры отрядов и отдельные воины только по имени. Это указывает на высокое положение гекветов в обществе.
| Табличка PY An 657 | Табличка PY An 657 | Табличка PY An 657 | Табличка PY An 657 |
| Пропись надписи | Пропись надписи |                    |                    |
| --- | --- | ------------------ | ------------------ |
| | |                    |                    |
| Транслитерация | Перевод |                    |                    |
| .1 o-u-ru-to , o-pi-a2-ra , e-pi-ko-wo , .2 ma-re-wo , o-ka , o-wi-to-no , .3 a-pe-ri-ta-wo , o-re-ta , e-te-wa , ko-ki-jo , .4 su-we-ro-wi-jo , o-wi-ti-ni-jo , o-ka-ra3 VIR 50 .5 vacant .6 ne-da-wa-ta-o , o-ka , e-ke-me-de , .7 a-pi-je-ta , ma-ra-te-u , ta-ni-ko , .8 a2-ru-wo-te , ke-ki-de , ku-pa-ri-si-jo VIR 20 .9 vacant .10 a3-ta-re-u-si , ku-pa-ri-si-jo , ke-ki-de VIR 10 .11 me-ta-qe , pe-i , e-qe-ta , ke-ki-jo , .12 a-e-ri-qo-ta , e-ra-po , ri-me-ne , .13a o-wi- .13b o-ka-ra , -to-no VIR 30 ke-ki-de-qe , a-pu2-ka-ne , .14a VIR 20 me-ta-qe , pe-i , a3-ko-ta , e-qe-ta , .14b vacant                                                                                                  | .1 так охраняют , прибрежные районы , стражники (дозорные) , .2 Малевоса , отряд , o-wi-to-no , .3 Ампелитавон , Орестас , Этевас , Коккион , .4 su-we-ro-wi-jo , o-wi-ti-ni-jo , воины береговой охраны VIR 50 .5 пустая строчка .6 Недватаса , отряд , Экхемедес , .7 a-pi-je-ta , ma-ra-te-u , ta-ni-ko , .8 a2-ru-wo-te , ke-ki-de , ku-pa-ri-si-jo VIR 20 .9 пустая строка .10 a3-ta-re-u-si , ku-pa-ri-si-jo , ke-ki-de VIR 10 .11 вместе с , ними , геквет , ke-ki-jo , .12 Аэриквхоитас , "Оленья , гавань" , .13 воины береговой охраны , o-wi-to-no VIR 30 ke-ki-de и , a-pu2-ka-ne , .14 VIR 20 вместе с , ними , a3-ko-ta , геквет , .15 пустая строчка |                    |                    |
| Правила чтения транслитерации: - Запятая показывает разделитель слов; - Дефис разделяет слоги; - Знаки [ и ] показывают повреждённую часть таблички; - Слоги и цифры с точкой (ṭị и 3̣) — это предполагаемые знаки, которые были реконструированы по сохранившемуся контексту; - Знаки ⌞ и ⌟ поставлены на место предполагаемого знака разделения слов (вертикальной черты в табличках); - Дефис перед квадратными скобками говорит о том, что слово не закончено и далее идёт восстановленный текст; - Если дефис стоит внутри квадратных скобок, то начало слова восстановлено по его остатку; - Vacant — пустая строчка. Примечания: 1. 2. 3. 4. 5. 6. 7. 8. 9. 10. 11. 12. 13. 14. 15. 16. 17. 18. 19. 20. 21. | |                    |                    |

| Табличка PY An 654 | Табличка PY An 654 | Табличка PY An 654 | Табличка PY An 654 |
| Пропись надписи | Пропись надписи |                    |                    |
| --- | --- | ------------------ | ------------------ |
| | |                    |                    |
| Транслитерация | Перевод |                    |                    |
| .1 ku-ru-me-no-jo , o-ka , pe-ri-te-u , .2 wo-ne-wa , a-ti-ja-wo , e-ru-ta-ra , .3 o-*34-ta , me-ta-pi-jo , ke-ki-de , .4 VIR 50 .5 vacant .6 u-pi-ja-ki-ri-jo , ku-re-we , VIR 60 .7 me-ta-qe , pe-i , e-qe-ta , .8 a-re-ku-tu-ru-wo , e-te-wo-ke-re-we- .9 -i-jo , .10 vacant .11 ta-ti-qo-we-wo , o-ka , to-wa , .12 po-ki-ro-qo , pe-ri-no , de-u-ka-ri-jo , .13 ra-pe-do , do-qo-ro , pe-ri-ra-wo , .14 e-no-wa-ro , to-so-de , pe-di-je-we , .15 wa-wo-u-de , ke-ki-de , VIR 10 .16 u-ru-pi-ja-jo VIR 10 ku-re-we VIR 20 .17 i-wa-so VIR 10 .18 o-ka-ra3 VIR 10 | .1 Клуменоса , отряд , pe-ri-te-u , .2 wo-ne-wa , Антиавон , Эрутхрас , .3 o-*34-ta , me-ta-pi-jo , ke-ki-de , .4 VIR 50 .5 пустая строчка .6 u-pi-ja-ki-ri-jo , ku-re-we , VIR 60 .7 вместе с , ними , геквет , .8 Алектруон , Этевоклевеиос , .10 пустая строчка .11 Статигвовеуса , отряд , to-wa , .12 po-ki-ro-qo , Перинос , Девкалион , .13 ra-pe-do , do-qo-ro , Перилавос , .14 e-no-wa-ro , столько , пехоты , .15 в wa-wo-u , ke-ki-de , VIR 10 .16 u-ru-pi-ja-jo VIR 10 ku-re-we VIR 20 .17 i-wa-so VIR 10 .18 воины береговой охраны VIR 10 |                    |                    |
| Правила чтения транслитерации: - Запятая показывает разделитель слов; - Дефис разделяет слоги; - Знаки [ и ] показывают повреждённую часть таблички; - Слоги и цифры с точкой (ṭị и 3̣) — это предполагаемые знаки, которые были реконструированы по сохранившемуся контексту; - Знаки ⌞ и ⌟ поставлены на место предполагаемого знака разделения слов (вертикальной черты в табличках); - Дефис перед квадратными скобками говорит о том, что слово не закончено и далее идёт восстановленный текст; - Если дефис стоит внутри квадратных скобок, то начало слова восстановлено по его остатку; - Vacant — пустая строчка. Примечания: 1. 2. 3. 4. 5. 6. 7. 8. 9. 10. 11. 12. 13. 14. 15. 16. 17. 18. 19. 20. 21. 22. 23. 24. 25. 26. | |                    |                    |

| Табличка PY An 519 | Табличка PY An 519 | Табличка PY An 519 | Табличка PY An 519 |
| Пропись надписи | Пропись надписи |                    |                    |
| --- | --- | ------------------ | ------------------ |
| | |                    |                    |
| Транслитерация | Перевод |                    |                    |
| .1 to-ro-o , o-ka , ro-o-wa , .2 ka-da-si-jo , mo-ro-qa , zo-wo , .3 ki-ri-ja-i-jo , wa-tu-wa-o-ko , mu-to-na .4 o-ka-ra3 , a2-ra-tu-wa , VIR 110 .5 vacant .6 ke-wo-no-jo , o-ka , ka-ḳẹ[ .7 tu-si-je-u , po-te-u ⌞⌟ ẹ-ṭạ-wo-ne-ụ[ .8 a-pi-te-wa , i-wa-so VIR ̣20[ .9 vacant .10 a2-te-po , de-wi-jo , ko-ma-we , .11 o-*34-ta-qe , u-ru-pi-ja-jo , .12 o-ru-ma-si-ja-jo VIR 30 .13 vacant .14 pi-ru-te , ku-re-we VIR 50 .15 me-ta-qe , pe-i , e-qe-ta , ro-u-ko .16 ku-sa-me-ni-jo , [ .17 vacant [ | .1 Троса , отряд , ro-o-wa , .2 ka-da-si-jo , mo-ro-qa , zo-wo , .3 Криайос , Вастуаохос , Муртонас .4 воины береговой охраны , a2-ra-tu-wa , VIR 110 .5 пустая строка .6 ke-wo-no-jo , отряд , ka-ḳẹ[ .7 tu-si-je-u , po-te-u ⌞⌟ Этавонеус .8 a-pi-te-wa , i-wa-so VIR ̣20[ .9 пустая строка .10 a2-te-po , de-wi-jo , ko-ma-we , .11 o-*34-ta и , u-ru-pi-ja-jo , .12 o-ru-ma-si-ja-jo VIR 30 .13 пустая строка .14 pi-ru-te , ku-re-we VIR 50 .15 вместе с , ними , геквет , ro-u-ko .16 ku-sa-me-ni-jo , [ .17 пустая строка [ |                    |                    |
| Правила чтения транслитерации: - Запятая показывает разделитель слов; - Дефис разделяет слоги; - Знаки [ и ] показывают повреждённую часть таблички; - Слоги и цифры с точкой (ṭị и 3̣) — это предполагаемые знаки, которые были реконструированы по сохранившемуся контексту; - Знаки ⌞ и ⌟ поставлены на место предполагаемого знака разделения слов (вертикальной черты в табличках); - Дефис перед квадратными скобками говорит о том, что слово не закончено и далее идёт восстановленный текст; - Если дефис стоит внутри квадратных скобок, то начало слова восстановлено по его остатку; - Vacant — пустая строчка. Примечания: 1. 2. 3. 4. 5. 6. 7. 8. 9. 10. 11. 12. 13. 14. 15. 16. 17. 18. 19. 20. 21. 22. 23. 24. | |                    |                    |

| Табличка PY An 656 | Табличка PY An 656 | Табличка PY An 656 | Табличка PY An 656 |
| Пропись надписи | Пропись надписи |                    |                    |
| --- | --- | ------------------ | ------------------ |
| | |                    |                    |
| Транслитерация | Перевод |                    |                    |
| .1 wa-pa-ro-jo , o-ka , ne-wo-ki-to , .2 ⟦di-wi-je-u , ⟧ e-ri-ko-wo , a2-di-je-u , .3 a-ki-wo-ni-jo , ⟦ ⟧ .4 wa-ka-ti-ja-ta , ke-ki-de , sa-pi-da .5 me-ta-qe , pe-i , e-qe-ta , .6 pe-re-qo-ni-jo , a-re-i-jo , .7 ne-wo-ki-to , wo-wi-ja , ko-ro-ku-ra-i-jo , .8 VIR 20 me-ta-qe , pe-i , e-qe-ta , .9 di-wi-je-u , .10 vacant .11 du-wo-jo-jo , o-ka , a-ke-re-wa , .12 a2-ku-ni-jo , pe-ri-me-de , ⟦ ⟧ .13 pu2-ti-ja , a-pu2-ka-ne , ke-ki-de , po-ra-i VIR 20 .14 me-ta-qe , pe-i , e-qe-ta , ḍị-ko-na-ro , a-da-ra-ti-jo .15 u-wa-si , ke-ki-de , ne-wo VIR 10 .16 me-ta-qe , pe-i , pe-re-u-ro-ni-jo , e-qe-ta , .17 vacant .18 a-ke-re-wa , ko-ro-ku-ra-i-jo VIR ⌞8⌟0 .19 me-ta-qe , pe-i , e-qe-ta , ka-e-sa-me-no , .20 a-pu2-ka , .21 vacant | .1 Вапалойоса , отряд , ne-wo-ki-to , .2 ⟦di-wi-je-u , ⟧ Эриковос , a2-di-je-u , .3 a-ki-wo-ni-jo , ⟦ ⟧ .4 wa-ka-ti-ja-ta , ke-ki-de , sa-pi-da .5 вместе с , ними , геквет , .6 Пресгуониос , a-re-i-jo , .7 ne-wo-ki-to , границы , керкиряне , .8 VIR 20 вместе с , ними , геквет , .9 di-wi-je-u , .10 пустая строка .11 du-wo-jo-jo , отряд , a-ke-re-wa , .12 a2-ku-ni-jo , Перимедес , ⟦ ⟧ .13 pu2-ti-ja , a-pu2-ka-ne , ke-ki-de , po-ra-i VIR 20 .14 вместе с , ними , геквет , ḍị-ko-na-ro , a-da-ra-ti-jo .15 u-wa-si , ke-ki-de , молодые VIR 10 .16 вместе с , ними , Плеврониос , геквет , .17 пустая строка .18 a-ke-re-wa , керкиряне VIR ⌞8⌟0 .19 вместе с , ними , геквет , Кахесаменос, .20 a-pu2-ka , .21 пустая строка |                    |                    |
| Правила чтения транслитерации: - Запятая показывает разделитель слов; - Дефис разделяет слоги; - Знаки [ и ] показывают повреждённую часть таблички; - Слоги и цифры с точкой (ṭị и 3̣) — это предполагаемые знаки, которые были реконструированы по сохранившемуся контексту; - Знаки ⌞ и ⌟ поставлены на место предполагаемого знака разделения слов (вертикальной черты в табличках); - Дефис перед квадратными скобками говорит о том, что слово не закончено и далее идёт восстановленный текст; - Если дефис стоит внутри квадратных скобок, то начало слова восстановлено по его остатку; - Vacant — пустая строчка. Примечания: 1. 2. 3. 4. 5. 6. 7. 8. 9. 10. 11. 12. 13. 14. 15. 16. 17. 18. 19. 20. 21. 22. 23. 24.                           | |                    |                    |

| | |
| Транслитерация | Перевод |
| .1 e-ḳị-no-jo , o-ka , e-o-te-u , .2 a-ti-ṛọ , i-da-i-jo , e-se-re-a2 ,̣ .3 e-na-po-ro , i-wa-so VIR 70 .4 ạ-o-ri-j̣ọ , ḳọ-ṛọ-ḳụ[-ra-]ị-j̣ọ VIR 30 .5 ka-ra-do-ro , ko-ro-ku-ra-i-jo VIR ̣1̣0 .6 za-e-to-ro , ko-ro-ku-ra-i-jo VIR 20 .7 me-ta-qe , pe-i , e-qe-ta , wo-ro-tu-mi-ni-j̣ọ .8 vacant .9 e-ko-ṃẹ-na-ta-o , o-ka , .10 ti-ṃị-ṭọ-a-ke-i , ma-ṛẹ-u , ḍạ-qo-ta , .11 ạ-ke[ ]u , a-ke-wa-to , .12 a2-ka-a2-ki-ri-jo , u-ru-pi-ja-jo , .13 ne-do-wo-ta-de VIR 30 me-ta-qe , pe-i , e-qe-ta , | .1 Эхиноса , отряд , e-o-te-u , .2 a-ti-ṛọ , i-da-i-jo , e-se-re-a2 ,̣ .3 e-na-po-ro , i-wa-so VIR 70 .4 ạ-o-ri-j̣ọ , керкиряне VIR 30 .5 Харадрос , керкиряне VIR ̣1̣0 .6 za-e-to-ro , керкиряне VIR 20 .7 вместе с , ними , геквет , wo-ro-tu-mi-ni-j̣ọ .8 пустая строка .9 Эрхоменоса , отряд , .10 ti-ṃị-ṭọ-a-ke-i , ma-ṛẹ-u , ḍạ-qo-ta , .11 ạ-ke[ ]u , Архевастос , .12 a2-ka-a2-ki-ri-jo , u-ru-pi-ja-jo , .13 на реку Недонас VIR 30 вместе с , ними , геквет , |
| Правила чтения транслитерации: - Запятая показывает разделитель слов; - Дефис разделяет слоги; - Знаки [ и ] показывают повреждённую часть таблички; - Слоги и цифры с точкой (ṭị и 3̣) — это предполагаемые знаки, которые были реконструированы по сохранившемуся контексту; - Знаки ⌞ и ⌟ поставлены на место предполагаемого знака разделения слов (вертикальной черты в табличках); - Дефис перед квадратными скобками говорит о том, что слово не закончено и далее идёт восстановленный текст; - Если дефис стоит внутри квадратных скобок, то начало слова восстановлено по его остатку; - Vacant — пустая строчка. Примечания: 1. 2. 3. 4. 5. 6. 7. 8. 9. 10. 11. 12. 13. 14. 15. 16. 17. 18. | |

Реконструкцию самой системы береговой охраны осуществил Джон Чедвик. На основании имеющихся интерпретаций административных центров Чедвик предположил, что военные округа, также как и сами административные центры, были перечислены с севера на юг и далее на восток, то есть от горы Ликей по западному побережью Мессении к мысу Акритасу и далее вдоль побережья к устью реки Недонас и хребту Тайгет.
Если рассмотреть всю тогдашнюю Грецию, то мы увидем, что одно из главных стратегических задач для микенских правителей было строительство дворцовой цитедели, которая защитила бы монарха, его приближённых и его армию от нападения. Яркими примерами таких цитаделей являются Гла и Кадмея в Беотии, Тиринф и Микены в Арголиде и Афинский акрополь в Аттике. Пилос же не имел мощных укреплений, остатки оборонительных укреплений относят к более раннему периоду и уже в период существования дворца Нестора они были разрушены. Из этого следует, что перед пилосским правителем стояла задача не подпустить врага к дворцу.
- Микенские цитадели
- Гла[англ.]
- Тиринф
- Микены

Как уже сказано выше, со стороны суши пилосское царство было надёжно защищено. С северо-востока царство граничило с гористой Аркадией. Сама Аркадия представляла из себя сложную сеть долин перевалов и проходов, следовательно, если бы угроза исходила из этой местности, то это подразумевало захват всей Аркадии и той области Пелопоннеса, от куда бы изначально прибыл противник. При занятии Аркадии пилосскими войсками, им было бы не сложно удержать этот регион от захватчиков. С севера пилосское царство ограничивалось горой Ликей и долиной реки Неда, что также усложнило бы вторжение с севера. С востока хребет Тайгет надёжно прикрывал царство от нападения. Для вторжения в пилосское царство остаётся только западное побережье и побережье Мессенского залива.
Общая протяжённость берега пилосского царства равнялась около 150 километров. Несмотря на такую внушительную длину побережья, у захватчиков был не большой выбор для высадки на побережье, так как бо́льшая часть побережья представляла из себя скалистую или труднодоступную береговую линию. Чедвик в своей реконструкции размещает 10 военных округов, начиная с русла реки Неда и заканчивая низовьем реки Памис. Округа друг от друга отличались своей географией. Это создавало неравномерность распределения отрядов и гекветов относительно округов, что указывало на приоритетность одних округов над другими. В соответствии с гипотезой Чедвика округ I (у устья реки Неда), округа VII и VIII (у Наваринской бухты) были наиболее уязвимы со стороны моря.
Военный округ I (PY An 657) простирался от реки Неда до реки Селлас (известной в античности как Кипариссеент), возле городка Кало-Неро. Данный округ уходил вглубь суши прямо в горный масив Ликея. Бассеин Неды был окружён гористой местностью, а сама река не приводила к какому-нибудь значимому поселению или центру. Поэтому на этот округ выделялся один отряд во главе с ma-re-wo в размере 50 воинов.
Военный округ II (PY An 657) располагался у устья реки Селлас. На него выделялось два отряда по 30 воинов во главе с ne-da-wa-ta-o и по 50 воинов во главе с a-e-ri-qo-ta. Причём командиры ma-re-wo (в округе I) и ne-da-wa-ta-o подчинялись геквету ke-ki-jo, а командир a-e-ri-qo-ta подчинялся геквету a3-ko-ta. Из этого выходит что на военный округ II были выделены два геквета с двумя отрядами, а на округ I был выделен один геквет и один отряд. Ясно, что округ II был более приоритетным чем первый округ. Это можно объяснить тем, что бассеин реки Селлас сформировал долину, которая ведёт прямо вглубь страны, в плодородную долину реки Памис. На пути самого русла реки, на возвышенности стоял город Мальфи, довольно крупное поселение в то время. Само же устье реки было удобно для высадки на берег.
Третий военный округ (PY An 654) располагался вокруг античного города Кипариссия. Сам город скорее всего уже существовал в это время под своим названием, на это указывают слово ku-pa-ri-si-jo, означающее мужчин из Кипариссии, которые были набраны в отряды; и предполагаемое слово ku-pa-ri-so в табличке PY Na 514. Примечательно то, что в этом округе один из самых больших отрядов во всей береговой охране - 110 воинов. Это можно объяснить наличием вокруг Кипариссии хороших пляжей, удобных для высадки. Командует этим отрядом ku-ru-me-no-jo, сам он подчиняется геквету a-re-ku-tu-ru-wo.
Далее, к югу от Кипариссии находится местность с удобными пляжами, но с множеством оврагов, что делает местность неудобной для вторжения. Эта местность простирается от Кипариссии до мыса, расположенного напротив острова Проти. Уходя вглубь суши, противник упирался бы в горный массив Эгалея, ныне Кипарисия. Исходя из этого, эта местность, как менее приоритетная, была поделена на три округа - с IV по VI (PY An 654 и PY An 519). Всеми тремя округами руководил всего один геквет по имени ro-u-ko. Каждому округу полагался один отряд. Четвёртый военный округ занимал отряд в 60 воинов под командованием ta-ti-qo-we-wo. Пятый военный округ занимал отряд в 110 воинов под командованием to-ro-o. Шестой военный округ занимал отряд в 100 воинов под командованием ke-wo-no-jo.
| Имя геквета       | Таблички  | Военные округа      |
| ----------------- | --------- | ------------------- |
| ke-ki-jo          | PY An 657 | I, II (сев. часть)  |
| a3-ko-ta          | PY An 657 | II (юж. часть)      |
| a-re-ku-tu-ru-wo  | PY An 654 | III                 |
| ro-u-ko           | PY An 519 | IV, V, VI           |
| pe-re-qo-ni-jo    | PY An 656 | VII (сев. часть)    |
| di-wi-je-u        | PY An 656 | VII (юж. часть)     |
| di-ko-na-ro       | PY An 656 | VIII (сев. часть)   |
| pe-re-u-ro-ni-jo  | PY An 656 | VIII (центр. часть) |
| ka-e-sa-me-no     | PY An 656 | VIII (юж. часть)    |
| wo-ro-tu-mi-ni-jo | PY An 661 | IX                  |
| не указано        | PY An 661 | X                   |

Седьмой военный округ (PY An 656) простирается от мыса, напротив острова Проти до самого Пилоса и гавани Войдокилья. Северная часть побережья этого округа - от острова Проти до современной деревни Вромонери - скалистая и неудобная для высадки. Южная часть побережья округа - это непрерывный пляж вплоть до гавани Войдокилья. Именно эта часть округа наиболее уязвима в плане обороноспособности, отсюда до дворца Нестора примерно 6 километров. В седьмом военном округе было два отряда и два геквета. Одним отрядом командовал wa-pa-ro-jo, численность этого отряда неизвестна из-за повреждения таблички. Сам командир подчинялся геквету pe-re-qo-ni-jo. Второй отряд был размером в 20 воинов, командир не указан, а гекветом отряда был di-wi-je-u.
Восьмой военный округ (PY An 656) вмещал в себя всю Наваринскую гавань и гавань Войдокилья. Эта местность является идеальной для вторжения в страну, так как имеет удобные пляжи в самой гавани, а сама гавань прикрыта островом Сфактерия. От этой гавани также недалеко до дворца Нестора. Сама гавань Войдокилья скорее всего была главной гаванью Пилоса, где находились корабли. Для этого округа было выделено целых три геквета с тремя отрядами. Первый отряд имел 20 воинов, командиром отряда был du-wo-jo-jo. Над ним стоял геквет di-ko-na-ro. Второй отряд содержал 10 воинов не имел командира, а гекветом был pe-re-u-ro-ni-jo. В третьем отряде было 80 воинов, командира не было, а гекветом был ka-e-sa-me-no.
Округ IX (PY An 661) располагается южнее Наваринского залива вплоть до современного города Метони, который в гомеровский период был известен как Педас, и на восток до современного города Феникунт. Названные города стоят на пологих ровных берегах с пляжами, всё остальное побережье скалистое и не удобное для вторжения. При нападении на эти прибрежные города их можно захватить, но до самого Пилоса будет трудно добраться через холмистую неровную местность. Сам отряд в округе мог также служить дополнительным резервом при нападении противника на округа VII и VIII. В девятом округе располагался один отряд размером в 130 воинов - это самый большой отряд, зафиксированный в табличках. Командовал этим отрядом e-ki-no-jo, гекветом был wo-ro-tu-mi-ni-jo. Современный город Феникунт располагается в углу залива. От самого города побережье в одну сторону уходит на запад, другое побережье - на юг. К востоку от Феникунта есть оконечность полуострова, которая заканчивается мысом Акритас. Этот полуостров гористый и труднопроходимый, Чедвик предполагает, что на этом полуострове не было размещено войско. При вторжении в эту местность противник бы не достиг долгосрочных результатов.
Мыс Акритас отделяет Мессенский залив от Ионического моря. Сам залив глубоко сдавлен в сушу. Побережье залива вдоль ограничивающих его полуостровов скалистое и крутое. Река Памис, которая впадает в залив с севера, своими наносами сформировала северное болотистое побережье. Северное побережье залива - единственное место, где могла быть организована высадка противника. Округ X (PY An 661) располагался у устья Памиса, поодаль от реки Недонас, так как в табличке было написано, что надо было отправить отряд на эту реку. В округе был расквартирован один отряд в 30 воинов, командиром отряда был e-ko-me-na-ta-o, при этом имя геквета не было указано. Этот округ не был приоритетным, потому что при вторжении в долину неприятеля, могли послать гонца в столицу. Столица при получении доклада могла направить флот из Наваринской бухты в Мессенский залив, тем самым блокировав отход вражеских кораблей. Это грозило бы полным провалом набега неприятеля, так как корабли, гружённые добычей были уязвимее для морского боя, а сам противник имел мало сил для дальнейшей борьбы.
При подробном рассмотрении каждого военного округа складывается общая картина обороны Пилоса. Важно учесть, что характеристика, даваемая округам, должна исходить от позиции ванакта, как организатора этой обороны, а не от захватчиков. Самыми важными являлись округа VII и VIII из-за своего положения непосредственно возле Пилоса и наличия двух удобных гаваней (Войдокилья и Наваринская бухта). Более приоритетным был округ II, который вёл через долину реки Селлас в плодородную долину реки Памис. Все остальные округа имели примерно одинаковую важность. Размер отряда никак не зависит от важности округа, например, округа IV, V и VI вместе содержали 270 воинов, а более важный округ VIII имел всего 110 воинов. Приоритетность округа напрямую была отражена в количестве гекветов, ответственных за его организацию. В округах VII и VIII были поставлены аж 5 гекветов и у каждого был свой отряд. Здесь поднимется вопрос о роли самих гекветов. Чедвик предполагает, что гекветы определённо были командирами своих отрядов и при этом гекветы или их возничии могли быть посыльными, так как для них выделялись колесницы, сама система береговой охраны кроме патрулирования и дозора за обстановкой подразумевала быструю отправку сообщения об ситуации в столицу.
В самих табличках встречаются этнонимы, обозначающие мужчин из той или иной местности или поселения. В береговую охрану были рекрутированы иностранцы, учитывая предполагаемые размеры пилосского государства, такие как олимпийцы керкиряне, жители Закинфа и Эриманфа. Также есть никак не интерпретируемые термины, такие как ke-ki-de, ku-re-we, o-*34-ta, sa-pi-da, a-pu2-ka. Все эти перечисленные термины фигурируют в качестве описания групп мужчин. Эти термины также не известны в более позднюю эпоху, они не сохранились в древнегреческом языке. Чедвик предположил, что эти термины обозначают догреческие племена, которые были завоёваны ахейцами, и которые не являлись полноправными жителями царства. В таком случае, продолжает Чедвик, к ним не было бы должного доверия для постановки боевых задач, и они могли представлять из себя рабочую силу.
- Реконструкция военных округов пилосского царства по Чедвику
- Схема военных округов пилосского царства
- Карта системы обороны пилосского царства

## Археологические находки
| Список археологических объектов, где были обнаружены предметы микенского военного снаряжения | Список археологических объектов, где были обнаружены предметы микенского военного снаряжения |
| Объект                                                                                       | Координаты                                                                                   |
| -------------------------------------------------------------------------------------------- | -------------------------------------------------------------------------------------------- |
| Толос №8 в Дендре                                                                            | 37°39′25″ с. ш. 22°49′31″ в. д.                                                              |
| Толос №12 в Дендре                                                                           | 37°39′24″ с. ш. 22°49′31″ в. д.                                                              |
| Толос возле замка Казарма                                                                    | 37°35′37″ с. ш. 22°56′34″ в. д.                                                              |
| Могильник Калкани, на юго-западе от древних Микен                                            | 37°43′36″ с. ш. 22°44′53″ в. д.                                                              |
| Погребальный круг А в Микенах                                                                | 37°43′50″ с. ш. 22°45′23″ в. д.                                                              |
| Погребальный круг Б в Микенах                                                                | 37°43′51″ с. ш. 22°45′17″ в. д.                                                              |
| Дворец в Айос-Василейосе, Лакония                                                            | 36°58′44″ с. ш. 22°28′41″ в. д.                                                              |
| Толосы возле Кносса, на Крите                                                                | 35°17′32″ с. ш. 25°09′52″ в. д.                                                              |

- Боевые сцены
- Боевая сцена на золотом кольце-печати из могильного круга А, Микены
- Прорисовка боевой сцены на золотом кольце-печати из могильного круга А, Микены
- Минойская фреска из Акротири около 1600 г. до н. э.
- Воины на вазе, XII в. до н. э.
- Сцена битвы на фреске из Дворца Нестора, Пилос XIII в. до н. э.
- Сцена битвы на фреске из Дворца Нестора, Пилос
- Фреска из микенской Беотии (Фивы или Гла)
- Фреска из микенской Беотии, Орхомен XIII вв. до н. э.
- На гемме посередине изображена схватка. Могильный круг А, Микены

### Оружие
- Оружие
- Реконструированное микенское оружие
- Реконструиронные ножи и клинки
- Набор длинных мечей, ножей, клинков и острия копья из могильного круга А, Микены XVI в до н. э.
- Длинные мечи из могильного круга А, Микены XVI в до н. э.
- Длинные и короткие мечи из могильного круга А, Микены XVI в до н. э.
- Длинные мечи с навершиями, Микены XVI в до н. э.
- Короткий меч из могильного круга А, Микены
- Инкрустированный кинжал XVI в до н. э.
- Инкрустированный кинжал XVI в до н. э.
- Инкрустированный кинжал из могильного круга А, Микены XVI в до н. э.
- Золотая рукоятка кинжала
- Золотая рукоятка инкрустированного кинжала из могильного круга А, Микены 1600 - 1500 гг. до н. э.
- Кинжалы и наконечники стрел
- Ножи и кинжалы

### Доспехи
- Доспехи
- Доспех из Дендры (конец XV в. до н. э.)
- Наплечник из Дендры 1500 - 1400 гг. до н. э.
- Голова воина из слоновой кости XIV - XIII вв. до н. э.
- Декоративные изделия из камня, Микены
- Головы из камня, Микены
- Гемма №17 с изображением рогатого шлема
- Шлем из клыков кабана, Кносс 1450 - 1400 гг. до н. э.
- Шлем из клыков кабана, Спата XIV - XIII вв. до н. э.
- Шлем на фрагменте фрески из Орхомена, XIII в. до н. э.
- Шлем из клыков кабана на фреске из Акротири, 1600 г. до н. э.
- Изображение шлема на голове богини-воительницы, Микены
- Пластинчатый шлем из клыков кабана, Микены XIV - XIII вв. до н. э.
- Бронзовый шлем 1400 - 1300 гг. до н. э.
- Бронзовый шлем субмикенского периода, Тиринф 1050 - 1025 гг. до н. э.
- Изображение щита, фреска из Микен
- Изображение щита, фреска из Микен XIII в. до н. э.
- Фреска с щитами из Тиринфа

### Колесницы
- Колесницы
- Колесница на фреске из микенской Беотии (Фивы или Гла)
- Колесница на фреске, Пилос около 1350 г. до н. э.
- Колесница на фреске, Тиринф
- Колесница на вазе, Тиринф XIII в. до н. э.
- Колесница на вазе, Нафплион 1300 - 1250 гг. до н. э.
- Колесница на вазе, Тиринф 1180-1050 гг. до н. э.
- Колесница и воины на кратере из Энкоми Кипр, 1400-1350 гг. до н. э.
- Колесница на кратере из Энкоми Кипр, 1350-1300 гг. до н. э.
- Колесница на кратере из Микен, 14-12 вв. до н. э.
- Колесница на кратере, около 1300–1230 гг. до н. э.
- Колесница на кратере, около 1375–1350 гг. до н. э.
- Колесница на стеле из могильного круга А, Микены XVI в. до н. э.
- Колесница на золотой печатке из могильного круга А, Микены XVI в. до н. э.
- Колесница на золотой печатке, Айдония[греч.] 1500 г. до н. э.
- Изображение колесницы на саркофаге из Айи-Триады, Крит, 1370-1320 гг. до н. э.
- Импортный кратер с острова Кипр (найден в Израиле), 14 в. до н. э.
- Кратер из Энкоми, Кипр, 14 в. до н. э.

### Комментарии
1. ↑  Не стоит приравнивать микенские мечи к древнегреческим мечам. И микенские и древнегреческие мечи представлены реальными археологическими находками. Сравнивая находки из разных эпох становится очевидно, что типология микенских и древнегреческих мечей различна, и что со временем по одним и тем же словом имелось ввиду оружие различного вида.
2. ↑  Самостоятельный перевод Петра Тарасьева.
3. 1 2  Само слово "ἑκκαιδεκάδωρος" состоит из двух частей: ἑκκαιδεκά - шестнадцать и δῶρον - мера длины равная 7 сантиметрам, она же παλαιστή, она же παλαστή, что дословно переводится как "ладонь" - смотрите древнегреческую систему мер единиц измерения.
4. ↑  Мастер приладил рога к рукоятке, так чтобы каждый рог сделался половиной лука.
5. ↑  Эта деталь в виде клюва, крючка или рога на кончике плеча лука, куда прикрепляется тетива.
6. ↑  На одно плечо лука Пандар приделал тетиву и упёр лук этим концом в землю, на второй конец лука надавил и вдел на этот конец петлю тетивы. Перестав давить, лук натянул тетиву и был готов к стрельбе. Для хранения лука тетиву снимали с одного конца и обматывали вокруг лука.
7. ↑  Данное слово означает прорезь или паз на хвостовике стрелы для наложения и удержания её на тетиве.
8. ↑  Пандар натянул лук вплоть до железного наконечника стрелы.
9. 1 2  Эта жила служила завязкой для крепления наконечника к древку стрелы.
10. 1 2  Слова с астериском (звёздочкой) - это восстановленные гипотетические слова, нигде незафиксированные на письме. Эти слова были реконструированы, исходя из выявленных законов изменений языков. Такая транскрипция на базе латинского алфавита используется также и для описания праиндоевропейского языка (смотрите соответствующую статью).
11. ↑  Косыми скобками в лингвистике обозначается фонематическая транскрипция.
12. ↑  Знаки неравенства (> и <) в лингвистике (языкознании) показывают происхождение (этимологию) слов как по смыслу так и по форме. Сами знаки указывают направления развития слова во времени.
13. ↑  В месте у Милонаса, куда ссылается Палмер, сам Милонас лишь бездоказательно представляет как могло произойти подобное захоронение или перезахоронение. Немного ранее[174] Милонас сомневается в целях употребления толосов, так как все толосы в Арголиде кроме одного в Дендре[англ.] были раскопаны уже разграбленными. В самом нетронутом толосе, в Дендре действительно находилось захоронение, но Милонаса это смущает из-за множественных случаев разграблений и перезахоронений. В конце, Милонас подытоживает, что толосы наверняка использовались в качестве гробниц по примеру использования гробниц камерного типа[англ.], которые использовались менее знатными людьми.
14. ↑  Бартонек в своём труде ошибается насчёт приоритетности округа I и заявления о том что первым округом управляли два геквета. При непосредственном прочтении первой таблички в серии - PY An 657, становится ясно, что геквет ke-ki-jo отвечал за два отряда - в округах I и в северной части округа II. Сам Чедвик, которого пересказывает Бартонек, именно таким образом реконструировал военные округа

### Исследования глиняных табличек линейного письма Б
- A Companion to Linear B. Mycennaean Greek Texts and their World (англ.) / сост. Yves Duhoux and Anna Morpurgo Davies. — Leuven, Belgium: Peeters Publishers, 2008. — Vol. 1. — 448 p. — ISBN 978-90-429-1848-1.
- Fischer J. Die mykenische Palastwirtschaft. Aspekte frühgriechischen Wirtschaftslebens im Spiegel der Linear B-Texte. (нем.). — Wiesbaden: Otto Harrassowitz GmbH & Co. KG, 2012. — (PHILIPPIKA. Marburger altertumskundliche Abhandlungen 53.). — ISBN 978-3-447-06722-5.
- J. L. Melena Jiménez. Textos griegos micénicos comentados (исп.). — 2001.

#### Кносс
- J. Chadwick, L. Godart, J. T. Killen, J.-P. Olivier, A. Sacconi, I. A. Sakellarakis. Corpus of mycenaean inscriptions from Knossos (англ.). — Cambridge, London, New York, New Rochelle, Melbourne, Sydney, Roma: Cambridge UP, Edizioni dell'Ateneo (Roma), 1986. — Vol. I (1 - 1063). — 433 с. — ISBN 0-521-32022-4.
- J. Chadwick, L. Godart, J. T. Killen, J.-P. Olivier, A. Sacconi, I. A. Sakellarakis. Corpus of mycenaean inscriptions from Knossos (англ.). — Cambridge, London, New York, Port Chester, Melbourne, Sydney, Roma: Cambridge UP, Edizioni dell'Ateneo (Roma), 1990. — Vol. II (1064 - 4495). — 243 с. — ISBN 0-521-32023-2.
- J. Chadwick, L. Godart, J. T. Killen, J.-P. Olivier, A. Sacconi, I. A. Sakellarakis. Corpus of mycenaean inscriptions from Knossos (англ.). — Cambridge, London, New York, Port Chester, Melbourne, Sydney, Pisa, Roma: Cambridge UP, Istituti Editoriali e Poligrafici Internazionali (Pisa, Roma), 1998. — Vol. IV (8000 - 9947).

#### Пилос
- Emmett L. Bennett, Jr., C. W. Blegen. (link on Internet Archive) // The Pylos Tablets. Texts of the inscriptions found 1939—1954 (англ.). — Cincinnati, USA: Princeton UP, Princeton, 1956. — 252 p.
- Emmett L. Bennett Jr., Jean-Pierre Olivier. Vol. 1: Text and notes // The Pylos Tablets Transcribed (англ.). — Roma: Ed. dell’Ateneo, 1973.
- J. L. Melena, R. J. Firth. The Pylos tablets (исп.). — third edition. — Vitoria-Gasteiz, Испания: Universidad del País Vasco/Euskal Herriko Unibertsitatea, 2022. — 387 p. — ISBN 978-84-1319-319-9.

### Античные источники
- Павсаний. Книги I-IV, V-X // Описание Эллады = Ελλάδος περιήγησις / пер. с др.-греч. С. П. Кондратьева. — СПб.: АЛЕТЕЙЯ, 1996. — Т. I, II. — (Античная библиотека). — 2000 экз. — ISBN 5-89329-006-2 (Том I). — ISBN 5-89329-007-0 (Том II).

### Переводы Илиады
- Гомер. Илиада (Перевод Н. И. Гнедича) = Όμηρος. Ἰλιάς / Я. М. Боровский, А. И. Зайцев. — Л.: Наука. Ленинградское отделение, 1990. — 572 с. — (Литературные памятники). — 50 000 экз. — ISBN 5-02-027982-X.
- Гомер. Илиада (Перевод В. В. Вересаева) = Όμηρος. Ἰλιάς / М. Черневич. — М., Л.: Государственное Издательство Художественной Литературы, 1949. — 550 с. — 10 000 экз.

### Научные издания
- Chadwick J. The Mycenaean World (англ.). — Cambridge: Cambridge UP, 1976. — 201 p.
- Evans, Arthur John, Sir. The prehistoric tombs of Knossos: I. The cemetery of Zapher Papoura, with a comparative note on a chamber-tomb at Milatos. II. The Royal Tomb at Isopata. — London : B. Quaritch, 1906. — 214 p.
- Mylonas G.[англ.]. Ancient Mycenae. The Capital City of Agamemnon (англ.). — London: Routledge and Kegan Paul LTD., 1957.
- Nilsson M. Geschichte der griechischen Religion (нем.). — 2-е изд. — 1955.
- Palmer L. R. The Interpretation of Mycenaean Greek Texts (англ.). — UK, Oxford: Oxford University Press, 1963.
- Ventris M., Chadwick J. Documents in Mycenaean Greek (англ.). — Second edition. — Cambridge, UK: Cambridge UP, 1973. — 622 p. — ISBN 0-521-08558-6.
- Бартонек А. Златообильные Микены = Zlatē Mukēny / Пер. с чеш. О. П. Цыбенко. — М.: Наука, Главная редакция восточной литературы, 1991. — 352 с. — (По следам исчезнувших культур Востока). — 15 000 экз. — ISBN 5-02-016573-5.
- Молчанов А. А., Нерознак В. П., Шарыпкин С. Я. Памятники древнейшей греческой письменности (введение в микенологию). — М.: "Наука", 1988. — 192 с. — 1650 экз. — ISBN 5-02-010895-2.

### Научно-популярные издания
- Raffaele D'Amato, Andrea Salimbeti.  = Bronze Age Greek Warrior 1600—1100 BC (англ.). — Oxford, UK; NY, USA: Osprey Publishing Midland House, 2011. — 64 p. — ISBN 978-1-84908-195-5. — ISBN 978-1-84908-196-2 (e-book).

### Научные статьи
- Deonna W.[фр.]. Haches, broches et chenets dans une tombe géométrique d'Argos (фр.) // Bulletin de Correspondance Hellénique : журнал. — 1959. — Vol. LXXXIII, livr. I. — P. 247—253. — ISSN 2241-0104.
- Palaima T. G., Blackwell N. G. Pylos Ta 716 and Mycenaean Ritual Paraphernalia: A Reconsideration (англ.) // STUDI MICENEI ED EGEO-ANATOLICI, NUOVA SERIE : журнал  / Anna D’Agata. — Roma: Edizioni Quasar di Severino Tognon s.r.l., 2020. — No. 6. — P. 67—95. — ISBN 978-88-5491-094-2 (e-book). — ISSN 1126-6651.
- Μαρινάτος Σ. Ἀνασκαφαὶ ἐν Πύλῳ (греч.) // Πρακτικά της εν Αθήναις Αρχαιολογικής Εταιρείας του έτους 1953 : журнал. — Αθήναι, 1956. — Σ. 238—250.
- Μαρινάτος Σ. Ἀνασκαφαὶ ἐν Πύλῳ (греч.) // Πρακτικά της εν Αθήναις Αρχαιολογικής Εταιρείας του έτους 1956 : журнал. — Αθήναι, 1961. — Σ. 202—206.
- Μαρινάτος Σ. Ἀνασκαφαὶ ἐν Πύλῳ (греч.) // Πρακτικά της εν Αθήναις Αρχαιολογικής Εταιρείας του έτους 1957 : журнал. — Αθήναι, 1962. — Σ. 118—120.
- Гиндин, Л. А., Цымбурский, В. Л. Античная версия исторического события, отражённого в KUB XXIII, 13 // Вестник древней истории : журнал. — Наука, 1986. — № № 1 (176). — С. 81-87.

### Научно-популярные статьи
- Marinatos S. A Magnificent Find of Homeric Golg and Gems from an Unplundered Tomb at Nestor's Pylos, Including Superb Inlaid Daggers (англ.) // The Illustrated London News : газета. — London: The Illustrated London News and Sketch, Ltd., 1957. — 6 April (no. 6148).

### Словари
- Beekes R., Lucien van Beek. Etymological Dictionary of Greek (англ.). — Netherlands, Leiden: Koninklijke Brill, 2010. — Vol. I, II. — 1808 p. — (Leiden Indo-European Etymological Dictionary Series). — ISBN 978-90-04-17418-4.
- Дворецкий И. Х.. А // Древнегреческо-русский словарь / Под редакцией члена-корреспондента Академии наук СССР проф. С. И. Соболевского. — М.: Государственное издательство иностранных и национальных словарей, 1958. — Т. 1, 2.
- Казанскене В. П., Казанский Н. Н. Предметно-понятийный словарь греческого языка. Крито-микенский период / под ред. Нерозак В. П.. — Л.: "Наука", 1986. — 206 с.
- Кембриджский древнегреческий словарь = Cambridge Greek Lexicon (англ.) / Edited by J. Diggle; B.L. Fraser; P. James; O.B. Simkin; A.A. Thompson; S.J. Westripp. — Cambridge, UK: Cambridge University Press, 2021. — Vol. I - II. — 1529 p. — ISBN 978-0-521-82680-8. — ISBN 978-1-108-83699-9 (Volume I). — ISBN 978-1-108-83698-2 (Volume II). — doi:10.1017/9781139050043.
- Краузе В. М. Гомеровский словарь: К "Илиаде" и "Одиссее". — 2-е изд. — М.: "Книжный дом "ЛИБРОКОМ"", 2012. — 528 с. — (Школа классической филологии). — ISBN 978-5-397-02890-5.